# 進擊的巨人角色列表
進擊的巨人角色列表為日本漫畫《進擊的巨人》系列中登場的虛構角色。

## 主要人物
艾連·葉卡（Eren Yeager）
生日835年3月30日，與米卡莎和阿爾敏是兒時玩伴，有強大的意志力與行動力，憧憬牆外世界，從小立志加入調查兵團。在目睹母親遭巨人吞食後，發誓要驅逐所有巨人。他和米卡莎和阿爾敏一起加入訓練兵團受訓並以第五名畢業。
托洛斯特區一戰中，為了拯救阿爾敏而遭純潔巨人吞噬，之後變身為15公尺高的巨人，開始攻擊其他巨人，在體力耗盡倒下後被眾人目擊其從巨人後頸出現，因此被視為怪物。撤退到羅塞牆內後，與米卡莎和阿爾敏被駐紮兵團審問其身分，在表明自己為人類後卻遭下令砲擊，艾連即時想起巨人之力的使用方式而變身巨人抵禦砲彈的攻擊。之後協助駐紮兵團計畫用岩石將托洛斯特區大門堵上，途中卻因失控而攻擊米卡莎並自毀頭部昏迷，在阿爾敏的呼喚下清醒回來並成功堵住城牆破口。
奪回托洛斯特區後，被調查兵團暫時囚禁，並送上軍事法庭對其巨人化能力的威脅性進行審判，後加入調查兵團並接受監督與巨人化相關實驗。
在第57次牆外調查中，所屬的特別作戰小組遭到「女巨人」攻擊。艾連變身為巨人與其戰鬥後不敵女巨人，之後被里維與米卡莎救回。返回牆內後調查兵團透過情報和證據懷疑女巨人的真實身分為亞妮·雷恩哈特，並計畫將其引至地下通道後進行圍捕，過程中計畫遭到亞妮識破，調查兵團成員一擁而上將其控制住，但亞妮透過戒指上的勾子製造出傷口，化身為女巨人。艾連化身為巨人與女巨人戰鬥。女巨人戰勝艾連後想藉機越過城牆逃離，卻被米卡莎攔阻並被隨後跟上的艾連壓制在地並由調查兵團撬開後頸，不過在撬開的過程中亞妮利用女巨人的「硬質化」能力封印自己，因此眾人無法取得情報。
動畫則改成艾連被女巨人踩塌地道後被石磚壓住而失去意識，在阿爾敏的激勵下化身為巨人與女巨人對抗。在女巨人戰勝逃走後突然暴走壓制女巨人，女巨人掙脫後試圖越過城牆逃離，卻被米卡莎阻攔而摔落地面被暴走的艾連撕裂，隨後艾連被亞妮用硬質化融合給困住並被里維救下，不過同時亞妮也封印了自己。
與女巨人一戰後，傳出羅塞牆遭巨人突破的消息。在眾人前往支援前，調查兵團得知兩名與亞妮同出身地的104期士兵：萊納·布朗與貝爾托特·胡佛疑似為亞妮的同夥，並被漢吉下令不許讓兩人知道有關亞妮的消息。
厄特加爾城一戰後，萊納坦白告知其與貝爾托特為「盔甲巨人」和「超大型巨人」，起初艾連對萊納的說詞表示不解與懷疑，但在萊納展示自己受傷的右手並復原後感到震驚。萊納及貝爾托特打算擄走艾連時遭米卡莎砍傷，隨後三人變身交戰。起初艾連遭盔甲巨人重創，但在使用亞妮的格鬥技巧後成功壓制盔甲巨人，但最後仍被從上方掉下的超大型巨人重擊，和尤米爾一起被擄走。。在聯合部隊前來救出艾連和尤米爾時被貝爾托特背著，起初因盔甲巨人雙手的保護而無法解救艾連，但因艾爾文引誘大量的純潔巨人使其鬆開雙手成功解救艾連。在眾人逃脫時，盔甲巨人開始向艾連扔純潔巨人，在艾連受到波及後，五年前吃掉母親的純潔巨人再度現身在艾連眼前，漢尼斯出現與其展開戰鬥被捕獲吃掉。目睹漢尼斯被吃掉後，艾連情緒低落，嘲笑自己跟五年前一樣沒用，米卡莎向艾連表達了許多次的謝謝，感謝他願意與自己在一起、教給她活下去的方法，以及為她圍上圍巾。這番說話激勵了艾連，並告訴米卡莎「今後無論多少次都會替妳圍上」。後來在艾連接觸到該名純潔巨人後意外激發了特殊能力操控其他純潔巨人，此能力被萊納等人稱為「座標」。艾連用這項能力壓制了盔甲巨人，讓軍團得以撤離。
之後為修補瑪利亞之牆，努力練習「硬質化」但未成功。因為擁有「始祖巨人」能力而遭到王政府通緝，調查兵團計劃將艾連與希絲特莉亞交給中央憲兵團，以追蹤對方，反遭識破而被囚禁於雷斯家教堂的地下洞穴。艾連在與羅德和希絲特莉亞接觸後看見了父親的記憶，並了解到五年前其父對雷斯家的行為以及遭其注射純潔巨人的脊髓液變成純潔巨人，並將其吞噬繼承進擊巨人之力。悲憤之虞，希望能獻身將「始祖巨人」還給「王家」希絲特莉亞，但被其拒絕。希絲特莉亞的父親羅德在脊髓液被希絲特莉亞摔碎的情況下，自行舔舐了灑落在地上的脊髓液，變成身長120公尺長奇行種巨人，導致地下洞穴崩塌。為救將被埋住的同伴，艾連喝下標有「盔甲」字樣的液體，獲得了硬質化的能力並救了同伴。為抵擋羅德變成的奇行種巨人突破席納之牆而變身巨人，將大量炸藥丟入羅德巨人口中，利用其本身之高溫引爆火藥將其全身炸碎。
後來驚覺父親記憶中看見的男子是前任調查兵團團長，現訓練兵團教官基斯·夏迪斯後向其打聽關於父親的事，得知父親是牆外的人類。
於瑪利亞之牆奪回戰使用硬質化堵住瑪利亞之牆，隨後與調查兵團合力擊敗萊納，即將收拾萊納時，因貝爾托特的支援使調查兵團損失大量士兵，而艾連試圖阻擋超大型巨人卻被踢飛至城牆上，其後與阿爾敏合作利用佯攻擊敗貝爾托特，阿爾敏因此重傷。在請求里維將阿爾敏變成巨人吞食貝爾托特時，卻因弗洛克帶著重傷的艾爾文前來使里維改變主意而與其發爭執，而後里維選擇了阿爾敏使其繼承巨人之力。
戰後再度回到家中，在地下室裡得到父親的筆記和照片後得知世界的真相：牆內人類為可變成巨人並曾藉此統治世界的特殊人種——「艾爾迪亞人（尤米爾的子民）」，百年前曾被艾爾迪亞統治的瑪雷人戰勝艾爾迪亞人後，對想留在大陸的艾爾迪亞人實施隔離政策，之後瑪雷為了帕拉廸島的資源，以島上弗利茲王宣戰為藉口徵召艾爾迪亞兒童成為"戰士"作為巨人之力的「容器」，也因此引發瑪麗亞之牆陷落等事件。
回到羅塞牆後，因先前違抗軍令與米卡莎被關入地牢囚禁，在睡夢中看見了父親的記憶，得知自身的巨人之力名為"進擊的巨人"。在成為女王的希絲特莉亞謁見下親吻了她的手並看見了未來的記憶。
奪回瑪利亞之牆一年後，牆外的純潔巨人已全面消滅，與殘兵們參加睽違六年的瑪利亞之牆外調查，與夥伴看到大海。
於851至854年的3年間，與阿爾敏和吉克派遣的『反瑪雷義勇兵』合作，多次將入侵的瑪雷軍艦捕獲。於852年與漢吉、米卡莎和希絲特莉亞等人與希茲爾國會見。在會談中，希茲爾國代表奇優宓提到艾爾迪亞必須將軍事科技水準趕上世界水平，期間需使用牆內的超大型巨人啟動『地鳴』來震懾他國，而啟動地鳴的條件就是始祖巨人與王血繼承者的巨人存在，因此王血繼承者必須在獲得巨人之力後繁衍後代以保有王血巨人的存在，艾連對此反對。期間艾連與同伴一同修築鐵路以鍛鍊身體，並與漢吉計畫日後前往瑪雷進行調查。在列車行駛下，艾連與同伴討論著日後巨人之力將由誰繼承，在眾人表達意願後表示自己希望大家能活得長久。（繼承九大巨人之力的人壽命只有13年）
在希茲爾國的援助下，調查軍團潛入瑪雷，並在港口拯救了難民兒童拉姆吉，因而受到其族人的歡迎與熱情款待。於帳篷外，艾連向米卡莎詢問如何看待自己，米卡莎回答是「家人」。在瑪雷艾爾迪亞人權組織的會議中，了解到了即使是艾爾迪亞的人權團體仍把帕拉迪島上的艾爾迪亞人視為惡魔，於是離開了軍團進行自己的計畫。期間，艾連參加了瑪雷與中東聯合的戰爭，且切斷自己的左腿與刺瞎左眼偽裝成傷兵。於戰爭結束後成功潛入瑪雷。
潛入瑪雷後，曾在港口窺視萊納與戰士候補生等人。回到雷貝里歐收容區後，受到法爾可的幫助於醫院自稱為“庫爾迦”，並利用法爾可寄信與調查兵團等人聯絡及計畫突襲雷貝里歐。祭典當晚利用法爾可將萊納誘導至舞台後方的地下室談話，並展示自己割傷的手掌威脅萊納。在威利·戴巴發表宣戰宣言時，變成巨人將威利殺死，並殺死在場的瑪雷政府高層，與戰槌巨人對抗。隨後與調查兵團向戰槌巨人及瑪雷軍方發動攻擊。在戰鬥中發現顎巨人的攻擊可以破壞硬質化水晶，故在捕獲顎巨人後利用其牙齒破壞水晶化的戰槌巨人的本體並將其吞食。本想接著吞食顎巨人，但被盔甲巨人阻止。由於耗盡了體力，便與米卡莎一同返回撤退用的飛船，並因私自行動被軍團逮捕。
在艾連被囚禁後，調查兵團的新兵和弗洛克卻支持艾連的行動，並藉由向民眾泄漏艾連被關的消息來引發民眾對艾連的支持和聲援。在總統被暗殺後，利用戰槌巨人的能力從地牢逃脫，並帶領包含新兵和弗洛克在內的擁護者尋找吉克.葉卡。
葉卡兄弟和其擁護者被奈爾稱為“葉卡派”。由於葉卡派成員大多來自調查兵團，加上調查兵團104期的人與艾連曾是密切的同袍，憲兵團開始對於調查兵團產生不信任感。在餐廳中與米卡莎和阿爾敏見面談話，因艾連對米卡莎口出惡言而與阿爾敏爆發衝突。後來帶領葉卡派成員與被俘虜的米卡莎、阿爾敏、104期的同僚、漢吉、賈碧、法爾可、駐紮兵團高層和憲兵團等人一同前往希干希納區。
在希干希納區威脅賈碧，卻遭受皮克與波爾柯暗算，變身巨人迎戰瑪雷。在戰士隊與炮擊中後一度為居下風，後吉克（獸之巨人）趕到支援，兩人打算接觸並利用始祖巨人之力發動地鳴消滅聯軍和進行“安樂死計畫”。在戰士隊的阻撓下，艾連被迫離開巨人身體前往與遭擊落的吉克接觸，但在接觸前遭伏擊一旁的賈碧以反巨人步槍擊中脖子，身首異處。
吉克在其意識消逝前接住了艾連的頭顱，成功觸發了始祖之力，與吉克來到艾爾迪亞人的“道路”，並遇到始祖尤米爾。由於艾連没有被不戰契約束縛，吉克要求艾連命令始祖尤米爾執行安樂死計畫，但艾連告知自己反對“安樂死計畫”，於是向始祖尤米爾請求力量，但其不為所動。吉克已在此與始祖尤米爾相處並了解破解“不戰之約”的方式，尤米爾並無無自我意志，只效忠擁有王血之人。吉克掌握了始祖巨人之力，對艾連的要求也只是對艾連的試探。吉克認為艾連已受到父親洗腦，為了要拯救艾連故與其同看其出生後父親的記憶。
吉克在與艾連探索父親的記憶後，發現古利夏並沒有對艾連進行任何和復興艾爾迪亞相關的教育，反而讓他自由成長，這點使吉克感到困惑，並疑問艾連究竟為何會變成現在這樣，艾連表示自己從出生以來不曾變過，與其被別人剝奪自由，不如自己先將自由搶過來。在古利夏掠奪始祖當晚的記憶中，原本古利夏不忍下手殺害雷斯一家，但一旁的艾連走到其身旁慫恿父親，使其掠奪了始祖巨人。
回到了道路中，艾連告訴吉克自己早在4年前就看見了自己在未來進入通道的畫面，並感謝吉克將他帶入道路以達到現在，吉克聽了之後命令始祖尤米爾執行安樂死計畫，並表示在記憶中的父親告訴他要阻止艾連的計畫，艾連見到始祖尤米爾轉身走向座標並衝向始祖尤米爾阻止其行動。
在艾連成功說服始祖尤米爾後，地鳴成功發動。掌握始祖巨人力量的艾連，向全世界的尤米爾子民宣告他的滅世行動，並且成功讓超大型巨人穿越海洋踩踏除帕拉迪亞島以外的陸地，展開驅逐世界所有生命的滅世計畫。
米卡莎與阿爾敏等人搭乘飛艇前往阻止艾連，卻被始祖巨人背上大量的九大巨人傀儡攻擊。正當眾人陷入危機之時，法爾可變身的巨人與賈碧和亞妮趕到現場支援拯救了大家。賈碧告訴大家她在艾連與吉克接觸時的瞬間看見了從艾連身體跳出一條發光的蟲，並推測其為所有巨人之力的來源。最後約翰成功引爆炸藥，炸斷了艾連巨人的頸部，使其頭部掉落至地面。此時形似蟲的生物再次出現，打算連接回艾連的頭部，萊納(鎧甲巨人)將其抱住阻止其連接至艾連頭部，阿爾敏也在此時變身，下定決心殺死艾連。
變身為超大型巨人的阿爾敏成功炸毀了艾連的巨人骨架，艾連並未因此死亡，與阿爾敏對抗，然而阿爾敏依然不敵艾連。此時，艾連向米卡莎傳達了一段如果她"選擇別的答案"並與其生活的記憶，並在其中要求米卡莎在他死亡後忘了他，但米卡莎對此表示拒絕，並重新圍上圍巾，下定決心殺死艾連。里維將其牙齒炸斷後，米卡莎飛進艾連巨人的口中並將本體頭部斬下，並抱起頭顱與艾連吻別。
艾連死後巨人之力消失，眾人在通道內與艾連談話的記憶終於恢復。原來艾連在地鳴開始後，便分別將眾人帶至通道內談話，但為了讓眾人能下定決心殺死自己成為新的救世主，在談話結束後暫時其記憶，直到自己死後記憶才會恢復。艾連向阿爾敏坦承自己在會談中的說辭只是為了讓阿爾敏和米卡莎遠離自己，自己打算消滅世界八成人口使其多年無法再對帕拉迪島動手，且當初是自己為了不讓貝爾托特被黛娜巨人吞食而利用始祖的力量引它入牆才導致母親被巨人吞食，並坦承自己對米卡莎的愛意，自己不想死，亦希望與大家一起活下去，並將拯救人類的希望託付給阿爾敏。
此役「天與地之戰」結束後，米卡莎將其埋葬於希干希納區外兩人兒時常休憩的樹下。戰後帕拉迪島得到短暫的和平，科技飛速進步、各式高樓林立，但和平並沒有永遠持續下去，戰火摧毀了帕拉迪島上的人類文明。隨時間流逝，埋葬艾連的樹日漸變粗拔高，最後外貌如同兩千年前深埋著怪蟲的巨木。
艾連的進擊的巨人型態
成型後推定為15公尺級巨人。能窺探歷代過去及未來的繼承者之記憶，並以此為基點做出能影響歷史走向的行動，是不被命運限制、追求自由的巨人。硬質化形態不固定，能夠大範圍施展或是局部硬化。
艾連的始祖巨人型態
平常同進擊的巨人型態，需接觸擁有王族血統的巨人才能發動座標之力，在道路喚起始祖尤米爾後已完全掌握此力量。掌握始祖巨人力量後的體型比超大型巨人要大上數十倍（僅出現骨架），脊椎有類似怪誕蟲和劍龍骨板的尖刺。能控制所有尤米爾的子民和巨人、修改記憶、控制九大巨人持有者。此巨人型態於官方藍光DVD第四卷視覺圖發表由作者諫山創命名為終尾の巨人（末日巨人）。
艾連的戰槌巨人型態
同進擊的巨人型態，可利用硬質化在地面和背部形成巨大的骨刺造成攻擊，亦可在未變身時使用部分能力，在與始祖巨人之力配合後還能捏造出歷代的九大巨人傀儡。
米卡莎·阿卡曼（Mikasa Ackerman）
生日835年2月10日，雙親死後，被葉卡夫婦收養。兩人經常一起行動，對艾連有異於尋常的執念和保護慾。
第104期訓練兵團第1名畢業。畢業後加入調查兵團。
其父為阿卡曼一族的分支，其母為牆內中幾乎絕滅的純種東洋人。因父母都屬於牆內被迫害的民族，因此一家三口住在深山中躲避人群。米卡莎母親真實身分是希茲爾國將軍客居帕拉迪島的後裔。
9歲時，雙親被人口販子殺害並被其擄走，之後被艾連救出。過程中，對方上前勒住了艾連，在艾連的激勵下，使米卡莎體內阿卡曼的力量在覺醒，撿起地上的小刀衝向前從對方背後刺穿其心。失去雙親的米卡莎和葉卡醫生回到希干希納區與艾連一家生活。和艾連一家生活的米卡莎，身上總是圍著與艾連初次見面時，艾連所贈的圍巾。相當注意艾連的一舉一動，時常在艾連與他人發生衝突時到場支援。
845年，希干希納區城牆遭超大型巨人突破，與艾連試圖救出被瓦礫壓住的卡露拉但未果，只能目睹其被巨人吞食。與艾連加入訓練兵團後，於104期之中表現極為突出，並以第一名的成績畢業。
850年，超大型巨人再度出現並突破了托洛斯特區，訓練兵團的新兵受令上前線應戰，米卡莎被安排在後衛班與駐紮兵團的精銳部隊守護居民。初次上陣便展現極佳的作戰能力。在前線支援同期訓練兵時，聽聞艾連不幸戰死的消息後，一度想放棄自己的生命，但回想起艾連的事情後重新振作，在戰鬥中被化身為進擊巨人的艾連所救。在阿爾敏的計畫下，將進擊巨人該引誘至中央以消滅其他巨人。在得知該巨人的身分為艾連後出面阻止企圖將其殺害的駐紮兵團。
托洛斯特區奪回戰中表現活躍，並且在作戰的最後掩護艾連完成任務。之後加入調查兵團。
第一次捕獲女巨人作戰失敗後，與里維聯手從女巨人嘴巴裡救出艾連，中間企圖擊殺女巨人導致自己陷入危險，被里維所救導致其受傷，後責備自己讓調查兵團損失最高戰力。第二次捕獲女巨人的作戰中，米卡莎要求艾連壓抑對昔日同伴的情誼全力對付亞妮，並在最後關頭女巨人爬上城牆欲逃往牆外時，將女巨人從城牆上擊落。
在救出受困於厄特加爾城的同期新兵們並跟隨調查兵團登牆後，聽到萊納向艾連自白其和貝爾托特真實身分是盔甲巨人和超大型巨人後迅速用刀刃砍向他們，但未將其殺死，艾連被其劫走。
在聯合部隊追擊盔甲巨人時，與同期新兵們登上盔甲巨人的肩膀，並攻擊巨人化的尤米爾。在救出艾連欲逃脫時，被盔甲巨人投擲的巨人攻擊，且與艾連遇上五年前吃掉艾連母親的純潔巨人。在目睹漢尼斯被吃掉後，艾連情緒低落並嘲笑自己跟五年前一樣沒用時激勵了艾連。後來艾連體內的座標能力覺醒並操控周圍純潔巨人牽制盔甲巨人等而得救。
在聯合部隊奪回艾連後，成為里維班一員。在調查兵團遭全面通緝時，跟蹤擄走偽裝成艾連與希絲特莉亞的約翰與阿爾敏的利布斯商會，並在將其制伏後認出了對方的身分。在里維審問中央憲兵時意外得知與里維有血緣關係（阿卡曼一族），但彼此的親屬輩分關係不明。
在調查兵團進行第二次瑪利亞之牆奪回任務中，再次與盔甲巨人交戰，並將其重創。在貝爾托特前來支援並變身後，試圖與其他人攻擊超大型巨人，但反被其利用蒸氣使雷槍偏離被碎片炸傷。盔甲巨人恢復後再度與其交戰，並與其他成員以及重傷的漢吉製造的空檔，成功將萊納炸出巨人體外。在阿爾敏繼承巨人之力復活後，與艾連、里維與漢吉一同前往艾連老家的地下室，並得知了世界的真相。在奪還作戰成功後，因先前違抗軍令而與艾連被囚禁於地牢。
851年，與調查兵團展開睽違六年的瑪利亞之牆外調查行動，並成功看到大海。同年，調查兵團擄獲了前來調查的瑪雷軍艦，並在義勇兵的協助下，見到了來自希茲爾國母方一族的東洋人：亞茲瑪比特家族的代表奇優宓女士。在希茲爾國的援助下，調查軍團成功潛入瑪雷。參與了瑪雷艾爾迪亞人權組織的會議，並了解到艾爾迪亞的人權團體把帕拉迪島上的艾爾迪亞人視為惡魔且要予以驅逐，在那之後艾連便離開了軍團展開自己的行動。
在調查兵團收到艾連突襲雷貝里歐的計畫後前往支援，在艾連被戰槌巨人擊敗以後從後方以雷槍重創戰槌巨人使其暫時失去行動能力。在雷貝里歐之戰結束後，和阿爾敏一直想去找艾連理解他的真實想法，在艾連遭到囚禁時和阿爾敏前去見薩克雷總統，希望能得到與艾連會面的機會，卻在剛離開沒多久發生了葉卡派暗殺總統以及艾連越獄的事件。之後與漢吉及其他104期士兵前往尼柯洛經營的餐廳打探情報，碰巧遇到了來餐廳用餐的布勞斯一家，並目睹了尼柯洛為了幫莎夏報仇而痛毆了賈碧，但被布勞斯先生所勸阻。卡亞拿起了刀子嘗試殺死賈碧時，被米卡莎阻止。隨後米卡莎和阿爾敏將賈碧帶到別的房間訊問。訊問中途，葉卡派闖入，兩人見到艾連，從艾連口中得知阿卡曼一族的說辭：在艾爾迪亞歷史當中，偶然產生的一支血脈，可以保持人類外型使用巨人之力的一族，透過“道路”讓歷來的阿卡曼一族的戰鬥經驗和巨人之力傳入身體，藉此發揮出超常的力量，卻不會失去控制。隨後艾連以此嘲笑真正的米卡莎早就在9歲被人口販子綁架、被艾連呼喚戰鬥時就消失了，留下來的只剩下阿卡曼一族的本能——忠於君王的命令。同時也解釋米卡莎經常頭痛的原因是因為自我會嘗試取回身體的控制權，而與巨人之力起衝突。艾連說的話使米卡莎落淚並激怒了阿爾敏，直到阿爾敏被擊倒後才向前扶起阿爾敏。與阿爾敏、漢吉、賈碧，和104期的同僚等人一同被葉卡派俘虜，帶去希干希納區。瑪雷在此時發動突襲，一行人在了解艾連傷害了大家可能的目的後，決定再次相信艾連而前往援助。在艾連發動地鳴後想起了和艾連一行人潛入瑪雷時的記憶。
後來與瑪雷軍方合作，阻止艾連利用“地鳴”摧毀世界，並與“葉卡派”發生衝突。與艾連的最終對決中，艾連向米卡莎傳達了一段如果她"選擇別的答案"並與其私奔生活的記憶，並在其中要求米卡莎在他死亡後忘了他，米卡莎對此表示拒絕，並重新圍上圍巾，下定決心殺死艾連。里維將艾連巨人牙齒炸斷後，米卡莎飛進巨人的口中見到艾連的本體並將其頭部斬下，並抱起頭顱與艾連吻別。
艾連死後巨人之力消失。米卡莎返回帕拉後私自將艾連埋葬於希干希納區外兩人兒時常休憩的樹下。
三年後，米卡莎獨自在墓旁想念艾連時，一隻中賊鷗（jaeger）飛來用鳥喙啣起其掉落的圍巾替她圍上後飛去，讓米卡莎破涕為笑並再次感謝艾連為她圍上圍巾。
角色譯名爭議
作者諫山創曾表示角色命名的靈感來自於日俄戰爭時日本海军的戰艦：“號”，但因為並無特別表示應用片假名書寫其名字，而作者本人也並無使用漢字書寫其名稱，只是在原作中使用片假名書寫為，故產生中文翻譯上是採取漢字翻譯還是片假名音譯的爭議。
根據日本網友的調查，漢字「三笠」形容人名時通常指男性，但由于是女性角色故認為使用片假名較好。支持音譯者認為要符合故事情境和風格應音譯為「米卡莎」，而台灣東立出版社亦採用音譯「米卡莎」，部分台灣使用者可能會将「三笠」与「三立」電視台產生混淆。部分支持翻译者則認為作者想傳達角色與三笠號一般的強大，並且角色有這東洋血統應當翻譯為三笠；部分網路漫畫讀者與翻譯者將「ミカサ」翻譯成漢字「三笠」，中國大陸網路媒體爱奇艺則與dymy字幕組合作翻譯為「三笠」。
阿爾敏·亞魯雷特（Armin Arlert）
生日835年11月3日，艾連與米卡莎兒時的玩伴。幼年時曾多次被米卡莎、艾連所救。憧憬牆外世界而啟發艾連對於走出圍牆的渴望。
體力和體質較差。聰穎的智慧，在課堂上得到了頂尖的成績。畢業後以加入調查兵團為志願。動畫中，爺爺在846年的瑪利亞之牆奪還戰中喪生。父母因試圖搭乘熱氣球升空飛往牆外遭憲兵團殺害。
在托洛斯特區攻防戰中，與艾連同為訓練兵團第34班，但由於對巨人的恐懼，令他精神恍乎，甚至毫無反抗被純潔巨人送入口中，雖然被艾連所救，卻反而讓艾連被純潔巨人吞噬，這使得他內心陷入自責，直到受米卡莎鼓勵才恢復理性，之後憑藉他的智謀幫助瓦斯氣體耗盡的隊友脫險，成功退入羅塞之牆內。於托洛斯特區攻防戰結束後，利用自身的判斷力及決心成功地說服了達特·皮克希斯總司令，從而保住了自己和艾連、米卡莎的性命，並促成托洛斯特區奪回戰。托洛斯特區奪回戰中，原本被安排在負責誘導巨人的班，但在看到任務失敗的訊號後趕到前線，成功使失去控制的艾連恢復理智，並且在作戰最後關頭成功掩護艾連完成任務。托洛斯特區奪回戰結束後，決定加入調查兵團。
妥善運用聰明的才智，多次在作戰中提供計策戰勝巨人，之後獲得調查兵團團長艾爾文·史密斯賞識，曾在作戰會議前要求阿爾敏加入。在第57次墻外調查時被女巨人抓獲，但女巨人沒有傷害他反而摘下他的帽子對他微笑，後來通過一系列線索斷定女巨人是與自己訓練兵時私交甚篤的亞妮所變（亞妮曾贊揚他的勇氣，他也贊美亞妮是溫柔的人）。主導第二次捕獲女巨人作戰，試圖說服亞妮幫助艾連脫離憲兵團的管轄，但被亞妮拒絕。隨後阿爾敏通過情感攻勢，說如果亞妮不幫助他，他就要視亞妮為壞人了。在這番話之下，亞妮即使明知前方可能是陷阱，也戴上了變身的戒指跟隨阿爾敏而去。在亞妮明白自己被阿爾敏算計之後，她對阿爾敏表示很傷心，問他何時開始用這樣的眼睛來看自己，又詢問阿爾敏為什麽一個月前即知她有疑點，卻不願意揭發她。阿爾敏承認到現在也不願意相信她是敵人，並問亞妮為何不在戰場上傷害他。亞妮拒絕回答只是說自己不配做一個戰士。最後她對阿爾敏感嘆「能作為你眼裏的好人，真是太好了」。55話中被艾連說「是從以前就擅長陰險算計的壞孩子」。動畫版中，因女巨人的攻擊而導致地下通道崩塌，阿爾敏試圖救出被壓在坍方底下的艾連，同時幫助艾連成功的變身巨人化型態。在救出受困於厄特加爾城的同期新兵們並跟隨調查兵團登牆後，與調查兵團的前輩們一同與超大型巨人及盔甲巨人交戰，戰敗後，是唯一親眼目睹艾連的巨人化形態被盔甲巨人擊敗並遭其劫走的證人。
在聯合部隊追擊盔甲巨人時，與同期新兵們登上盔甲巨人的肩膀，並刻意欺騙貝爾托特亞妮遭到虐待，使其因憤怒而陣腳大亂，進而幫助調查兵團奪回艾連。在漢尼斯向純潔巨人攻擊時，準備上前幫忙，但遭到盔甲巨人投擲的一般巨人阻礙去路。在約翰遭到被丟過來的純潔巨人擊中而昏迷不醒時攙扶著約翰，後來因艾倫得到了「座標」能力而得救。
在聯合部隊奪回艾連歸來後，成為新里維班一員，對於新里維班的成員名單感到納悶。在一次行動中喬裝為希絲特莉亞被捉走，被色老頭性騷擾，不久後被救回。之後與中央憲兵團作戰時為救約翰，膽小的阿爾敏鼓起勇氣開槍射殺一名年輕的敵人，事後雖因此感到身體不適而嘔吐。隨後獲得里維的感謝。
於修補瑪利亞之牆的作戰中擔當指揮的重任。在調查兵團幾近全滅時刻，率領特別做戰小組對抗超大型巨人以及盔甲巨人，最後關頭利用自身當誘餌，成功幫助艾連擊敗超大型巨人，但因瞬間受到超大型巨人散發出的超高溫蒸氣壟罩身體，全身被燒焦，陷入瀕死。在艾連、米卡莎與里維雙方爭執該將脊髓液使用在阿爾敏還是艾爾文後，里維在最後選擇了阿爾敏，並成為純潔巨人並吃掉貝爾托特，繼承了超大型巨人。
在授勳典禮前，艾連與弗洛克對於巨人之力的傳承起衝突，而阿爾敏自身也認為該被救活的應為艾爾文團長。
在851年與調查兵團一同展開睽違六年的瑪利亞之牆外調查，並成功抵達海邊看見大海。後來在851至854年內與艾連將多次入侵的瑪雷軍艦擊倒並擄獲上方的瑪雷士兵。
在接到獨自潛入瑪雷的艾連的信之後，設計了奇襲戰役，並大獲成功，被漢吉稱贊為“艾爾文附體”。在戰役時變身超大型巨人炸毀軍港。撤退後因莎夏意外戰死，瑪雷許多平民百姓無辜捲入，與艾連的路線衝突加劇，感嘆自己已經搞不懂艾連在想什麼。或許是因為與童年摯友關係漸行漸遠，阿爾敏的談心對象變成封存於地下室、已水晶化的「女巨人」亞妮。曾提議若艾連被吉克控制的話就找人把艾連吃掉奪取其身上的巨人之力，但仍希望能和艾連談談，理解對方的真實想法，而後真的與艾連談論的過程，雙方已漸行漸遠，會談中艾連責罵阿爾敏已經因為貝爾托特的記憶變得容易猶豫不決，並且質問他愛上亞妮這個敵國士兵是不是也是這個原因，以及說了一番阿卡曼一族的力量由來。（在後續劇情中艾連承認這些都是為了激怒阿爾敏和米卡莎而離開他才編造的謊言）。艾連因為傷了米卡莎的心而激怒阿爾敏，認識已久的兩人終於有了第一次鬥毆，卻因為實力的差距，阿爾敏最後被艾連打倒在地，最後與米卡莎、賈碧一併被葉卡派帶去希甘希納區。在聯軍入侵帕拉迪島、艾連發動地鳴後仍保持和瑪雷和談的天真想法。爾後成立了因為反對地鳴而和瑪雷合作的主和派，為主和派的中心人物。親手用雷槍殺死了變成純潔巨人的皮克希斯司令，並且感謝其多年來的開導。
與馬迦特和皮克聯手阻止艾連利用地鳴毀滅世界，與柯尼騎馬前往葉卡派於港口的所在處，打算欺騙弗洛克一行人要阻止盔甲巨人與車力巨人，需要利用飛艇阻止其行動，後來卻被識破騙局，被達茲開槍擊中下顎與胸口受傷。在被達茲往頭部開槍之前，因被柯尼先下手為強射殺達茲而獲救。之後一行人擊退葉卡派之後，搭船成功出航。在航向瑪雷東方的歐迪哈地半途中，傷勢因巨人之力而逐漸恢復，在當天在甲板上透過道路感覺到失去意識，但在道路上以小孩模樣現身，並享受著所謂「自由」的艾連。隨後亞妮邀請他坐在身邊感謝他四年的陪伴並詢問為什麼阿爾敏和不能說話的她訴說，阿爾敏紅著臉說因為他想念亞妮因此想見她。兩人隨後臉紅著交換了心意。抵達歐迪哈之後，一行人火速將飛機整備，讓飛機可以起飛，途中原先萊納打算拆下飛機掛載的炸彈，但被阿爾敏阻止，令萊納問他是否要以炸彈對付艾連，但阿爾敏未能給出明確回應，亞妮則決定不參加戰鬥而與阿爾敏相視告別離開。當飛機整備好時，在準備發動之前，受了重傷的弗洛克出現對一行人開槍，雖沒打到任何人卻在飛機油箱上打出了洞，令一行人只好緊急進行修復，但在修復過程中地鳴已抵達歐迪哈，阿爾敏原先打算用巨人之力與成群的超大型巨人戰鬥，但遭到漢吉阻止，並且指定為第十五任調查兵團團長。在漢吉捨命的掩護之下，阿爾敏等人成功修復飛機，並且坐上飛機升空。後打算以先對付野獸巨人吉克為主，並和艾連好好談判，主張可以和世界各國簽訂互不侵犯條約。
一行人搭乘飛機抵達艾連的所在處時，不料飛艇遭受野獸巨人扔擲石塊擊中，一行人跳下飛艇利用立體機動裝置降落在艾連巨人的背上，但阿爾敏卻遭到巨人擄走，被含在巨人口中的阿爾敏進入了道路並見到了吉克，吉克與阿爾敏坐下談論有關生命的本質，此時道路中出現了尤米爾、馬賽、波爾柯、古利夏、庫沙瓦、貝爾托特等人待在道路中的靈魂，吉克與阿爾敏並試著將對方的靈魂喚醒，請求他們幫助他們阻止艾連。
在賈碧持反巨人狙擊槍擊中擄走阿爾敏的巨人後，阿爾敏被柯尼、米卡莎、亞妮救出，現實中的阿爾敏也跟著恢復意識，並變身成超大型巨人將艾連的骨架炸毀，下定決心殺死艾連。變身為超大型巨人的阿爾敏成功炸毀了艾連的巨人骨架，豈料艾連並未因此死亡，而是從斷落的頭部長出身體變成超大型巨人與阿爾敏對抗，然而阿爾敏依然不是艾連的對手，最後由米卡莎斬下艾連的頭顱了結了巨人之力。
在艾連死後，回想起在通道內與艾連的談話，包括艾連坦承會談中的說辭只是為了讓阿爾敏和米卡莎遠離自己所說的謊言、其打算消滅世界八成人口使世界多年無法再對帕拉迪島動手、始祖尤米爾願意解除兩千年來的巨人之力的關鍵、以及其對米卡莎的愛意和占有慾，其實他不想死也希望與米卡莎和大家在一起活下去。最後艾連將拯救人類的希望託付給阿爾敏後暫時刪除其記憶直到自己死後才恢復。巨人之力消除之後，以亞妮父親為首的艾爾迪亞人被瑪雷士兵包圍，要他們拿出不再是巨人的證據，阿爾敏勇敢地擋在槍口前面說服了瑪雷士兵，並宣稱是自己殺死了艾連。
三年之後，阿爾敏為了防止人類再度引發戰爭，成為聯合國大使與104期的同伴返回帕拉迪島進行和平交涉。
阿爾敏的超大型巨人型態
成型後推定為60公尺級巨人。於104話當中首次出現其超大型巨人的樣貌，大致上與貝爾托特的超大型巨人外觀類似，沒有表皮，直接暴露肌肉，同樣也能散發出高熱和爆炸衝擊波，唯有神情比較哀傷，最大的不同在於頸椎骨與肋骨直接暴露在外，且身形更加細長。

## 艾爾迪亞
領土為帕拉迪島大部。

### 兵團
艾爾迪亞的國防軍隊架構由調查兵團、駐紮兵團和憲兵團構成，加上訓練兵團共四個軍團，並由總統擔任訓練兵團以外的三大軍團總司令。在854~857年間，艾爾迪亞的新政府為了防範島外世界對於地鳴的報復而重組軍隊，建立了「艾爾迪亞國軍」，並著重於增強軍備對抗外敵。
達里斯·薩克雷（Darius Zackley）
配音：手塚秀彰；黃天佑；朱子聰
生日4月15日，身高165cm，體重82kg，大總統擔任三大軍團總司令。是個通情達理且為人民著想的人，內心卻極度厭惡貪戀土地和財富的王政府高層，也不喜歡被王政府高層騎在自己頭上，而協助皮克希斯司令和艾爾文發動政變也是出於相同原因。有這特殊的施虐嗜好，並擁有特製的施虐道具，政變成功後将一名原王政府高層成員拘束，作為其玩弄和羞辱的主要對象，並定期向民眾展示。
在托洛斯特區攻防戰結束後，為決定艾連的最終處置，而作為裁決者登場。而後於艾爾文團長接受王政府審判時，與皮克希斯司令合作發動政變成功，使得王都和各個行政區皆在其掌控之下。雖然名義上希斯特莉亞是女王，但實質上薩克雷是帕拉迪島的實際掌權者。
帕拉迪島與外界接觸後雖有不可信任的義勇兵和瑪雷俘虜協助，但其深知局勢並不樂觀，而艾連擅自開戰引發雷貝利歐事件，便對艾連產生懷疑，有另找他人繼承艾連巨人之力的想法，但卻在辦公室中被葉卡派的調查兵團新兵用綁在椅子上的炸藥炸死。

#### 訓練兵團
基斯·夏迪斯（Keith Shadis）
配音：最上嗣生；黃天佑；林保全→招世亮〈TVB版〉／黃志明〈影碟版〉
隸屬：調查兵團（沙迪斯班） ⇒ 調查兵第12任團團長(832年-845年) ⇒ 訓練兵團教官(104期-109期)
生日8月18日，身高198cm，體重107kg，形象在擔任調查兵團團長時有頭髮，但在擔任教官後為與先前相比十分迥異的，下巴留著鬍鬚，外表極嚴肅且聲音十分宏亮的光頭形象。
845年巨人入侵瑪利亞之牆以前，曾任職調查兵團第12屆團長，原本計畫在牆外區域建造人類據點而進行遠征，結果卻是死傷慘重而且沒達到任何實質上的戰果，由於其對此感到相當自責而引咎辭退，團長職務由艾爾文接任。
作為訓練兵團教官對訓練兵的要求十分嚴苛，會用頭槌教訓士兵，曾經對對莎夏嚴格呵斥，104期訓練兵對此留下回憶。能夠掌握每個訓練兵的特性與優缺點，並且能精確地對其進行評價。看重對人格鬥訓練。與艾連的父親交情頗深，古利夏初次來到島内接觸牆内的人亦是夏迪斯，經他引導成功融入牆内的生活以及瞭解兵團相關情況，也是經他介紹邂逅卡露拉。曾在艾連通過訓練而加入調查兵團時暗說：「古利夏，你的兒子成為士兵了。」
在艾倫透過羅德恢復記憶時，艾連發現父親在殺害羅德·雷斯一家後曾與基斯·夏迪斯見過面，且認出與五年前調查兵團團長是同一人。夏迪斯曾經跟蹤打算讓艾連繼承巨人之力的古利夏，卻被古利夏阻止而並未看到之後發生了什麼。在艾連繼承巨人之力後，發現古里沙不見了只好把昏倒在地的艾連帶回避難營，而當時的艾連並不記得這一切。
向調查兵團說明約20年前的事情，古利夏以及卡露拉兩人如何認識，如何決心放棄對卡露拉的感情，全心投入在調查兵團上，後了解到艾爾文的能力以及自己並非人類的領導者後退居後線。以及曾為了保護卡露拉之子，故意將艾連的立體機動裝置訓練器弄壞。
四年後依舊擔任教官，卻因為仍在遵循過往與巨人戰鬥的方式訓練新兵，這令認為敵人是島外人類，應該著重於訓練槍法的109期訓練兵頗有微詞。在弗洛克與葉卡派成員闖入訓練營地時，斥責弗洛克等人的反叛行為，卻遭到弗洛克挑唆的109期訓練兵圍毆。在吉克的巨人不受控之後，拯救了即將被巨人吃掉的109期訓練兵。炸毀前往支援葉卡派的火車並出手救起聯盟的成員，與瑪迦特留下斷後，在炸毀碼頭時犧牲。

##### 第104期訓練兵團
萊納·布朗（Reiner Braun）
第104期訓練兵團第2名畢業，成績僅次於米卡莎。
綜合評價：A+。教官評價：有著頑強不屈的體格和精神力，也得到同伴深深的信賴，有統領部隊的資質。
生日833年8月1日，出生於瑪雷的雷貝里歐收容區中，和貝爾托特及亞妮謊稱來自瑪利亞之牆東南方深山的村莊。瑪雷與艾爾迪亞混血兒，父親為瑪雷軍人，而母親為在軍營工作的艾爾迪亞人，父母因為血統問題分居，成為戰士除了是報答母愛，也是希望父母破鏡重圓，可惜事與願違。
特徵是金髮和高眉骨的日耳曼民族五官。擁有強韌的體格，戰鬥能力僅次於米卡莎，經常得到同伴深深的信任。萊納曾開玩笑說把武器插入巨人的第二弱點（屁股）就可以殺死巨人，被約翰吐槽可不要讓這句話成為自己的遺言。内心愛慕克里斯塔，想和「克里斯塔·連茲」結婚。
在托洛斯特區奪回戰結束後，決定加入調查兵團。實際上他是外硬內軟，內心早已嚴重耗弱。根據尤米爾的推測，萊納因為破壞牆壁的罪惡感，還有偽裝成牆內艾爾迪亞士兵太久，導致嚴重的精神崩潰。之後為了保持自己心理平衡，在不自覺的狀態下產生了雙重人格，也就是艾爾迪亞的士兵與瑪雷的戰士。貝爾托特曾說過萊納以前是戰士。
在第57次牆外調查時，曾替阿爾敏作簡單的包紮，但在遇到女巨人時，表面上以爭取時間的名義朝女巨人攻擊，私底下卻趁機以刀刃在女巨人手掌上刻字告知艾連的所在位置。在野獸巨人入侵後跟隨調查兵團的長官撤離，並沿途疏散村民。在發現牆上沒有破洞後前往厄特加爾城休憩，發現尤米爾看的懂牆外文字，卻在夜晚遭巨人們圍困於厄特加爾城，在塔裡與貝爾托特合力擊退巨人。在最後因尤米爾的巨人化形態有活躍的表現與及時趕到的援軍而得救。
在厄特加爾城獲救並跟隨調查兵團登牆後，因精神分裂將艾連視為同伴而向其自白是845年攻擊行動中的盔甲巨人，臥底三人組之一，曾表明要殺死在牆內的所有艾爾迪亞人，自白後以帶走艾連及尤米爾為主要目標。不斷的自我認定為士兵並且對於自己是士兵这件事深信不疑，直到記憶發生錯亂，所說所做的事情全部都矛盾。例如遭巨人們圍困於厄特加爾城時，做為士兵情況下，曾經拼死保護柯尼·史普林格不受巨人攻擊，卻又阻止柯尼思考躺臥在自己家裡的巨人一事。
從羅塞之牆逃脫後的對話中可看出萊納會無意識的切換人格，在切換成士兵人格的同時會完全忘記自己身為戰士所做的事。例如瑪雷的戰士身分已經曝光，卻又在意身為艾爾迪亞士兵升官一事。
在聯合部隊即將追近之時變身盔甲巨人逃走，卻因艾爾文團長的計策引來的眾多巨人而受困。在艾連被奪回去後，將一般巨人砸向聯合部隊。在得知「座標」轉移到艾連身上後，感到驚恐，且因為艾連憤怒的意志，遭到大批的巨人攻擊，在尤米爾幫助下得以脫險。後與貝爾托特於希干希納區等待圍攻調查兵團。在調查兵團成功封住牆並開始尋找自己的下落時現身，差點被里維殺死，脫險後巨人化並與調查兵團交戰並意圖殺死馬匹，後被艾連的巨人化吸引注意進而與之交戰。遭到擊敗後呼救野獸巨人，並招來超大型巨人的幫忙。在兩方交戰時恢復體力並再次巨人化，與調查兵團特別作戰小組交戰。 最後在阿爾敏的提案下，由米卡莎、約翰、柯尼、莎夏四人展開特攻，最後在倖存的漢吉出手下由米卡莎成功擊破盔甲巨人並捕獲萊納，但最後被車力巨人救走。
已被證實是謀害訓練兵馬可·波特的主嫌之一（與貝爾托特聯手制伏馬可，並慫恿亞妮解除馬可身上的武裝以示忠誠，最後失去自保能力的馬可被巨人捉住咬死）。
在斯拉巴要塞攻堅戰後期與其他一般巨人空降至要塞中，破壞中東聯軍野戰砲陣地。後幫吉克擋下中東聯合艦隊的炮彈，但自身也受重創。有心想要讓法爾可繼承盔甲巨人，希望法爾可理解自己真正的用意。
在與中東的戰爭結束後返家休息，與賈碧一家人還有自己的家人們談論在帕拉迪島上的生活，以暗喻的方式講述(軍方禁論)其實島上的艾爾迪亞人與正常人相同，並非瑪雷政府口中聲稱的惡魔，在場的人聽到這番言論從自小就展現高度忠誠的萊納口中說出感到相當錯愕。由於連年戰爭引起了有關臥底時的記憶，曾經嘗試自殺，但因為聽到法爾可自怨沒法超越賈碧而想起自己責任未完，最後沒有自殺。
在瑪雷政府的培訓生中成為最後七強，但之後得知在七人當中只有六人能獲得繼承權，被波爾可嘲笑其拍馬屁的行為，也認為他在其他方面很弱，不可能成為戰士。後來馬賽為了保護波爾柯，抬高了萊納在軍中的評價，萊納因而擠下波爾可成功當選戰士。
在威利·戴巴演講途中被法爾可帶到地下室與艾倫見面，與艾連對話後因對自己過去的所作所為後悔而向艾連懺悔，並獲得其原諒。之後在艾倫變身成巨人時使用巨人之力保護法爾可，由於承受第一波衝擊，加上盔甲巨人的任期即將結束而顯現出強烈的求死意志，本體失去了意識。之後在顎巨人險遭艾連的巨人吞噬之時，聽見法爾可及加比的呼救聲而出面拯救，雖然遭到艾連的巨人擊倒但成功救出顎巨人。
在之後的瑪雷軍方會議上主動提出發動奇襲，阻止艾連與吉克接觸發動地鳴，不用等到半年後世界聯合軍集結代表瑪雷政府向帕拉迪島出征。配合皮克的潛入作戰，與瑪雷的飛船部隊一起來到牆内，與顎之巨人一起與艾連對抗。中途吉克以“野獸巨人”之姿協助艾連加入戰局。之後吉克發動吼叫，召喚純潔巨人幫忙艾連，攝入吉克脊髓液的法爾可也被捲入。萊納雖然一度壓制艾連和法爾可兩隻巨人，但這樣會被艾連逃掉，打算優先解決法爾可。接著吉克被皮克炮擊中摔下城牆，認為已成功阻止地鳴，打算解除巨人化讓法爾可繼承「盔甲巨人」，但是波爾柯此時卻以人類姿態出現，主動獻身給法爾可吃掉，救了法爾可。後來萊納想抓住艾連但被其结晶化困住手臂，在即將抓住艾連時被約翰和柯尼以雷槍攻擊阻止。
在艾連發動地鳴後，因牆壁的硬質化被解除導致身上的盔甲跟著剝離導致被城牆的碎片擊中重傷。在此情況下，萊納絕望的請求賈碧搭乘瑪雷軍隊的飛船逃離後昏睡過去。其後參與阻止艾連利用地鳴毀滅世界的行動，在眾人圍聚在一起吃晚餐時，向約翰愧疚表明馬可的死因後，甘願被憤怒的約翰毆打一頓。因為港口被葉卡派佔據而變身盔甲巨人與亞妮變身女巨人一同對抗葉卡派，但最後鎧甲仍敵不過雷槍的轟炸與亞妮的女巨人雙雙重傷，在被葉卡派成員用雷槍給出致命的一擊時被柯尼與其他戰友拯救。對於亞妮決定退出追擊艾倫的行動一事表示尊重，並與之和解。於飛艇上質疑艾連是否在等待其他人阻止他，此一想法隨後於道路中透過與艾連的溝通得到證實。
眾人抵達艾連的所在地後，因飛艇遭野獸巨人攻擊而跳下飛艇巨人化並降落在艾連巨人背上。萊納制服了野獸巨人，豈料這只是個沒有本體的傀儡，此時在艾連巨人背後陸續出現了歷代九大巨人的傀儡，並對眾人展開攻擊。被許多戰槌巨人持硬質化武器攻擊的萊納根本不是他們的對手，頭部更被突然出現的貝爾托特的超大型巨人咬下，萊納及時逃離巨人後頸才得以生存。在法爾可的支援下，眾人得以暫緩。從賈碧口中得知巨人之力的起源—那條發光的蟲可能會在艾連再次斷頭後重現，再次變身巨人與其對抗。在約翰將艾連的頭部炸斷後，那條蟲果然再度出現並從脊椎跳出打算重新與艾連頭部相連，萊納抱住那條蟲打算阻止其與艾連接觸，此時阿爾敏變身超大型巨人將艾連的骨架炸毀，所幸萊納承受了爆炸活了下來。
在爆炸之後，那條蟲出乎意料沒有滅亡，並開始釋放脊髓液煙霧將要塞上方的艾爾迪亞人變成巨人，保護自己移動和艾連再連結。見到變成巨人的約翰、柯尼、賈碧以及母親，萊納不忍下手，僅能任其啃咬。
在艾連死後，回想起在通道內與艾連的談話而忍不住泛淚。為了防止人類再度引發戰爭，成為聯合國大使與阿爾敏等人返回艾爾迪亞帝國(帕拉迪島)進行和平交涉。
喜歡希絲特莉亞，愛開玩笑，但在戰爭中強迫壓抑住感情，和平後解放個性，還吸著希絲特莉亞的親筆信意淫，被約翰吐槽壽命被延長真是太可惜了。
萊納的盔甲巨人型態
配音：細谷佳正→松田修平；符爽
成型後推定為15公尺級巨人。目前只知全身多處覆蓋硬化的組織，就如同穿了盔甲般的巨人，主要攻擊模式為衝撞，擁有撞破城門的爆發力。
平常狀況下全身包覆著盔甲，立體機動裝置及炮擊幾乎毫無作用。再加上萊納本身也是對人格鬥術高手，因此形成非常可怕的戰鬥力。可以自行決定將指定部位的硬質化盔甲解除，像在進行衝刺及擒抱的時候會脫落膝蓋背面的盔甲，藉此爆發出驚人的速度及破壞力，也曾試圖解除後頸硬質化讓法爾可吞食。雖然看似堅不可摧，但面對艾連的巨人時，由於對方的格鬥技巧更勝一籌，仍曾在艾連尚未獲得硬質化能力前，被艾連壓制並靠蠻力粉碎盔甲與扯斷右手，畢竟巨人化只有強化本身的能力，格鬥能力還是取自於操作者。而調查兵團的新武器「雷槍」證實可打破盔甲巨人的盔甲。另外牆外世界的野戰砲與裝甲列車搭載的反巨人砲所發射的巨人穿甲彈也可以穿透盔甲。而軍艦艦砲砲彈甚至可以直接摧毀軀幹。
845年首次出現時，便以堅硬的身體撞破瑪利亞之牆城門，致使人類的活動區退至第二道城牆羅塞之牆之內。
貝爾托特·胡佛（Bertholdt Hoover）
第104期訓練兵團第3名畢業，成績優異，擁有出色的射擊技巧。
綜合評價：A+。教官評價：掌握了一切的技巧，是眾多士兵中最有潛力的一個，可惜卻缺乏積極性，經常將事情推給其他人。
生日833年12月30日，出生於瑪雷的雷貝里歐收容區，和萊納及亞妮謊稱是來自瑪利亞之牆東南方深山的村莊。十分喜歡亞妮，暗戀她。特徵是黑髮和體型高瘦，身高是同期生中最高的。處事冷靜，行動謹慎，但沒有主見。時常跟著萊納·布朗，兩人經常聯手行動，與萊納是難兄難弟，十分依賴他。
進入訓練兵團初期以加入憲兵團為志願，並希望成為憲兵團以獲得特權階級（實則是打算潛入內牆，打聽王室的情報）。受到艾連畢業當晚的演說影響，加上在托洛斯特區奪回戰結束後，發現艾連擁有巨人之力，因而決定加入調查兵團，監視著艾連。
在野獸巨人入侵後跟隨調查兵團的長官們撤離，並沿途疏散村民。在發現牆上沒有破洞後前往厄特加爾城休憩，卻在夜晚遭巨人們圍困於厄特加爾城，在塔裡與萊納等人合力擊退巨人。在最後因尤米爾的巨人化形態有活躍的表現與及時趕到的援軍而得救，但也同時得知尤米爾的真實身分（殺害了馬賽並奪取其巨人之力的巨人）。
在厄特加爾城獲救並跟隨調查兵團登牆後，因萊納情緒失控，所以真實身份曝光。是845年攻擊行動中的超大型巨人，臥底三人組之一，以殺死全部(在牆內的艾爾迪亞人)人類為目標，現在以帶走艾連及尤米爾等巨人化能力者為主要目標。
在與萊納的對話中，萊納提到貝爾托特對亞妮有好感，並希望他回到故鄉後，向亞妮表白。和萊納不同，並沒有創造其他人格來進行心理減壓，但始終對五年前的行為抱有愧疚；平時為人低調消極也是爲了遮掩這種心情。在聯合部隊即將追上之時背著昏迷的艾連跳上了盔甲巨人的肩部，但當聽到約翰等人的心聲後，回想一起訓練日子，再也忍不住自己的淚水，也説出自己的心聲。
當阿爾敏騙貝爾托特說亞妮被調查兵團捕獲且受到極刑時，因憤怒而情緒失控並露出破綻，從而使得調查兵團成功奪回艾連。後來更因為艾連憤怒的意志，開啟了座標之力，從而遭到大批的巨人攻擊。後在尤米爾幫助下得以脫險。
在調查兵團執行奪回任務時待在野獸巨人身旁待命，於萊納求救後前往支援，一登場就造成調查兵團死傷慘重，幾乎達到失去一半戰力的情況，隨即與調查兵團以及艾連巨人化交戰，輕易的就擊敗全部敵人，甚至將艾連踢飛到牆上，打算抓住艾連時，被阿爾敏以立體機動裝置的錨釘刺中牙齒分散注意力，噴出超高溫蒸氣嚴重灼傷阿爾敏後準備再次捉住艾連時只發現艾連的巨人只剩下由硬質化形成的分身，隨即遭到艾連使用刀刃砍中後頸捕捉，本人才意識到一切都是佯攻計畫，被巨人化後的阿爾敏吞噬死亡，奪取了巨人之力，死前也曾短暫對同期生呼救，但意識到彼此已經敵對而改喊萊納、亞妮的名字。
已被證實是謀害同期訓練兵馬可∙波特的主嫌之一（與萊納聯手制伏馬可，並由亞妮摘去馬可身上的立體機動裝置，使其失去自保能力，最後放任其被巨人捉住咬死）。
在萊納的回憶中得知，從小就有相當高水準的狙擊能力，對萊納展現對瑪雷的忠誠度相當欽佩，所以與萊納很早就成為好友。
在阿爾敏被巨人擄獲進入通道時出現在道路中，並由阿爾敏喚醒後取得巨人肉體的控制權並幫助眾人擊退其他巨人。
貝爾托特的超大型巨人型態
成型後推定為60公尺級巨人。外表有少量皮膚覆蓋，全身佈滿蒸氣，宛如巨大的人體模型，攻擊模式為手臂橫掃與踢擊，擁有踢破城門的巨大力量。
因為本身龐大的身驅而使其動作比起一般巨人要來的遲鈍許多，對於熟悉與巨人戰鬥的士兵而言相對較易應付，但他會透過自燃的方式噴出大量高溫蒸氣來迎敵，藉此讓立體機動裝置暫時失去功用，目前得知此高溫蒸氣甚至可以導致人體瞬間燒焦。貝爾托特操作巨人化相當熟練，能將吞入士兵的立體機動裝置在體內奪走，並在變身狀態下著裝完畢。
845年首次出現時，一腳便踢破了希干希納區城門，終結人類百年來的和平，令人類再次感受被巨人支配的恐懼，並間接害死了艾連的母親。850年再次出現時，又踢破了托洛斯特區城門，對駐紮兵團造成重大的傷亡。
亞妮·雷恩哈特（Annie Leonhart）
第104期訓練兵團第4名畢業，擁有強大的格鬥術，在格鬥能力方面無人能及。
綜合評價：A+。教官評價：雖然斬擊的切入角度無懈可擊，但在團隊協助上比較困難，性格過於孤僻，自己喜歡獨立行動，能在單獨的任務中發揮強大力量，在組織內行動反而會被埋沒，成為毫無長處的士兵，將任務交給她的時候應該仔細斟酌任務的內容。
生日834年3月22日，出生地不明，和萊納及貝爾托特謊稱來自瑪利亞之牆東南方深山的村莊，實為瑪雷控管的艾爾迪亞人隔離區之外的地區。，與萊納一樣為瑪雷與艾爾迪亞混血兒，母親為瑪雷人、而生父為艾爾迪亞人（和她母親是外遇的關係），因此被拋棄後由一個擁有艾爾迪亞血統的外國男人所收養（即她現時所稱的父親）。
進入訓練兵團初期就以加入憲兵團為志願，希望能進入內地，畢業後仍以此為目標。金髮藍眼，有著斯拉夫民族五官的冰山美人，感情表現相當貧乏，平時表現剛強，但自稱是柔弱的少女。
擁有由養父處習得的高超的對人格鬥術（類似融合泰拳和巴西柔術的攻擊技巧）。身型不高卻可輕易將成年男子制伏，連同期的男性訓練兵都對她的戰鬥力感到畏懼，對人格鬥術課程常與艾連練習而曾讓米卡莎吃醋。米卡莎曾在課程中挑釁亞妮，亞妮也接受挑戰，因為雙方都有擁有高超體術，因此被同期生喻為「夢幻對決」，而最終因教官在半途前來，而宣布平手。性格我行我素且說話冷淡刻薄，因此難以融入團隊，且經常對周遭的人事物感到無奈。
在托洛斯特區奪回戰後，決定加入憲兵團，被分配至席納之牆東城牆都市史托黑斯區。
於97話中證實與萊納殺死捕獲的巨人索尼和賓，在眾人搜查之時，悄悄的拿走了馬可的立體機動裝置。（後被阿爾敏懷疑）
與萊納及貝爾托特同為瑪雷戰士，臥底三人組的最後一名成員，在第57次牆外調查時吸引大批巨人襲擊調查兵團，主要目標是帶走艾連（為確認艾連身上是否有座標），對調查兵團造成重大損失。但是卻放過了被她抓住無力還手的阿爾敏，僅僅將他的帽子掀開向他微笑，而轉身離去。當她企圖擄走艾連時，遭里維及米卡莎聯手擊退而導致任務失敗，失敗後，因為認為沒能達成任務而辜負父親期望，所以坐在樹下哭泣。退回城內後，遭阿爾敏識破其就是女巨人真身。
第二次捕獲女巨人作戰時答應阿爾敏協助艾連逃跑，卻因不願進入地下通道而被戳破真實身分，因此變身女巨人企圖帶走艾連，但在誤傷平民後放棄戰鬥開始逃跑，被巨人化的艾連及米卡莎聯手打敗，在即將被調查兵團捕獲之際回憶起父親的囑託而流淚，因此使用能力自我封印在水晶中，以致調查兵團無法從她身上獲取巨人化的相關情報。
已被證實是謀害訓練兵馬可∙波特的主嫌之一（在萊納言語慫恿的驅使下，親手解除馬可身上的立體機動裝置，使其失去自保能力，最後被巨人捉住咬死）。
由於得到了始祖巨人力量的艾連把帕拉迪島上所有墻壁的硬質化解除，結果順帶連盔甲巨人的鎧甲和包圍亞妮的水晶也一起解除了，亞妮最終得以甦醒。但因為封印了四年之久，剛從水晶中出來時體力不支，儘管她早就割傷自己以便隨時變成巨人，但被希琪看穿她的體力不足以成功變成巨人，故此她反而請求希琪帶她離開並回到其父親身邊，從對話中也得知亞妮在被封印的四年中一直保有意識，因此從希琪及阿爾敏對她的談話大致了解現況，在希琪帶領她離開時亦交代了她的身世。
在巧遇阿爾敏和柯尼後決定與其合作一同阻止地鳴，因為港口被葉卡派佔據而變身女巨人與萊納變身盔甲巨人與葉卡派對抗，但仍然敵不過雷槍的轟炸，與萊納的盔甲巨人雙雙重傷。在被葉卡派成員用雷槍給出致命的一擊時被柯尼和其他戰友拯救。
眾人從葉卡派手中突圍並成功搶奪其船隻開始追逐艾連，在得知地鳴已登陸瑪雷父親可能已遇難後自願退出追擊艾連的行動，並表明現在的局勢對於眾人而言，並沒有從阻止艾連的滅世計畫以及對於艾連生死的處置能夠兩全其美的方法，她無法與艾連和眾人為敵，因此決定退出行動。在航行的途中，與阿爾敏談心，似乎對阿爾敏抱持好感。抵達歐迪哈之後，在飛機整備完成並準備起飛之時，仍對米卡莎堅持不參加行動，並看著阿爾敏一邊臉紅地說她在最後的生命裏只想安穩度過。米卡莎立刻察覺了亞妮對阿爾敏的愛意，並告訴她阿爾敏要完成阻止艾連的任務。亞妮未上飛機，而留在船上。被萊納委託好好照顧賈碧和法爾可，在與萊納分離之前，接受萊納的道歉（因多年前，執行始祖奪還任務，在馬賽死後，被萊納逼迫繼續執行任務，之後有了一連串的事件，亞妮一直對此懷恨在心），也與阿爾敏互相凝視而告別。在地鳴靠近時，用身體將賈碧和法爾可的房門堵住，不讓兩人離開房間參戰。
在得知法爾可的巨人型態有飛行的能力後與賈碧乘坐法爾可的巨人前往支援並拯救了萊納約翰等人。發現阿爾敏已經被擄去之後，很心急地要求米卡莎和她一起去解救阿爾敏。於是變身女巨人對抗歷代的九大巨人，在陷入危機之時被得到自主控制權的貝爾托特拯救，與眾人合力救出了阿爾敏，終於與阿爾敏再次相聚並呼喚對方的名字。隨後坐著法爾可的巨人逃離現場，躲避阿爾敏變身的爆炸範圍。在阿爾敏變身後，成功抵達要塞頂部，正當亞妮與父親再度相見之時，亞妮的父親卻因為吸入脊髓液煙霧而被怪蟲變成巨人前往阻止萊納，目睹一切發生的亞妮只好變身巨人前往幫助萊納。
在艾連死後，回想起在通道內與艾連的談話，包括其告訴自己希望大家能活的長久而忍不住落淚。為了防止人類再度引發戰爭，成為聯合國大使與阿爾敏他們等人返回艾爾迪亞帝國(帕拉迪島)進行和平交涉。
亞妮的女巨人型態
成型後推定為14公尺級巨人，諫山創曾在雜誌的問答單元表示其三圍為B860／W660／H860。與一般巨人相比明顯多出了女性的胸部脂肪，擁有高速機動力，能將身體某些部位暫時硬化。在外傳Lost Girls中甚至可以僅將自己的一隻手巨人化。
巨人化狀態下也能熟練地使用對人格鬥術，是九大巨人中身體柔軟度最好的，能完全對應人類型態的肢體動作，且能發出吼叫吸引非特指巨人來啃食自身。
動畫第17集首次出現於瑪利亞之牆內，第24集出現於史托黑斯區，前後兩度擊敗艾連的巨人化型態，並對調查兵團造成慘重傷亡。由於亞妮一直處於自我封印狀態，而且吉克表示瑪雷的收容區內一直未有嬰兒擁有女巨人之力，故此起初判定女巨人跟超大型巨人一樣在帕拉迪島遭奪走。
約翰·基爾斯坦（Jean Kirschstein）
第104期訓練兵團第6名畢業，成績於艾連之後。進入訓練兵團初期以加入憲兵團為志願。
綜合評價：A-。教官評價：雖然對立體機動裝置有很深理解，擅長充分發揮其性能，也有認清現狀的能力，不過性格過於尖銳，容易產生衝突。
生日835年4月7日，擅長充分運用立體機動裝置的性能，同期生經常向他請教。因背影與艾連十分相似，因而時常喬裝成艾連，被艾連嫌“那個馬臉跟我長的一點都不像”。覺得米卡莎頭髮烏黑、面貌十分美麗，與米卡莎擦身而過便一見鍾情，但因不知該如何開口，只好以她髮色作為話題。
暗戀米卡莎因此特別看艾連不順眼，雖然常開口指艾連是個笨蛋，但其實內心裡忌妒著艾連與米卡莎之間難以介入的關係，也羨慕艾連直率的個性。
馬可說明約翰有看清現況的能力及能夠理解弱者的心情，因此認為他比自己更適合擔任指揮。在托洛斯特區攻防戰中，接替米卡莎的指揮並帶領同期訓練兵撤退回總部。為求安逸，本想加入憲兵團以進入內地，但馬可的死為他帶來極大的轉變，在托洛斯特區奪回戰結束後，決定加入調查兵團。
原本約翰在眾多同期生眼中是位自私，及總是替自己著想的人，但在心態轉變後，同期生都認為其說話變得相當有道理且確實，被艾連調侃跟他母親一樣嘮叨，同時也被柯尼笑說還是一樣的嘴臉。
加入調查兵團後，曾質問艾連有關弄傷米卡莎的事，及同伴們犧牲的理由與價值，並希望艾連可以做出付出回饋大家。
在第二次捕獲女巨人作戰時，按照阿爾敏的計策假裝成艾連待在憲兵團看守範圍內。
在亞妮巨人化以後立即解除偽裝並裝備立體機動裝置去前線增援，並與阿爾敏誘導女巨人掉進調查兵團設計的捕獲陷阱中。動畫中在亞妮自我封印在水晶中後，用力敲擊水晶並出言責罵亞妮。
在聯合部隊追擊盔甲巨人時，與同期新兵們登上盔甲巨人的肩膀，出言指責萊納和貝爾托特，並在之後救下因眾多巨人的攻擊而來不及反應的米卡莎，事後引以為傲並向同期生炫耀。在漢尼斯向巨人攻擊時，準備上前幫忙，但遭到盔甲巨人投擲的一般巨人擊中，一度昏迷不醒，在登上牆後醒來，並向艾連說明傷亡的情況及嚴重性。
繼捕獲女巨人作戰中扮作艾連後，在一次行動中再次喬裝為艾連並被捉走，曾說不想再扮演艾連一角的怨言。
在調查兵團陷入中央憲兵團的政治陷阱後，對於不得不出手攻擊人類敵人的事實無法諒解，認為自己不是為了自相殘殺而加入調查兵團，一度心軟而使自己陷入危機，被阿爾敏解救後，漸漸釋懷，並在捉到兩名憲兵團新兵後，擅自考驗並說服兩人加入。
為新里維班一員。在調查兵團進行第二次瑪利亞之牆奪回任務中，與恢復巨人之力的盔甲巨人交戰時負責與其他新里維班成員製造的空檔予米卡莎攻擊盔甲巨人。
在突襲雷貝里歐收容區之戰中，協助隊友擊敗車力巨人。於要給車力巨人本體皮克最後一擊時，因對保護皮克的法爾可心軟以及巨人周圍蒸氣而錯失良機，在戰鬥中也曾勸阻隊友盡量別傷到平民。在莎夏遭到射擊後立即對賈碧開槍反擊，因法爾可推了賈碧一把而沒射中目標，但同時賈碧子彈也同時因此射偏而讓雙方都撿回一命，後在艾連被捕後斥責其因擅自舉動拖調查兵團下水以及導致莎夏的死亡。
在瑪雷發動突襲時，由歐良果彭親自釋放調查兵團等人。坦白訓練兵時期自己很嫉妒艾連，因为艾連是能夠“帶著大家去地獄的混蛋”，不希望他死亡。與柯尼一起解放被囚禁所有人，之後聽從皮克希斯指令開始作戰。與柯尼一起行動，先是擊倒瑪雷士兵救了米卡莎和阿爾敏。在艾連即將被萊納（巨人型態）抓住時，用雷槍攻擊盔甲巨人解救了艾連。爾後加入了因為反對地鳴而以阿爾敏為首、和瑪雷合作的主和派，但本人對漢吉提出了「若阻止艾連將造成世界聯軍血洗帕拉迪島」的質疑，遭到漢吉以「大屠殺(指艾連為了保護帕拉迪島而發動地鳴)在任何情況下都不能被允許」大聲回罵。在從萊納口中得知馬可的死因後憤怒的毆打了萊納一頓。因賈碧隨後用肉身護住萊納，在發現自己不小心打傷賈碧之後，離開現場冷靜情緒。在隔天向賈碧道歉，但也表示不會原諒萊納。
在抵達港口時，港口卻已經被葉卡派給佔領且希茲爾國的各位也被俘虜，於是便與葉卡派展開對抗。在將飛艇順利帶到歐迪哈後，歐迪哈變遭到地鳴侵襲，在漢吉的犧牲下，眾人成功搭乘飛艇前往阻止地鳴。一行人抵達艾連的所在之處後，因為飛艇遭受野獸巨人的攻擊只好跳機並降落在艾連巨人的背後，但在歷代九大巨人的攻擊下，眾人陷入危機，所幸此時法爾可前來支援才得以脫困。在吉克遭里維斬首後，因為吉克的死亡地鳴停止了，約翰趁機將掛在艾連脖子上的炸藥引爆，並大喊艾連“你這個趕著送死的混蛋”。
為了躲避阿爾敏變身的爆炸，眾人坐著法爾可的巨人至要塞上，豈料怪蟲竟然在承受爆炸後依然活著，並開始釋放不明氣體，在警覺到這可能是脊髓液煙霧後，約翰與柯尼了解了自己的命運後留了下來，隨後便被變成了巨人。
在艾連死後，眾人恢復成人類，回想起在通道內與艾連的談話而忍不住泛淚，並為了防止人類再度引發戰爭，成為聯合國大使與阿爾敏他們等人返回艾爾迪亞帝國(帕拉迪島)進行和平交涉。
馬可·波特（Marco Bott）
第104期訓練兵團第7名畢業。
綜合評價：A。教官評價：有開朗性格的優等生型少年，十分關心別人，亦能夠鼓舞士氣，是一個能得到同袍們愛戴的人。
生日834年6月16日，約翰的好友，訓練兵團第19班班長。特徵是黑髮跟臉上的雀斑。相當為同伴和隊友設想，具有極高的領導才能、組織力與判斷力，深得同伴們的信賴。在約翰回憶的訓練兵時期中，同儕們表示希望未來能在馬可的指揮下作戰。畢業後，以加入憲兵團為志願。
在托洛斯特區攻防戰中擔當訓練兵撤退回總部後，在阿爾敏的計策中，擔任氣體室誘餌區的指揮，過程中馬可因無意中聽到萊納與貝爾托特之間的對話，得知該二人擁有巨人之力，最後慘遭制伏並被亞妮強行脫去裝備，放任巨人咬死。臨死前曾悲痛吶喊出「我們不是根本還沒有好好談過嗎?」這番話令萊納在一瞬間感到猶豫產生罪惡感。
柯尼·史普林格（Connie Springer）
第104期訓練兵團第8名畢業。一開始以加入憲兵團為志願，但畢業當晚，被艾連的演說感動後改以加入調查兵團為志願。
教官評價：擅長小範圍的機動術，但性格木訥。
生日835年5月2日，平頭且矮小的少年。平衡感良好，懂得在行動時加入一些小聰明。但頭腦遲鈍，常在作戰時判斷錯誤。
在調查兵團第56次牆外調查出城後，當超大型巨人出現時，與艾連、莎夏、托馬斯、米娜、山姆耶爾同為固定砲整備4班。在托洛斯特區攻防戰中，與米卡莎及阿爾敏一同誘導巨人化的艾連至總部。在托洛斯特區奪回戰結束後，面臨兵團的選擇時有所猶豫，最後仍決定加入調查兵團。
在野獸巨人入侵後跟隨調查兵團的長官撤離，並沿途疏散村民。在尋找羅塞之牆被其突破的方位時，途中為了確認家人的平安回到自己的家鄉，發現許多疑點且對躺在自己家裡的巨人感到困惑，認為和自己的母親有幾分相似。在發現牆上沒有破洞後前往厄特加爾城休憩，卻在夜晚遭巨人們圍困於厄特加爾城，在塔裡差點被巨人攻擊，但被萊納所救。因前輩們皆戰死，內心對生存感到絕望，在最後因尤米爾的巨人化形態有活躍的表現與及時趕到的援軍而得救。
曾分別被亞妮與萊納捨命救過一次，想要報答兩人，在亞妮、萊納、貝爾托特的巨人身份被曝光後，仍不想相信他們是敵人。
在聯合部隊追擊盔甲巨人時，與同期新兵們登上盔甲巨人的肩膀，最後確認萊納和貝爾托特為敵人。在從盔甲巨人身上撤退時，說服克里斯塔一起撤退，但遭到大批巨人包圍，後來因艾連得到了「座標」而得救。在聯合部隊奪回艾連歸來後，對於巨人臥底那一方的人明知道家鄉慘況的真相，卻刻意隱瞞一事感到憤怒，並向軍方提供了在家中發現的巨人與自己母親相似的證據。爾後成為新里維班一員。在調查兵團進行第二次瑪利亞之牆奪回任務中，與恢復巨人之力的盔甲巨人交戰時負責與其他新里維班成員製造的空檔予米卡莎攻擊盔甲巨人。
在突襲雷貝里歐收容區之戰中，協助隊友擊敗車力巨人。於撤退時雖為死亡的隊友感到難過，但慶幸約翰與莎夏能平安歸來並說明同為104期訓練兵畢業的夥伴是最特別的，在莎夏遭到射擊後立即上前陪同直到其斷氣為止。
覺得自己和莎夏關係猶如雙胞胎，曾於莎夏的墳墓前向眾人表示她有如自己的另一半部分（半身），在莎夏陣亡後，開始對艾連不信任，甚至一度有仇恨、想將其殺死的情緒（因為已經受夠了身邊人的背叛），將包含莎夏之死在內的錯推到艾連身上。
在瑪雷發動突襲時，與約翰一起行行，先是擊倒瑪雷士兵救了米卡莎和阿爾敏。在艾連即將被萊納（巨人形態）抓住時，用雷槍攻擊盔甲巨人解救了艾連。但之後目睹艾連被賈碧狙擊斷頭。在地鳴發生後加入了因為反對地鳴而以阿爾敏為首、和瑪雷合作的主和派，與主和的眾人一同以阻止艾連為目標，為了救阿爾敏而開槍殺死葉卡派的同期生山謬和達茲，同期生在被柯尼槍殺前稱柯尼和阿爾敏為叛徒，讓柯尼終於能理解當初貝爾托特的心情而崩潰慟哭。後來斬殺了準備用雷槍攻擊亞妮與萊納的葉卡派成員，拯救了亞妮和萊納。
在將飛艇順利帶到歐迪哈後，歐迪哈變遭到地鳴侵襲，在漢吉的犧牲下，眾人成功搭乘飛艇前往阻止地鳴。一行人抵達艾連的所在之處後，因為飛艇遭受野獸巨人的攻擊只好跳機並降落在艾連巨人的背後，但在歷代九大巨人的攻擊下，眾人陷入危機，所幸此時法爾可前來支援才得以脫困。
為了躲避阿爾敏變身的爆炸，眾人坐著法爾可的巨人至要塞上，豈料怪蟲竟然在承受爆炸後依然活著，並開始釋放不明氣體，在警覺到這可能是脊髓液煙霧後，約翰與柯尼了解了自己的命運後留了下來，隨後便被變成了巨人。
在艾連死後，眾人恢復成人類，回想起在通道內艾連承諾其母親將會恢復人類的談話而忍不住泛淚。並為了防止人類再度引發戰爭，成為聯合國大使與阿爾敏他們等人返回艾爾迪亞帝國(帕拉迪島)進行和平交涉。
莎夏·布勞斯（Sasha Blouse）
第104期訓練兵團第9名畢業。
教官評價：雖然擁有另類的過人直覺，但也因此不適合融入團體行動。
生日834年7月26日，棕髮馬尾的少女。出身貧寒，家裡專事打獵，反對在瑪利亞之牆遭破壞後，族人因進入森林的外人來搶奪土地和糧食而放棄打獵，對一族的狩獵傳統感到驕傲。
對吃的事非常有興趣，曾經認為加入訓練兵團可以吃到更多好吃的東西，期待將來瑪利亞之牆復甦之後可以增加糧食供給。大家對她的評價是「笨蛋」、「吃貨」，因為入伍第一天就從廚房偷拿剛煮好的白薯，光明正大地在開訓典禮上吃，被教官罰跑到剩一口氣為止，之後常被暱稱「白薯女」。曾經從長官的糧食庫偷出肉。
動作靈活，因為打獵天生有著非比尋常的敏銳直覺，立體機動裝置能力優秀。但因個性活躍的關係不適合有組織性的行動。獵戶出身，使用獵弓時有百步穿楊的水準。
在調查兵團第56次牆外調查出城後，當超大型巨人出現時，與艾連、柯尼、托馬斯、米娜、山姆耶爾同為固定砲整備4班。在托洛斯特區奪回戰結束後，雖然因初次上陣的失誤對巨人感到害怕，仍決定加入調查兵團。
曾在用阿爾敏的計畫作戰眾多巨人時，卻因失誤差點被巨人吃了，在千鈞一髮之際，米卡莎救了她。與父親談話後意識到自己的自卑感，因為只懂狩獵而對走出森林和外面的世界交流感到膽怯。為掩蓋故鄉的地方口音和同期訓練兵也用敬語說話，進入訓練兵團之後極力保持與周圍的協調性，即使有自卑感也有對弱者的同情心。
在野獸巨人入侵羅塞之牆後跟隨調查兵團的長官撤離，並沿途疏散村民。途中因擔心而自己一人回去家鄉，在沒有裝備立體機動裝置的情況下隻身對付一隻3公尺等級之巨人(於第二期動畫設定稿可知其為柯尼的父親)，並救出一名年幼的女孩卡亞，之後便跟隨家鄉的村民一起疏散到安全的地方，從前線退下。
在聯合部隊奪回艾連歸來後，成為新里維班一員。即使已經成為新里維班的一員，對於狩獵一事仍念念不忘。在調查兵團進行第二次瑪利亞之牆奪回任務中，與恢復巨人之力的盔甲巨人交戰時負責與其他新里維班成員製造的空檔予米卡莎攻擊盔甲巨人，使用雷槍攻擊後受到重傷，處於昏迷狀態。後傷勢恢復後僅剩頭上包著繃帶，其餘皆已康復。
在突襲雷貝里歐收容區之戰中，以拿手的射擊術擊斃了多名瑪雷士兵，並成功協助隊友擊敗車力巨人。但於撤退時被潛入飛船內的賈碧亂槍偷襲射殺，遺言是「肉」。
希絲特莉亞·雷斯／克里斯塔·連茲（Historia Reiss／Christa Lenz）
第104期訓練兵團第10名畢業。
生日835年1月15日，金髮大眼、身材嬌小的少女。在托洛斯特區攻防戰中與尤米爾同為訓練兵團第41班。在莎夏跑到只剩一口氣時，與尤米爾一同遞食物以及水給她。因為希望可以被人認為是有用的人，而會刻意對他人付出，以提升自己的價值。天生的氣質連發狂的動物都會平靜並親近她，因此常被稱為「女神」，在男性同期訓練兵中人氣很高，為萊納愛慕的對象，與尤米爾有著非比尋常的關係。
本名為希絲特莉亞·雷斯，為艾爾迪亞王族後裔。家族被託付關於城牆的秘密，擁有可以公開秘密的權利。雖然留著直系血親的血，但卻因為是私生女而沒有地位，從小與母親及祖父母一同生活，平日彼此都鮮少交談，三年前被捲入族人的紛爭，母親被殺，在即將被殺之際，父親讓其隱姓埋名，以化名「克里斯塔·連茲」被趕去開拓區，之後則當上了訓練兵。
在托洛斯特區奪回戰結束後，即使害怕與巨人作戰也決定加入調查兵團。在野獸巨人入侵羅塞之牆後跟隨調查兵團的長官撤離，並沿途疏散村民。在發現牆上沒有破洞後前往厄特加爾城休憩，卻在夜晚遭巨人們圍困於厄特加爾城，中間曾替受傷的萊納包紮傷口。因前輩們皆戰死，內心感到自責，在最後因尤米爾的巨人化形態有活躍的表現與及時趕到的援軍而得救，並向其透露自己的真名為"希絲特莉亞"。
在聯合部隊追擊時遭尤米爾的巨人化型態吃進嘴裡劫走，其後表白不管發生任何事都會選擇站在尤米爾那邊，且在米卡莎攻擊尤米爾的巨人化時，向米卡莎求情饒過尤米爾，且希望尤米爾與自己都不應該為別人而活而是要為自己而活。在從盔甲巨人身上撤退時，遭到大批巨人包圍，後因艾連得到「座標」能力而得救。在本名被大眾得知後，不希望別人稱呼她原用的化名。
在聯合部隊奪回艾連歸來後，成為新里維班一員，並為受保護對象。在眾人得知雷斯家才是真正的王族後，調查兵團決定發動政變，並令其以女王的身分即位，雖然在聽到的當下十分震驚，認為自己無法勝任女王一職，不過隨即被里維以強制力說服。原本在調查兵團的計策下，艾連與希斯特莉亞在刻意被中央憲兵團帶走應會被救回，但計策失敗而遭到囚禁，在被囚禁時見到了小時候分開的父親。
原本差點接受父親的說服倒戈，但想起與尤米爾約定過不應該為別人而活而是要為自己而活，選擇對抗自己的父親，最終在父親變身成巨人後親手弒父，並向圍觀的民眾宣稱自己才是真正的王。因為給了巨人最後一擊，受民眾擁護為王，順利登位。登基後對地下城及各地進行調查，把孤兒和窮人集中於某牧場親自照顧，以從貴族及議員沒收而來的財產作營運經費，獲民眾稱譽為「放牛女神」。
在調查兵團成功將野獸巨人趕走以及修補瑪利亞之牆後，與總統以及各兵團高層高層討論後續結果，不顧反對決定公佈牆外有更多的人類居住以及巨人都是由牆內族人變成的真相，讓民眾得知這些過去被初代王消除的記憶，並為調查兵團進行嘉許儀式。
於「雷貝里歐收容區之戰」的兩年前與漢吉、米卡莎以及艾連等人參與艾爾迪亞國與希茲爾國的會談，在會議中亞茲馬比特家族代表-奇優宓向艾連他們提出藉由始祖巨人和擁有巨人的王血繼承者發動「地鳴」的可能性，並說王血繼承者（希絲特莉亞）要在繼承吉克·葉卡的巨人之力後盡可能「繁衍後代」。在那時希絲特莉亞迫於身為艾爾迪亞國的女王以及王血繼承者而在會議中表示自己願意繼承野獸巨人。艾連公然表示反對，讓希絲特莉亞相當感動。
「雷貝里歐收容區之戰」結束時希絲特莉亞已經懷孕，孩子父親為小時候曾為吸引希絲特莉亞注意而向她扔過石頭、長大後又為懺悔而來牧場幫忙多年的青年。
艾連曾在地鳴發動前在牧場密會希絲特莉亞告訴她憲兵團計畫讓其繼承野獸巨人，希望她逃跑或反抗。希絲特莉亞表示自己願意為了帕拉迪島犧牲，並感謝艾連在會議上幫她說話。接著艾連表示自己計畫摧毀世界。此計畫起初遭到希絲特莉亞極力反對，但後來在艾連的勸說下動搖，最終不僅替艾連保密此計畫，還問其如果自己主動去找人懷孕的看法，並在艾連發動地鳴的同時生產。
在艾連死後三年育有一女，丈夫為上述青年，一家三口在牧場慶祝女兒的三歲生日。
尤米爾（Ymir）
姓名典故：「Ymir」為北歐神話霜巨人之祖。
生日2月17日，擁有銳利的眼睛，臉上長著雀斑，黑髮高個子的少女。在托洛斯特區攻防戰中與克里斯塔·連茲同為訓練兵團第41班。
出身不明。通曉牆內地區以外的語言，身上有許多謎。實際年齡不明，有可能已經有六、七十歲以上，實際身份是在牆外徘徊的巨人之一，785年尤米爾被瑪雷放逐至帕拉迪島，據她所說她以巨人的姿態在牆外徘徊了60年左右，直至845年前巨人攻破瑪利亞之牆前，碰巧將萊納、貝爾托特的同伴馬賽（擁有顎巨人）吃掉而後取回知性，及取得控制巨人化的能力。
調查兵團的已故士兵伊爾澤生前的筆記本中寫道：「沒錯……巨人說話了……說尤米爾大人……」，殺害其的巨人原為尤米爾的信徒，在被瑪雷放逐至帕拉迪島後成為巨人，其因生前對尤米爾擁有強烈的意志，以及伊爾澤的外表看起來像尤米爾而對伊爾澤說出了：「尤米爾的子民，尤米爾大人，歡迎！」。
從初期登場開始都沒有透露名字，漫畫單行本第九集的登場人物介紹也寫「姓名不詳」，動畫片尾配音員列也稱呼其為"雀斑女"（そばかす），直到漫畫單行本第九集第36話中才從克里斯塔·連茲口中揭曉。
與克里斯塔·連茲有著非比尋常的關係，曾經對她說出結婚宣言。同時也是最先知道克里斯塔秘密的人。
在雪山訓練中為了救同期訓練兵達茲，將其丟至懸崖下，自己也跳下去（變成巨人），兩人皆平安無事，但克里斯塔懷疑她如何做到，便與其約定，當尤米爾公開秘密的時候，克里斯塔也要面對自己的過去，用原本的名字生活。在托洛斯特區奪回戰結束後，決定加入調查兵團。
在野獸巨人入侵羅塞之牆後跟隨調查兵團的長官撤離，並沿途疏散村民。在發現牆上沒有破洞後前往厄特加爾城休憩，卻在夜晚遭巨人們圍困於厄特加爾城。因前輩們皆戰死、情況危急，變身成巨人戰鬥，但非臥底三人組派系。在最後因及時趕到的援軍而得救。奮戰過後，得知克里斯塔本名為希絲特莉亞，本人失去右手、右腳及部分內臟而呈現瀕死狀態。
在厄特加爾城獲救並跟隨調查兵團登牆後，遭突然出現的超大型巨人劫走。清醒後，其身體除了手掌腳掌以外都先自癒完畢，之後手掌和腳掌也自癒完畢。
為了帶走希絲特莉亞而選擇向萊納一行人妥協，默認自己就是過去吃掉馬賽的巨人，同時也清楚巨人的真相，並表示自己的巨人之力其實是「偷」來的。
被萊納與貝爾托特籠絡，在聯合部隊即將追上之時發動巨人化，用巧妙的方式突入調查兵團陣型中帶走了希絲特莉亞，並跳上了盔甲巨人的肩膀。後來因為阻止調查兵團奪回艾連而被米卡莎攻擊。因艾爾文的計策而導致原本的目的可能會失敗，轉而回來幫助調查兵團，並救了艾爾文一命。在得知「座標」轉移到艾連身上後，認為牆內還有生存的希望，卻在與希絲特莉亞道別後選擇回去救萊納以及貝爾托特（因為不希望萊納二人因任務失敗失去“九大巨人”而死亡）。
透過調查兵團寫信告訴希絲特莉亞自己的身世——原是流浪的孤兒乞丐，不知道本名和父母，後來被一男子收養並賦予巨人始祖的名字，被一群人當成聖人崇拜。因名字被瑪雷政府視為叛國，同時又被收養的男子出賣，而成為最邪惡的化身，飽受欺凌，最終被注射巨人針劑並丟到島上以純潔巨人的型態流浪。在流浪六十年後遇到潛入到島上的萊納一行人，因吞食顎巨人並吸收其能力而從純潔巨人恢復成人類型態，並於信的最後表示未能與希絲特莉亞結婚讓她感到遺憾，使閱讀完信後的希絲特莉亞不禁落淚。被帶回瑪雷政府關押後，自願將馬賽的巨人之力歸還給波爾柯而被吞食。
於137話靈魂出現在道路中，並由阿爾敏喚醒後取得巨人肉體的控制權並幫助眾人擊退其他巨人。
尤米爾的顎巨人化型態
成型後推定為7米級巨人，生有利齒以及利爪，能輕易咬碎巨人的後頸，下半身較為矮胖，外型與純潔巨人時期幾乎一致變化極少，具有語言能力。
弗洛克·福斯特（Floch Forster）
隸屬：第104期訓練兵團 ⇒ 駐紮兵團 ⇒ 調查兵團（克拉斯班） ⇒ 葉卡派實質領袖
生日10月8日，身高175cm（850年）→180cm（854年），體重65kg（850年）→71kg（854年），第104期訓練兵團畢業生之一；似乎與約翰熟識。原為駐紮兵團成員，在調查兵團推翻舊王政、革命取得成功後，為被理想打動而加入兵團的新兵之一。動畫中髮色為鞍褐色。作品後期為葉卡派的實質領袖，打算復興艾爾迪亞並以此為由肅清包含帕拉迪島的軍政府高層及反瑪雷義勇兵在內眾多士兵。艾連曾向其透露驅逐帕拉迪島以外所有生命的地鳴滅世計畫，並與艾連假裝同意安樂死計畫並利用吉克和伊雷娜等義勇兵。
加入調查兵團後參與了瑪利亞之牆還奪戰，和馬爾洛、桑德拉等新兵負責將兵團的馬匹牽至安全處，但在牆外執行作戰的各班班長及精銳團員全滅，僅剩新兵們及艾爾文、里維倖存。面對絕望的現狀不禁自問為何覺得自己是與眾不同的。後在牆外調查兵團遭到野獸巨人投的碎石霰彈攻擊，最後跟著其餘新兵們及艾爾文對野獸巨人進行突擊，以製造空檔讓里維攻擊；新兵們在第一波碎石攻擊後幾乎全滅，本人則毫髮無傷奇蹟似的倖存下來。原本想將奄奄一息的艾爾文殺死讓其解脫，最後放棄，選擇將艾爾文背到牆內交給里維等人。在得知有巨人針劑能讓艾爾文恢復傷勢時，選擇站在艾爾文那邊，認為艾連以及米卡莎選擇阿爾敏相當愚蠢，即便後來里維改變主意選擇阿爾敏，依舊不能釋懷。
在希琪·朵麗絲前來參加調查兵團奪回瑪利亞之牆而獲得女王頒獎時與之告知馬爾洛死亡真實情況，並嘲諷說他死前定後悔加入調查兵團，被約翰阻止後繼續表達自己心中的不滿，說明自己與其他新兵皆是受到艾爾文的影響才加入調查兵團，但自己卻無法救活艾爾文。其實弗洛克真實的想法是認為必需要有能夠犧牲一切的“惡魔”（即兼具魅力與能力的強人領袖）來領導艾爾迪亞實現復興，因此在符合此條件的艾爾文犧牲後四年期間，弗洛克逐漸選擇信任並服從原先對其感到不滿的艾連。
四年後，在雷貝里歐一戰當中，本想大肆破壞，但被約翰阻止，兩人有所爭執，弗洛克認為目前他們（指島上）還需要艾連，因此基本上十分支持艾連的主動出擊。在返回帕拉迪島之後，因為不滿艾連因違反軍規遭到囚禁，夥同其他新兵對民眾等人說明艾連遭到囚禁的情況，導致漢吉被原本信任她的商會及報社人員質問，也因為洩漏軍情的關係，一併遭到逮捕收押，110話與艾連和其支持者一起越獄。是葉卡派的領導者之一，陸續策劃並發動二次革命推翻軍政府和暗殺了薩克雷總統，還讓牆內高層（包含憲兵團團長奈爾、繼任薩克雷成為代理總統的皮克希斯在內）喝下了含有吉克脊髓液的紅酒、俘虜調查兵團團長漢吉、米卡莎、阿爾敏，以及其他倖存的104期同僚，要求漢吉帶他們去找吉克。在希干希納區挑動對訓練內容及教官不滿的109期訓練兵毆打夏迪斯教官，並吸收他們加入葉卡派。在吉克與里維大戰後引導吉克和艾連會合並打算把重傷而昏迷不醒的里維槍斃，隨後在瑪雷發動襲擊時，帶領部分士兵與負責狙擊的車力巨人戰鬥，但其他成員都被殺死後來阿爾敏和米卡莎趕到支援。在艾連發動城牆內無數頭的超大型巨人後儘管受重傷仍掏出槍指著伊雷娜的頭並逮捕她在內的義勇兵成員，並對不服從葉卡派理念的義勇兵實施槍決。
為了維持地鳴的運作，與其他葉卡派成員一同佔領了海港並挾持奇優宓女士和希茲爾國的工程師。於第129話帶領葉卡派成員與以阿爾敏為首的主和派開戰，並重創了萊納和亞妮，但由於麾下葉卡派大多是毫無實戰經驗的新兵，很快便敗下陣來，在與首度變身成顎巨人的法爾可交戰時，想用雷槍擊穿船艦水線時，被賈碧開槍擊中右臂雷槍而墜海，依然不死心爬上船欲摧毀飛船，被米卡莎阻止並殺死，死前還是想要勸說調查軍團去幫助艾連，並說帕拉迪島需要艾連。
登場於漫畫70話，動畫48話。最初登場時名字不詳，漫畫84話從艾連口中得知其名。
達茲（Daz）
配音：田久保修平；符爽；周倚天（TVB版）／何承駿（影碟版）
生日：9月22日，身高：175cm，體重：64kg，隸屬：第104期訓練兵團成員 ⇒ 駐紮兵團 ⇒ 調查兵團 ⇒ 葉卡派
第104期訓練兵團畢業生之一。在雪山訓練時和克里斯塔、尤米爾同一班，因無法戰勝酷寒天氣體力透支，被尤米爾丟至山下，最終獲救。在托洛斯特區攻防戰中，親眼目睹自己的同伴被巨人咬死，心中產生極大的恐懼，毫不避諱地在馬可面前坦露心事。在托洛斯特區奪回戰前原本想臨陣脫逃去陪伴家人，但在聽完達特·皮克希斯的精神喊話後選擇留下。
854年，已加入調查兵團，並參與了位於瑪雷的雷貝里歐收容區的強襲戰，此戰過後加入葉卡派，在港口與山姆耶爾負責在爆破炸彈的準備工作，並依情況隨時預備摧毀所有航空交通工具。在阿爾敏和柯尼前來試圖騙走飛機時，無法相信他們兩人的背叛，打算引爆炸彈，在與阿爾敏對抗時放聲大哭，並用手槍指向阿爾敏的頭，但遲疑不下死手，結果被柯尼搶先一步奪取山姆耶爾的槍將其射殺，屍體墜入海裡。
山姆耶爾·林克-傑克遜（Samuel Linke-Jackson）
配音：高橋研二；孟慶府→劉傑；鄧志堅（TVB版）／葉鎮洲（影碟版）
生日：12月20日，身高：180cm，體重：68kg，隸屬：第104期訓練兵團成員 ⇒ 駐紮兵團 ⇒ 調查兵團 ⇒ 葉卡派
第104期訓練兵團畢業生之一。黑髮少年。在調查兵團第56次牆外調查出城後，當超大型巨人出現前，與艾連等人約定未來從巨人手中奪回土地後要一起吃肉，同為固定砲整備4班。在托洛斯特區攻防戰前，受超大型巨人襲擊從牆上摔下時，頭部受到撞擊無法操作立體機動裝置，被莎夏以射擊的拋錨刺入小腿所救，爾後因重傷休養，未參與托洛斯特區攻防戰和奪回戰。
854年，已加入調查兵團，並參與了位於瑪雷的雷貝里歐收容區的強襲戰，此戰過後加入葉卡派，在港口與達茲負責在爆破炸彈的準備工作，並依情況隨時預備摧毀所有航空交通工具。在阿爾敏和柯尼前來試圖騙走飛機時，無法相信他們兩人的背叛。在阿爾敏試圖阻止達茲引爆炸彈時向阿爾敏頭部及胸口連開三槍導致其重傷，並且質問是否記得柯尼當初訓練兵團在第一次遇到超大型巨人前，小組們一起吃肉的約定，緊接著因為萊納和亞妮巨人化分心被柯尼制服在地面，臨死之前雖大聲友誼喊話，但還是遭到柯尼搶奪手槍，並與達茲先後遭到其射殺。
托馬斯·瓦格納（Thomas Wagner）
配音：須嵜成幸；蔣鐵城；黃積權（TVB版）／黃龍傑（影碟版）
生日：6月10日，隸屬：第104期訓練兵團成員 ⇒ 訓練兵團（第34班一）
第104期訓練兵團畢業生之一。金髮少年。出身於托洛斯特區。在調查兵團第56次牆外調查出城後，當超大型巨人出現時，與艾連、柯尼、莎夏、米娜、山謬同為固定砲整備4班。
在托洛斯特區攻防戰中與艾連、阿爾敏同為訓練兵團第34班。在艾連進行立體機動訓練時，輪班當操作機關的人。受到艾連畢業當晚的演說影響以加入調查兵團為志願，在初次上陣的托洛斯特區攻防戰中，遭到奇行種突襲吞噬，第34班中第一名身亡者。動畫版中，在畢業當晚的餐會上，宣稱人類敵不過巨人，進而引發艾連的演說（漫畫內容則是約翰宣稱，之後還跟艾連打了一架）。
米娜·卡羅萊納（Mina Carolina）
配音：安濟知佳；蔣篤慧→曾允凡（OAD）；羅孔柔
生日：3月24日，身高：143cm，體重：48kg，隸屬：第104期訓練兵團成員 ⇒ 訓練兵團（第34班一）
第104期訓練兵團畢業生之一。綁著一對長髮辮的黑髮少女，出身於卡拉涅斯區。在調查兵團第56次牆外調查出城後，當超大型巨人出現時，與艾連、柯尼、莎夏、托馬斯、山姆耶爾同為固定砲整備4班。
在托洛斯特區攻防戰中與艾連、阿爾敏同為訓練兵團第34班。受到艾連畢業當晚的演說影響以加入調查兵團為志願，在初次上陣的托洛斯特區攻防戰中，跟隨艾連追擊奇行種時，立體機動裝置的拋繩恰巧勾到巨人的手臂而撞向房子(動畫改為拋繩被巨人捉住)，後腦受到撞擊失去行動力而被巨人咬掉頭顱。與亞妮的感情似乎不錯，托洛斯特區奪回戰後回收屍體時亞妮曾對著米娜的屍體道歉。
法蘭茲·克夫卡（Franz Kefka）
配音：大隈健太；蔣鐵城；陳成港
生日：11月18日，身高：188cm，體重：74kg，隸屬：第104期訓練兵團成員
第104期訓練兵團畢業生之一。平頭少年，身材相當高大。與漢娜從訓練生時期便為情侶關係，被艾連評為「笨蛋夫妻」。在托洛斯特區攻防戰中被巨人咬掉下半身戰死。
漢娜·迪亞曼多（Hannah Diamant）
配音：佐藤惠；錢欣郁→蔣篤慧（進擊！巨人中學校）；黃昕瑜→葉曉欣
生日：4月12日，身高：154cm，體重：50kg，隸屬：第104期訓練兵團成員
第104期訓練兵團畢業生之一。紅髮馬尾少女，臉上長著雀斑。與法蘭茲從訓練生時期便為情侶關係，被艾連評為「笨蛋夫妻」。在托洛斯特區攻防戰中，因法蘭茲之死陷入神智混亂狀態。此後的情況未被描述，但在設定書《進擊的巨人角色百科》中提到她在該戰役中死亡。
奈克·提亞斯（Nack Teaz）
配音：樋口智透；黃天佑→符爽（進擊！巨人中學校）；林筠翔
生日：6月18日，隸屬：第104期訓練兵團成員 ⇒ 訓練兵團（第34班一）
第104期訓練兵團畢業生之一。在托洛斯特區攻防戰中與艾連、阿爾敏同為訓練兵團第34班。托洛斯特區攻防戰中，跟隨艾連追擊奇行種時，不幸戰死。
米利伍斯·塞姆斯基（Millius Zermusky）
配音：布施川一寬；符爽；鄧港文
生日：11月23日，隸屬：第104期訓練兵團成員 ⇒ 訓練兵團（第34班一）
第104期訓練兵團畢業生之一。在托洛斯特區攻防戰中與艾連、阿爾敏同為訓練兵團第34班。托洛斯特區攻防戰中，跟隨艾連追擊奇行種時，不幸戰死。
湯姆（Tom）
配音：須嵜成幸；符爽
生日：3月20日，隸屬：第104期訓練兵團成員
第104期訓練兵團畢業生之一。在托洛斯特區攻防戰中，因立體機動裝置燃料用盡，被巨人包圍捕食，其他兩名同伴為了救他也不幸命喪巨人口中。
哥頓（Gordon）
配音：佐久間元輝；宋昱璁；李錦綸
生日：11月19日，隸屬：第104期訓練兵團 ⇒ 駐紮兵團 ⇒ 調查兵團（克拉斯班）
第104期訓練兵團畢業生之一，原隸屬於駐紮兵團，和弗洛克、桑德拉等人同為革命成功後加入調查兵團的新兵。參與瑪利亞之牆還奪戰，負責牽引馬匹至安全處。在最後的戰役中隨艾爾文和同伴們對野獸巨人進行突擊，遭碎石擊中身亡。
珊德拉（Sandra）
配音：河村友美；曾允凡；成瑤孆
生日：4月10日，隸屬：第104期訓練兵團 ⇒ 駐紮兵團 ⇒ 調查兵團（克拉斯班）
第104期訓練兵團畢業生之一，原隸屬於駐紮兵團，和弗洛克、戈登同為革命成功後新加入調查兵團的新兵。參與瑪利亞之牆還奪戰，負責牽引馬匹至安全處。聽聞最後的自殺式突擊作戰計畫，知道自己難逃一死而跪地嘔吐。在最後的戰役中隨艾爾文和同伴們對野獸巨人進行突擊，遭碎石擊中身亡。

##### 第109期訓練兵團
史爾瑪（Surma）
配音：坂田將吾；劉傑
隸屬：第109期訓練兵團成員 ⇒ 葉卡派
生日1月23日，身高174cm，體重65kg，前第109期訓練兵，後加入葉卡派。於訓練期間已向戰友們表示認同葉卡派的理念，後來以弗洛克為首的數名葉卡派出現在訓練場地，並要求訓練兵加入他們，否則會將他們逮捕。其立即同意加入，並在弗洛克的指示下毆打夏迪斯教官以表效忠。在希干希納區被瑪雷攻擊時，試圖和義勇兵一起把戰俘和囚犯釋放並武裝出戰以保護艾連，卻被約翰阻止並訓斥。後來，當由兵團成員所變成的純潔巨人快將攻陷軍團總部時，其險被一名巨人吃掉，關鍵時候被基斯所救，並與其他加入了葉卡派的訓練兵和基斯一同把巨人引離總部。戰後其試圖勸基斯離開，以免被葉卡派發現並逮捕，卻遭基斯拒絕並斥加入葉卡派是在邁向危險。

#### 調查兵團
艾爾文·史密斯（Erwin Smith）
隸屬：調查兵團（沙迪斯班） ⇒  調查兵團（艾爾文分隊） ⇒ 調查兵團第13任團長(845年-850年)
生日10月14日，調查兵團第13任團長，擁有過人的判斷力以及指揮能力，行動及考慮總是想得比任何人還要深遠，就連兵團裡資歷深的老兵也沒能理解太多。可以為了牆內全人類的生存，選擇捨棄100個同伴的性命，是可以捨棄最重要的東西的人，雖然看似冷酷無情，但正因如此才可以被以里維為首的部下們深深信賴。並且設計了遠距搜索陣形後成功大大減低遭遇巨人的機率，從而提高兵團整體存活率。
據說過去艾爾文讓曾在首都地下街相當出名的流氓里維進入調查兵團。在得知艾連的能力後不顧周遭反對，說服達里斯總統讓艾連進入調查兵團。同時亦擁有十分強勁的戰鬥力，曾經使用立體機動裝置和手持匕首的里維在首都地下街戰鬥過，但因為自己是團長，主要負責指揮，加上牆外調查時位於團隊中央，較少機會與巨人交手。
在第57次牆外調查中，以艾連為誘餌吸引女巨人，實行女巨人捕獲作戰，因付出過多犧牲、而且以失敗收場，必須為此負責任。在調查兵團山窮水盡之際採用阿爾敏的計策，揭穿了女巨人的真實身份，並在後來成功地捕捉到實體，認為捕捉到對方其中一人是有用處的。
在艾連及尤米爾遭劫走後，率領調查兵團為首的聯合部隊（包括憲兵團、駐紮兵團）追擊，與對方遭遇後從森林中引出大批巨人，想藉此攔住盔甲巨人等人。在混戰中失去右手臂，但仍在危急關頭獨臂砍斷綁住艾連的繩索，將其從巨人手中奪回。奪回艾連後，聯合部隊遭到大批巨人包圍，認為即使犧牲自己也要把艾連成功帶回去，聯合部隊後來因艾連得到了「座標」而得救。在聯合部隊奪回艾連歸來後，因重傷而昏迷不醒，時間長達一星期，醒來之後身心都變得相當憔悴。
對於父親的死充滿自責與憤恨，對王政的統治作為亦感到不滿，故從小就萌生推翻王政的想法，是推翻王政府政變計畫的主要策劃人。因即將被王政府處死刑，遂已授命漢吉分隊長繼任為調查兵團第14任團長（但尚未正式交接），在王政府真面目顯露後獲救。
在羅德變成超巨大型巨人後，率領新的政府以及聯合三軍的軍隊對抗。隨後帶領調查兵團進行瑪利亞之牆奪還行動，當內門大多數老兵死亡後，看到許多因為自己死亡的戰友，而感到愧柩。為了使里維擊敗野獸巨人，帶領新兵進行突擊，突擊時遭到岩石擊中。後被唯一一個倖存之駐屯兵團出身的年輕新兵救回至里維兵長等人身邊，在最後關頭里維決定將巨人之力的針劑給予艾爾文時，艾爾文卻在彌留之際無意識中甩開里維的手，並喃喃著夢話道：「老師說那些並不存在，怎麼調查證明出來的？」（此為小時候的艾爾文在課堂中舉手詢問父親的問題，雖是導致父親被王政府殺害的原因卻也是當時啟發艾爾文從小渴望探索世界真相的契機）。里維頓時改變了想法，認為艾爾文已經背負太多，並以「不想讓艾爾文再度回到現實地獄」為由，認為死亡才是對艾爾文的拯救與解脫，於是便將針劑賜予阿爾敏。隨著里維浮現種種回憶，艾爾文最終在漢吉與里維的陪伴下靜靜的死亡。
角色模特兒為漫畫守護者的智謀者（Ozymandias）。
小時候的綽號是「眉毛」。
里維·阿卡曼（Levi Ackerman）
隸屬：調查兵團(弗拉岡分隊) ⇒  調查兵團（特別作戰小組）
生日12月25日，調查兵團兵長，同時是兵團特別作戰小組班長。能力在米卡莎之上。身材不高（米卡莎稱之為「死矮子」）卻擁有「人類最強的士兵」之稱號，有傳言他一個人的戰鬥力相當於一個旅（約400人，不同於現實世界的旅）。斬擊時為一手正常持刀，一手反手持刀，一瞬間便可以秒殺兩個巨人。喜歡用立體機動裝置速戰，通常戰鬥在一瞬間就結束。擁有例如投擲拋棄刀片損傷巨人視力後斬殺、利用立體機動裝置使用螺旋斬等優秀技術。在與米卡莎對抗女巨人救出艾連時，迅速砍傷女巨人多處部位的肌肉使其無法動彈。
曾被調查兵團13任團長艾爾文·史密斯評價為：如果沒有他，人類就無法反擊。佩托拉形容里維的個性神經質又粗魯，令人難以接近；雖然實力強大，但仍遵從上級命令，並不因此而任性妄為。雖然外表冷酷且不容易透露出表情，但其實內心很細膩且注重感情。為了顧全大局，在看到特別作戰小組的部下們皆陣亡後仍面不改色的向女巨人進攻。
動畫版中，將佩托拉的戰鬥服徽章拆下來，之後交給了一位士兵，並說明調查兵團的徽章就是戰死的隊友們曾經活過的證明，從而了解到里維並不像外表那樣冷酷。之後再與肯尼對決完使其受傷逃走後，向漢吉說明向其借用的直屬3名手下都因此陣亡，感到自責並向漢吉道歉。
在進入兵團前是首都地下街出名的混混。年輕時在地下街時與夥伴弗蘭·徹奇及後來加入的伊莎貝爾·馬格諾莉亞，利用偷來的立體機動裝置作非法的勾當。為了完成議員尼可拉斯·羅沃夫的任務（拿回貪汙證據並殺掉艾爾文）故意被抓並接受艾爾文加入調查兵團的要求。因為自己做的選擇使弗蘭和伊莎貝爾死亡感到自責（在看見伊莎貝爾的頭顱而流下眼淚），但在艾爾文的勸說後決定背負他們的使命留在調查兵團奮戰並相信艾爾文能帶領他看到不一樣的風景。
小時候與身為妓女的母親居住，母親死後則與「割喉者」肯尼一起住，並接教導里維戰鬥的技巧和如何生存，現今許多行動、思想皆是受其影響。在肯尼死前詢問肯尼與自己母親的關係及當初為何離開自己的原因。有嚴重潔癖，對打掃的要求非常高。在特別篇中用手帕擦拭身上沾到的巨人之血。但在自己的部下臨終前，毫不猶豫的握住其沾滿血的手並答應會消滅世界上所有巨人。
在軍事法庭上，以「教訓」的名義毆打艾連，並在最後成功爭取艾連加入調查兵團，並讓其加入兵團特別作戰小組。第一次捕獲女巨人作戰事件中，因阻止女巨人攻擊米卡莎而導致左腳負傷。第57次牆外調查回城後，負責監視尼克神父並說服他坦白牆壁的秘密。
透露其姓氏為阿卡曼，並曾經受過中央憲兵團對人壓制部隊的肯尼·阿卡曼隊長的教育。動畫版中，第57次牆外調查回城途中，因年輕士兵的私心而引來巨人追擊，里維命令負責載運隊友遺體的士兵丟棄多餘的屍體來減輕馬車的重量，進而避免了在平原上與巨人交戰，事後並不因此怪罪年輕的士兵；而在調查兵團執行第二次捕獲女巨人作戰時與艾爾文團長及憲兵團待在一起，但在女巨人出現後前去支援。曾站在女巨人頭上嘗試令具恐懼崩潰。最後關頭當亞妮即將連同艾連的巨人化一同結晶化時，用刀刃砍開艾連巨人化型態的後頸，將艾連救出。
在聯合部隊奪回艾連歸來後，成立了新里維班。接獲艾爾文的指示後命令約翰與阿爾敏假扮成艾連與希絲特莉亞，引誘利布斯商會補抓，並之後率領新里維班突擊利布斯商會的倉庫，但卻沒殺掉半個人，反而與會長迪默·利布斯做了一個重大交易：調查兵團將艾連與希絲特莉亞交出，但前提是：1.必須與調查兵團站同一陣線 2.必須完全相信調查兵團 3.今後利布斯商會所弄到的珍稀食材與奢侈品（例如紅茶）必須優先提供給調查兵團。
利布斯商會在運送中央憲兵團的憲兵薩內斯和拉爾夫故意讓馬車跌落溪谷，並被調查兵團抓獲。動畫則改為在兩人不知其已與調查兵團合作的情況下向兩人提供里維的位置而反遭捕獲。其後與漢吉負責拷問薩內斯與拉爾夫。故意威脅拉爾夫講出準備好的講稿，讓薩內斯誤以為其背叛了中央與自己講出實話，隨後突破心防供出其實雷斯家才是真正的王室。奉行艾爾文「讓希絲特莉亞繼位為國家女王」的命令，以暴力方式逼迫希絲特莉亞同意成為革命後的新任女王，但此強硬作為亦引發新里維班的成員對其產生不信任感。
在得知利布斯商會遭到第一憲兵識破消滅，艾連與希絲特莉亞被再度被帶走後，與其他調查兵團成員監視某葬儀社的棺材（裡面疑似是艾連與希絲特莉亞）時，遭遇「割喉者」肯尼率領「對人壓制部隊」突擊，瞬間隨行同伴被殺到只剩自己一人，憤怒地拔出刀欲與肯尼決一死戰。逃進酒館中的里維為了擺脫像袋中之鼠般遭包圍的窘境，使用酒館中自衛的槍射向肯尼，肯尼則在瞬間反應過來持椅子擋住子彈的重擊而保住一命，里維則在之後殺了三名在屋頂上的對人壓制部隊成員後趁亂逃走。
因調查兵團裡新里維班遭到王政府通緝而逃亡，逃亡期間捉到兩名憲兵團新兵，說明了現況並說服兩人加入。與新特別作戰小組和漢吉共七人進行突襲，造成對方傷亡慘重且成功奪回艾連與希絲特莉亞。在牆內的內亂完全解決後，對新里維班表達出謝意。
在調查兵團進行瑪利亞之牆奪還行動時，曾認為新兵太弱小，之後在艾爾文的帶領以及新兵捨命支援下，成功靠近野獸巨人吉克，並將之巨人化型態擊敗，但在壓制吉克時，附近的隊友已經全數死光，吉克被車力巨人救走。吉克逃走後，里維面臨選擇艾爾文或阿爾敏的生死，里維認為艾爾文是人類獲勝的希望，決定把針劑給艾爾文。但在最後關頭里維決定將巨人之力的針劑給予艾爾文時，艾爾文卻在彌留之際無意識中甩開里維的手，並喃喃著夢話道：「老師說那些並不存在，怎麼調查證明出來的？」（此為小時候的艾爾文在課堂中舉手詢問父親的問題，雖是導致父親被王政府殺害的原因卻也是當時啟發艾爾文從小渴望探索世界真相的契機）。里維頓時改變了想法，認為艾爾文已經背負太多，不想讓艾爾文再度回到這個地獄，死亡才是對艾爾文的拯救與解脫，於是便將針劑賜予阿爾敏。
四年後在雷貝里歐之戰時，與吉克·葉卡再度交手，看似殺死了對方，但實際上只是演戲，俘虜吉克之後便一直監視他，並與吉克居住在某處森林裡。聽了吉克如何將拉加哥村的村民變為巨人後，認為對方毫無人性，視人命如草菅，而收到最前線有關艾連率領的葉卡派動向後，打算在他們兄弟會面之前處理掉吉克，但老謀深算的吉克早已在流通所有兵團內的紅酒中加入了自己的脊髓液，而使他率領的部下們全都變成巨人，但吉克沒料到他會將自己的部下全殺死後又將自己逮了回來，將雷槍插入吉克的肚子中並把導線綁在吉克脖子上，並示意吉克亂動就會沒命，之後吉克刻意讓雷槍引爆，後里維也被爆炸波及而兩敗俱傷（里維失去了右手的食指和中指，同時臉上有多道的傷痕）。後來以弗洛克為首的葉卡派成員發現里維並打算殺死他，但被俘虜的漢吉搶先一步抱著跳河逃走。里維保住了一命，但身受重傷，漢吉幫里維縫治身上、臉上多處傷口並用繃帶包覆傷處，處在昏迷狀態，並且在馬後面以拖行方式運送。之後覺得自己應該參加阻止艾連的作戰，雖然穿上裝置之後，連握住把手都有困難，不過仍堅持說兩根手指就夠了，並成功坐上飛船。在與歷代九大巨人對戰時，為了救柯尼而遭到其一巨人咬傷左腿但幸好仍能戰鬥，並最終斬殺了吉克完成了其答應艾爾文「必會殺死野獸巨人」的夙願。
與艾連的最終對決中，里維使用雷槍炸碎艾連巨人的門牙以便讓米卡莎進入艾連巨人的口中擊殺艾連本體，艾連死後重傷癱坐在地的里維見到了包含艾爾文在內已經犧牲的夥伴們的幻影，向他們獻上其於本作品中第一次也是最後一次的「獻出心臟」軍禮後流下眼淚。
三年後(857年)右眼已瞎，左腿也因傷殘疾依輪椅行動，由賈碧和法爾可共同照顧且待在牆外城市生活。
喜歡喝紅茶且持茶杯方式極為特殊，平時坐在椅子上睡覺。害怕的東西是霉菌，有嚴重的潔癖，如果找到了好用的清潔工具很可能會笑出來。
角色原型為漫畫守護者的變臉羅夏（Rorschach），名字則是取自電影Jesus Camp裡的主角少年。
漢吉·佐耶（Hange Zoë）
隸屬：調查兵團（艾爾文分隊） ⇒  調查兵團（第四分隊） ⇒ 調查兵團第14任團長(850年-854年)
生日9月5日，調查兵團第四分隊長，對巨人有著意外的熱忱，有著強烈的熱情及好奇心。據其所說自己以前也是對吃掉同伴的巨人抱持著恨意，但在某次作戰中踢開3公尺等級之巨人的頭時，意外地發現巨人之軀體異常的輕，對此深深抱持著疑問，並想找出其中的原因。對於自己主持的巨人實驗及相關研究有十足之狂熱，也常在實驗進行中不顧下屬的勸阻而脫軌演出。
在OAD中可得知調查兵團曾有整整15年時期沒有活捉巨人的行動，其中原因包括在過往的活捉巨人行動中所犧牲的士兵人數太多。儘管如此仍一直提出重新開始活捉巨人行動以取得更多有關於巨人的情報，但仍被艾爾文以兵力不足等理由多次駁回。然而在伊爾賽事件發生後，上書艾爾文，終說服艾爾文同意其建議，並在調查兵團特別作戰小組協助下，以其個人所構思的新捕獲方案在無人犧牲的情況下，於瑪利亞之牆被攻陷後首次成功捕獲巨人。
替調查兵團掃蕩托洛斯特區捕獲的兩隻巨人（索尼、賓）命名，並為其做了許多實驗研究，之後兩隻巨人遭不明人士擊殺時，內心面臨崩潰。是個古怪的人，但是對於身為調查兵團的士兵感到自豪，兵團為了奪回人類的自由犧牲無數，對於明知這種情況卻選擇隱瞞事實的教團，比任何人都還要憤怒。
動畫版中，第二次捕獲女巨人作戰中，設計捕獲網陷阱，曾一度將女巨人壓制住，但最後被女巨人掙脫逃跑。在野獸巨人入侵後，率領調查兵團前往厄特加爾城支援。在厄特加爾城救出新兵且帶領調查兵團登牆後，率隊與突然出現的超大型巨人交戰，交戰結果戰敗並且與其他調查兵團的長官都被衝擊波所傷，暫時無法作戰，但成功推斷出了對方的去向，為追擊的聯合部隊提供了線索。
在聯合部隊奪回艾連歸來後，利用居民們躲進牆內的一星期著手調查羅塞之牆的情況，並以畫像對照倒臥在柯尼家中的巨人，證實為柯尼的母親。在確認牆內的安全後向達特·皮克希斯司令及里維回報，並說明柯尼的故鄉拉加哥村消失的居民數大約等同於被討伐的巨人數，以及倒臥在柯尼家中的巨人的真實身分一事，並推測巨人應該都是由人類所變身而成。
牆內安定後，得知尼克祭司死亡的消息感到相當難過，但在看到尼克的屍體後推測出是遭到中央派出的憲兵拷問致死，並憤怒開口諷刺憲兵團，事後對牆內存在的敵人感到害怕。
向內地的報社記者闡述王政府的真相，並說服報社老闆為了人類的生存，須要讓全體人民知道真相，在革命初步成功後，向里維小組宣布調查兵團的危機已經解除。與里維小組一起突襲對人壓制部隊的基地時，作戰初期利用煙霧破壞敵對陣型，但因敵方隊長意外之舉而鬆懈，遭到攻擊而受到重傷，再奪回艾連後得知尚能說話、舉手，但只能躺著無法起身。
在從基斯·夏迪斯那獲得情報後相當生氣，認為其所得知的消息是否有用的決定權並不在他身上，即使是過去崇拜的長官也毫不留情的狠狠數落一番。於修補瑪利亞之牆的作戰中率領調查兵團戰鬥員，與被發現行蹤的萊納所變身的盔甲巨人交戰，用新型武器雷槍取得上風，一度要將盔甲巨人擊殺，但後遭遇到支援的超大型巨人，與進行巨人化貝爾托特距離甚近，發生爆炸後與漢吉班暫時皆生死未卜，後確認僅漢吉於爆炸中倖存。
漫畫84話從本人的回憶中得知在貝爾托特變成巨人的大爆炸中被副分隊長莫布里特及時撞進井裡而躲過爆炸，但輕微受傷，左眼用繃帶包紮。在調查兵團這別作戰小組的成員製造出短暫的空檔後，接替戰鬥，替米卡莎製造出擊殺盔甲巨人的機會。在米卡莎爆走攻擊里維時上前阻止，後對里維決定救活阿爾敏感到驚訝。經過一年後，左眼依舊未痊癒，已經完全喪失功能。
在雷貝利歐之戰後，艾連歸隊時指責艾連糟蹋了大家對他的信任，回來又因為支持艾連的新兵洩漏情報給民眾，加上與艾連對話時的爭執，曾私下表示已死的艾爾文當年不應該把團長一職傳給她。後來葉卡派發動政變之後，成為了葉卡派的俘虜，被迫四處帶著以弗洛克為首的葉卡派成員尋找吉克的下落，後來在巨木森林附近的河邊發現了巨人和身受重傷的里維。趁弗洛克等人被巨人及復活的吉克吸引時，趁機帶著里維跳河逃跑，暫時擺脫了葉卡派。帶著重傷的里維躲在森林中並為其縫合傷口，再離開的途中遇到了馬迦特和皮克而決定和其談判計畫阻止地鳴。
反對發動地鳴摧毀全世界的想法，認為種族屠殺無論如何都是應該要避免的，爾後加入了因為反對地鳴而以阿爾敏、馬迦特和皮克合作的主和派，目前為了阻止地鳴與瑪雷以及其他反對屠殺全世界的人暫時結盟。
已由艾爾文團長親口指定為調查兵團第14任團長（但尚未正式交接）。在第89話，經過會議中的對話確認擔任調查兵團第14任團長。
對於伊雷娜請求眾人肯定吉克的「安樂死計畫」是正確之時，承認是自己的無能為力，沒有帶給大家改變艾爾迪亞未來的希望。之後為了幫同伴爭取時間維修飛艇，阻止想使用巨人之力的阿爾敏與萊納，打算自己去對抗超大型巨人，臨行之前，指定阿爾敏成為第15任調查兵團團長，里維則以「獻出你的心臟」與之做最後的道別。（具本人所言，這是漢吉第一次聽到里維說出這句話。）使用立體機動裝置與超大型巨人戰鬥。遺言為「巨人果然太棒了」，漢吉首先用雷槍殺死2隻超大型巨人，再用刀片斬殺3隻，因超大型巨人會釋放大量的高熱蒸氣而被燒死，遺體墜地後遭到後續的巨人踐踏，成功掩護阿爾敏等人升空。
死後靈魂在原地意外與包含艾爾文在內已經犧牲的夥伴們重逢，被莫布里特從地面拉起的同時，一邊向艾爾文抱怨團長很難當，還有艾連的事情。
是整部作品裡一旦生氣起來最可怕的人。
對於讀者對漢吉的性別的疑問，作者回答「這傢伙（漢吉）的性别還是别說清為好。」
米可·薩卡利亞斯（Mike Zacharius）
配音：三宅健太；蔣鐵城；李鎮然
隸屬: 調查兵團（艾爾文分隊） ⇒ 調查兵團（第二分隊）
生日11月1日，身高196cm，體重102kg，調查兵團第二分隊長。動畫版為金髮，特徵是留置鬢旁的鬍鬚及短鬚髭。在瑪利亞之牆被攻破前已是調查兵團成員，隸屬於艾爾文的分隊，當時經已擔任其副手，深得信任。
為人沉默寡言，不愛言談；擁有靈敏的嗅覺，能僅靠嗅聞感知巨人來襲的數量及方位，其嗅覺在調查兵團進行壁外調查中有如雷達的功能；對第一次見面的亦人會聞一下對方的味道，然後用鼻子嘲笑對方，並能透過氣味測出一個人的性格。名言為「人類只有在放棄戰鬥的那一刻才算是首次敗北，只要戰鬥依然持續著，我們就還沒輸。」
於番外篇"無悔的選擇"中，曾經在肉搏戰中短暫壓制住里維，可見實力也相當堅強，在兵團內僅次於里維。
第一次捕獲女巨人作戰時，在捕捉到實體後，與里維負責攻擊女巨人用來保護頸部的手指，但因女巨人使用硬化功能來防禦而失敗。在受困的女巨人吼叫後，首先察覺到巨人從四面八方進行包圍。野獸巨人入侵羅塞之牆且率領眾多巨人朝向調查兵團及新兵們的休憩地時，迅速感知到巨人，隨後為了協助其他人撤離自願當誘餌與巨人戰鬥，一人就滅了五隻巨人，卻在準備撤退時，為躲避野獸巨人拋出的馬匹跌落屋簷，遭3米級巨人抓獲咬傷雙腿；野獸巨人奪走立體機動裝置後慘遭剩餘的巨人啃噬。

##### 里維班（特別作戰小組）
由里維帶領的小組，在原特別作戰小組再捕獲女巨人行動失敗撤退時遭女巨人偷襲，導致小組成員陣亡，後來以第104期部分成員重新組新特別作戰小組（成員有艾連、米卡莎、阿爾敏、約翰、柯尼、莎夏、希絲特莉亞）。
里維·阿卡曼（Levi Ackerman）
調查兵團特別作戰小組隊長。
參見里維·阿卡曼
艾魯多·琴（Eldo Gin）
配音：千葉進步；蔣鐵城；周良鴻→陳耀楠
隸屬：調查兵團（特別作戰小組）。
生日1月30日，身高182cm，體重75kg。
調查兵團特別作戰小組副隊長。擁有討伐數14隻，輔助討伐32隻的戰績。曾經爆料歐魯和佩托拉的黑歷史。
在第一次捕獲女巨人行動時，在里維離開小組時暫時代理指揮，行動失敗撤退時遭女巨人偷襲，為讓艾連逃跑和歐魯及佩托拉作戰，聯手牽制女巨人的行動，想趁著對方失明之際攻擊，沒料到對方優先修復眼睛，遭咬斷下半身戰死。
佩托拉·拉爾（Petra Rall）
配音：相川奈都姬；雷碧文；黃昕瑜
隸屬：調查兵團（特別作戰小組）。
生日12月6日，身高158cm，體重55kg。初登場為漫畫「特別篇1 利威爾士官長」。
隸屬於調查兵團特別作戰小組成員，特別作戰小組裡唯一的女性。雖然是女性且身材嬌小，但與同組的男性士兵擁有相同的戰力，擁有討伐數10隻，輔助討伐48隻的戰績。當年第一次參加牆外調查時嚇到失禁，後來逐漸成長為獨當一面的戰士。與歐魯在編入小組前已認識，認為歐魯模仿里維言行的行為不適當。不會特別誇耀、有認為信賴和組織力重要的謙虛性格。對里維抱有好感。幫助艾連快速在調查兵團與其他人建立了信賴關係。
在第一次捕獲女巨人行動失敗撤退時遭女巨人偷襲，為了讓艾連逃跑和歐魯及艾魯多作戰，聯手牽制女巨人的行動，雖一開始將其雙眼砍至失明，但因為不知其快速的修復能力而措手不及，未能及時調整飛行姿勢而遭女巨人直接踩死。其屍體在第57次壁外調查時因為運送屍體的車輛被巨人追擊而不得不將其遺體拋落。
歐魯·波札德（Oluo  Bossard）
配音：川田紳司；黃天佑；陳廷軒
隸屬：調查兵團（特別作戰小組）。
生日1月6日，身高173cm，體重61kg。
隸屬於調查兵團特別作戰小組成員。在強者眾多的特別作戰小組裡，擁有討伐數39隻，輔助討伐9隻的戰績。因為崇拜里維而喜歡模仿他說話，常一邊快速騎馬一邊教訓新兵，結果總是咬到舌頭。
一開始對艾連並不信任，後來漸漸地敞開了心扉。在第一次捕獲女巨人行動失敗撤退時遭女巨人偷襲，為了讓艾連逃跑和佩托拉及艾魯多作戰，最終因女巨人的暫時硬化能力使攻擊未果，遭女巨人從背部踢死。
君達·修茲（Gunter Shulz）
配音：三戸耕三；符爽；胡家豪
隸屬：調查兵團（特別作戰小組）。
生日7月30日，身高183cm，體重82kg。
隸屬於調查兵團特別作戰小組成員。擁有討伐數7隻，輔助討伐40隻的戰績。特徵是平頭。非常信賴艾爾文和里維，即使不清楚他們的本意也主張要忠實地遵從指示。性格冷靜，和另外三人相比，較為嚴肅、正經。
在艾連意外變身事故中優先要求他表明自己的立場而不是解釋突然變身原因。在第一次捕獲女巨人行動失敗撤退時，誤認女巨人暫時變回的本體為里維，遭亞妮以刀刃從頸部擊殺。

##### 米可班（第二分隊）
艾爾文時期調查軍團的四支主分隊之一。
米可·扎卡利亞斯（Mike Zacharius）
前調查兵團第二分隊長。
參見米可·薩卡利亞斯
納拿巴（Nanaba）
配音：下田麻美；蔣篤慧；羅杏芝→陳琴雲
隸屬：調查兵團（艾爾文分隊米凱班） ⇒  調查兵團（第二分隊）
生日6月30日，身高172cm，體重59kg，留著金色短髮的女性調查兵，漫畫中性別不明，動畫中為金髮女性。調查兵團菁英，五年前在瑪利亞之牆被攻破前已是調查兵團成員，隸屬艾爾文分隊的米可班。在艾爾文晉升為團長後繼續在調查兵團效力，加入了米克所領導的第二分隊，為米可的副官。米可曾指其身上有新鮮的水果氣味。
在第57次牆外調查時，為克里斯塔的長官。艾爾文當時推測兵團中或許有能變成巨人的內鬼，因此只能向在瑪利亞之牆被攻破前已加入調查兵團的成員透露並製訂捕捉計劃，納拿巴為唯三符合條件的成員(其餘二人為米可和漢吉)。她在捕捉女巨人時負責指揮普通士兵們爬到樹頂上把風。
在羅塞之牆被攻破時，得知牆內出現大批巨人後，設想了最糟糕的情況，即在未發現盔甲巨人及超大型巨人的蹤影，牆壁就已經遭到破壞，一度認為人類已經輸了而低落，受到分隊長米克·薩卡利亞斯的激勵後重新振作。在調查兵團發現羅塞之牆內出現大批巨人後帶領部隊往西方撤離，沿途疏散村民並檢查牆壁破損情況，但發現牆壁上並沒有疑似巨人進攻的破洞，後來與吉爾迦等人匯合後前往厄特加爾城休息，在夜晚遭到野獸巨人率領的大批巨人包圍。
4名菁英隊員在巨人第一波進攻中憑藉地形優勢而擊殺許多巨人，卻遭到野獸巨人投擲巨石而導致隊友麗奈與賀寧格死亡，隨後又迎來了巨人第二波進攻，數量為第一波的一倍以上。在氣體和刀刃全都耗盡之下與吉爾迦遭大批巨人吞噬。雖然調查兵團4名優秀成員都因此犧牲，但在援軍來到前為新兵們爭取了大量時間。
動畫版新增其於幼時被父親虐待的情節。
吉爾迦（Gelgar）
配音：加瀨康之；劉傑；黃積權
隸屬：調查兵團（第二分隊）
生日10月9日，身高179cm，體重75kg，米可的副官，男性調查兵，特徵是飛機頭式的髮型，動畫髮色為暗金色；酷愛喝酒，即使是生命關頭也惦記著能不能再喝一次，米克更指其身上只有烈酒的醇味，但其堅持出任務時絕不會喝酒。
於調查兵團偵查到羅塞之牆內出現巨人後帶領部隊往南方撤離，在調查兵團和新兵一夥即將被拔足狂奔的巨人趕上時被米克託付南小組的指揮權。沿途疏散村民並檢查牆壁破損情況，但發現牆壁上並沒有疑似巨人進攻的破洞，途中經過柯尼故鄉的村莊，發現許多疑點與一名無法動彈的巨人，後來與納拿巴等人匯合後前往厄特加爾城休息，在夜晚遭到野獸巨人率領的大批巨人包圍。
4名菁英隊員在巨人第一波進攻中憑藉地形優勢而擊殺許多巨人，卻遭到野獸巨人投擲巨石而導致隊友麗奈與賀寧格死亡，隨後又迎來了巨人第二波進攻，數量為第一波的一倍以上。在氣體和刀刃全都耗盡之際掉進塔中，臨死之前發現一瓶酒，結果卻是空瓶(早前被克里斯塔用來消毒萊納的傷口)，氣憤至極，最後被巨人抓出塔外並與納拿巴被大批巨人吞噬。雖然調查兵團4名優秀成員都因此犧牲，但在援軍來到前為新兵們爭取了大量時間。
於第132話中顯示在死後世界正拿著酒瓶大口喝著。
麗奈（Lynne）
配音：清水理沙；錢欣郁；葉曉欣
隸屬：調查兵團（第二分隊）
生日2月17日，身高170cm，體重57kg，女性調查兵，黑髮，綁著馬尾。巨人出現在羅塞之牆後，和吉爾迦帶領柯尼、萊納等人組成搜查隊偵查南方找尋城牆破洞；途中路經柯尼住的村莊，發現房舍均被壞，且搜尋不著村民，在吉爾迦提出「巨人襲擊村莊卻沒看見死者遺體」的問題時，以「村民全安全的逃離、肯定誰也沒被吃掉」為由來安撫柯尼，卻也察覺事有蹊蹺。
離開村莊後與納拿巴等人匯合前往厄特加爾城休息，負責在塔頂站哨，發現數量眾多的巨人來襲後第一時間通知在塔內休息的新兵們和另外三名隊友；與納拿巴、吉爾迦共同抵抗巨人的來襲。發現小型巨人入侵城堡內部，並警告新兵們，製作路障防禦。和另外三名調查兵團成員擊殺為數眾多的巨人後，和賀寧格前往塔頂察看新兵們的狀況，遭獸之巨人從遠處扔擲的巨石擊中身亡。
賀寧格（Henning）
配音：中川慶一；黃天佑；胡家豪
隸屬：調查兵團（第二分隊）
生日1月31日，身高175cm，體重72kg，男性調查兵，黑色短髮，臉部輪廓鮮明。巨人出現在羅塞之牆後，和納拿巴帶領希斯特莉亞、尤米爾偵察西方找尋城牆破洞；後與吉爾迦等人會合前往厄特加爾城休息；對城牆是否遭到破壞持懷疑態度。不久即遭遇數量眾多的巨人來襲，和納拿巴、麗奈、吉爾迦三名隊友合力削弱巨人的勢力。和另外三名調查兵團成員擊殺為數眾多的巨人後，和麗奈前往塔頂察看新兵們的狀況，遭野獸巨人從遠處扔擲的巨石擊中身亡。
托瑪（Thoma）
配音：竹内良太；黃天佑；劉昭文
隸屬：調查兵團（第二分隊）
生日4月20日，身高175cm，體重61kg黑髮的男性調查兵，留著短鬚髭。原本和米可、納拿巴等人在塔頂站崗，在米可嗅聞出巨人來襲時，策馬飛奔至距離最近的艾米哈區，警告巨人來襲；雖疲累不堪，仍盡自己的責任將羅塞之牆被巨人入侵的消息傳回調查兵團總部。後續狀況未被描述。但由於牆內的內亂以及奪回作戰時開始後的敘述，除了新兵以及幹部們外的調查兵團成員都已經死亡。

##### 漢吉班（第四分隊）
艾爾文時期調查軍團的四支主分隊之一。
漢吉·佐耶（Hange Zoë）
前調查兵團第四分隊長→調查兵團第14任團長。
參見漢吉·佐耶
莫布里特·伯納（Moblit Berner）
配音：西凜太朗；劉傑；鍾見麟、李安邦
隸屬：調查兵團（艾爾文分隊漢吉班） ⇒ 調查兵團（第四分隊）
生日4月24日，身高176cm，體重65kg，調査兵團第四分隊副長，漢吉的副手，尊稱漢吉「分隊長」，動畫髮色為暗金色；資歷極深，在基斯(現訓練兵團長官)擔任調查兵團團長時已在漢吉旁輔佐。
負責制止激動的漢吉，總是在旁大叫提醒她，如：「分隊長，您太〇〇了！」；對漢吉親近兩隻實驗體巨人感到擔心，但漢吉不太在意；曾開玩笑說女巨人的吼叫是臨死前的哀嚎。
初登場時名字不詳，至漫畫37話，漢吉直呼他的名字才知曉；本人亦擁有速寫的特長。
和漢吉趕赴尼克神父遭殺害的命案現場，在中央憲兵傑爾·薩內斯一把揪起漢吉的衣領時施展魄力制止薩內斯的無禮行為；後因王政通緝全體調查兵團成員和漢吉一同躲避追緝，並與漢吉一起入侵內地報社，在利布斯之子弗雷格爾被追殺時與漢吉共同壓制住中央憲兵，讓該區人民認識真相。
參與瑪利亞之牆還奪戰，和漢吉班持新武器——「雷槍」對盔甲巨人作戰；在貝爾托特變身超大型巨人時為了救漢吉，及時將漢吉推進井裡，本人則因來不及躲過超大型巨人的爆炸而陣亡。
凱奇（Keiji）
配音：松田修平；蔣鐵城；陳耀楠
隸屬：調查兵團（第四分隊）
生日1月8日，身高178cm，體重59kg，黑髮平頭的資深男性調查兵，第四分隊上官，漢吉班成員，黑髮平頭，臉頰較瘦削，眼神嚴肅，參與了捕獲女巨人和皇政篇護送任務等機密行動。
在第57次壁外調查捕獲女巨人時，參與捕獲女巨人的行動，將艾爾文指示用炸藥炸開女巨人後頸的命令傳達下去，並率領部隊攻擊女巨人召喚過來的巨人群。史托黑斯區戰鬥結束後，用刀試圖敲開包裹亞妮身軀的結晶體，發現無法擊碎結晶後對亞妮罵出「妳這個膽小鬼」、「出來收拾妳的爛攤子」（動畫版改為約翰）。和漢吉分隊長帶領的小隊支援厄特加爾城，並清除殘餘的巨人；斥責艾倫擅自參與戰鬥。
超大型巨人及盔甲巨人於羅塞之牆上變身時的戰鬥中，在漢吉的帶領下和其他調查兵團成員攻擊超大型巨人後頸；後遭超大型巨人突然墜落的遺骸施放之熱氣灼傷，本人和其餘隊友臨時被抬到城牆上養傷。於奪回艾連和希絲特莉亞作戰中，在巷口轉角處負責監視靈柩馬車，遭對人壓制部隊成員特勞特・卡芬攻擊，被新式槍械轟去半邊頭顱身亡。動畫版則改為負責駕駛靈柩馬車，在艾連被攻擊時回頭打算反擊，卻被出現在前方的對人壓制部隊成員偷襲射殺。
漫畫34話由漢吉直呼其名得知名字。
妮法（Nifa）
配音：千本木彩花；錢欣郁；羅孔柔
隸屬：調查兵團（第四分隊）
生日4月28日，身高165cm，體重58kg，女性調查兵，漢吉班成員，留著蓋至耳旁的短髮，相似於阿爾敏的髮型；後期髮型轉變為姬髮式的中長髮。動畫版髮色為栗色。
超大型巨人及盔甲巨人於羅塞之牆上變身時的戰鬥中抱著未穿戴立體機動裝置的希絲特莉亞跳離城牆避開超大型揮出的一擊，並保護希絲特莉亞及柯尼遠離戰區。在艾爾文和皮克希斯的密談中負責記錄對話摘要，騎馬往返艾爾文及里維小組的藏身住處間傳遞訊息，並報告新里維班成員及利布斯商會做戰命令。
和凱奇、阿貝爾|同為里維向漢吉借用的三名部下，於奪回艾連和希絲特莉亞作戰中，和里維兵長在屋頂負責監視靈柩馬車，遭肯尼·阿卡曼偷襲被新式槍械正面轟擊頭部身亡。
漫畫56話里維兵長對其道謝知曉名字。
在FRAU雜誌的訪問中，諫山創提到她是調查兵團中打扮最時髦的成員。
阿貝爾（Abel）
配音：吉開清人；黃天佑〈ep.20〉→劉傑〈ep.32〉；陳灝瑋
隸屬：調查兵團（第四分隊）
生日12月15日，身高175cm，體重62kg，男性調查兵，漢吉班成員，動畫版為金色短髮，特徵是戴著眼鏡（作戰時改戴護目鏡式的鏡片），留著鬍子。
參與第57次壁外調查捕獲女巨人的行動；馬車護衛班成員，在女巨人發出嚎叫吸引周遭巨人來襲時試圖對巨人進行攻擊，因巨人無視人類感到訝異。史托黑斯區戰鬥結束後遭馬爾洛質問艾連和亞妮巨人化後留下的遺骸出處，其只叫馬爾洛離開現場，不願透漏。超大型巨人及盔甲巨人於羅塞之牆上變身時的戰鬥中，在漢吉的帶領下和其他調查兵團成員攻擊超大型巨人後頸，卻因超大型巨人突然施放的熱氣導致攻擊失敗。
和凱奇、妮法同為里維向漢吉借用的三名部下，於奪回艾連和希絲特莉亞作戰中，在建築物屋頂的煙囪旁負責監視靈柩馬車，遭遇對人壓制部隊成員攻擊，被新式槍械轟去半邊頭顱身亡。
本角色真名在漫畫及動畫皆未提及，直至動畫第三季片尾配音員列中透露才得知。
勞達（Lauda）
配音：中村公彥；符爽；張預東
隸屬：調查兵團（第四分隊）
生日3月12日，調查兵團士兵，綁著小搓馬尾，在對抗超大型巨人和盔甲巨人一戰中由漢吉分隊長託付第二班的指揮權。後續狀況未被描述。但由於牆內的內亂以及奪回作戰時開始後的敘述，除了新兵以及幹部們外的調兵團成員都已經死亡。
拉沙德（Rashad）
配音：早志勇紀；黃天佑；鄧志堅
隸屬：調查兵團（第四分隊）
生日9月24日，調查兵團士兵，在對抗超大型巨人和盔甲巨人一戰中由漢吉分隊長託付第三班及第四班的指揮權。後續狀況未被描述。但由於牆內的內亂以及奪回作戰時開始後的敘述，除了新兵以及幹部們外的調兵團成員都已經死亡。

##### 弗拉岡班
夏迪斯時期調查軍團的五支主分隊之一。
弗拉岡·塔瑞特（Flagon Turret）
配音：津田健次郎（OAD版）；蔣鐵城
隸屬：調查兵團（弗拉岡分隊）
僅登場於番外篇「無悔的選擇」。男性調查兵，分隊長之一，動畫版髮色為金髮，在訓練兵時與艾爾文為同期。
對於里維、伊莎貝爾、弗蘭等三人未經受訓就加入調查兵團之事極力反對，認為將有礙士兵的士氣。得知里維將分配於自己的分隊時頗有微詞，但在見識到里維的實力後消除了對其的敵意與不信任感，漸接納里維。參與第二十三次壁外調查，沿途與里維解決追趕小隊的巨人，後因天候陰暗及降雨，導致能見度降低，未能及時偵查到奇行種(漫畫裡則是遇到一大群巨人)，並在賽拉姆被一隻巨人咬住左手時試圖營救其，錯失了逃跑時機，本人和其帶領的分隊皆在戰鬥中陣亡。
賽拉姆（Sairam）
隸屬：調查兵團（弗拉岡分隊）
率直的年輕男性調查兵，髮色為黑色，弗拉岡之副手兼戰友，推測是其分隊的副分隊長(與米可和莫布里特並排)。為人嚴肅認真，以大局為重，十分有正義感。僅於番外篇「無悔的選擇」的漫畫中登場，其所有戲份在動畫版中被刪去。首次登場於調查兵團的集合，聽從基斯讓里維、弗蘭和伊莎貝爾加入其分隊的命令。
隨後參與了第23次牆外調查，並訓斥了在嬉笑怒罵的弗蘭和伊莎貝爾，指他們根本不了解牆外調查的危險性，但被弗拉岡阻止，認為里維等人待會遇到巨人便自然會害怕，不用多費唇舌，但里維三人卻隨即以高超的戰鬥技術幹掉了一大群巨人，使其和弗拉岡啞口無言。後因天候陰暗及降雨，導致能見度降低而與分隊失散，弗拉岡與其隨後只在樹林中遇上弗蘭和伊莎貝爾，以為離隊的里維已經遇害。在四人相遇時，因未能及時偵查到奇行種而被襲擊，其被一隻巨人咬住左手，知道自己命不久已，便告訴準備來營救自己的弗拉岡和弗蘭自己想先走一步，不用管他，暗示二人放棄營救自己快逃，隨即被該巨人吞下。
里維·阿卡曼（Levi Ackerman）
前弗拉岡分隊成員。參見里維·阿卡曼
弗蘭·徹奇（Furlan Church）
配音：小野友樹（VN版）、遊佐浩二（OAD版）；何志威
隸屬：調查兵團（弗拉岡分隊）
僅登場於番外篇「無悔的選擇」。男性調查兵，髮色為金色，瞳色則為藍色。
個性冷靜的少年，原為地下城的幫派首領，在部下全部被當時還不認識的里維解決掉後認知到了里維的強大，後來成為里維的好友，與其一起在地下城生活，後因他們三人擁有出色的立體機動裝置操作能力而被艾爾文威迫加入調查兵團。比起年輕的里維個性較為冷靜，遇到和調查兵團成員的相處問題或突發狀況時總是能理性思考。
後來在第23次牆外調查中短暫與里維分別，卻遭一隻奇行種偷襲殺害，屍體只剩下上半身(漫畫裡則是被一大群巨人攻擊，加上下雨天地面濕滑和視線不清而被巨人抓住，葬身巨人口中前向趕來救援的里維行最後的敬禮，後來里維切開該巨人的腹部把弗蘭的身體拉出來，但被巨人吃到只剩下上半身屍體)。這促使里維以極殘忍的方式將那隻奇行種反殺(漫畫裡則秒殺了那一群巨人)，並經艾爾文的勸說後決定背負他們的使命留在調查兵團奮戰並相信艾爾文能帶領他看到不一樣的風景，改變了里維往後的一生。
伊莎貝爾·馬格諾莉亞（Isabel Magnolia）
配音：平田真菜（VN版）、伊瀨茉莉也（OAD版）；楊詩穎
隸屬：調查兵團（弗拉岡分隊）
僅登場於番外篇「無悔的選擇」。女性調查兵，髮色為紅色，瞳色則為綠色。
個性開朗活潑、長相甜美可愛的少女，原在地下街被小混混和無賴非禮，後為里維所救(漫畫裡原本是個孤兒，小時候就被里維收養)，後來成為里維的好友。非常尊敬和崇拜里維，稱呼里維為「大哥」，並把他當作親生兄長看待，本身也對里維抱有好感，與其一起在地下城生活，後因他們三人擁有出色的立體機動裝置操作能力而被艾爾文威迫加入調查兵團。個性活潑開朗，喜歡親近動物，曾救過受傷的鳥，十分擅長騎馬。認為比起心懷不軌的人類，動物更容易相處。
後來在第23次牆外調查中短暫與里維分別，卻遭一隻奇行種偷襲殺害，屍體只剩下頭顱(漫畫裡則是被一大群巨人攻擊，加上下雨天地面濕滑和視線不清，在砍殺巨人時滑倒，被另一頭巨人從後面突襲，屍體和動畫一樣只剩下頭顱)。這促使里維以極殘忍的方式將那隻奇行種反殺(漫畫裡則秒殺了那一群巨人)，並經艾爾文的勸說後決定背負他們的使命留在調查兵團奮戰並相信艾爾文能帶領他看到不一樣的風景，改變了里維往後的一生。

##### 其他成員
莫塞斯·布朗（Moses Braun）
配音：增元拓也；符爽
生日12月18日，身高187cm，體重88kg，隸屬：調查兵團（夏迪斯班）
調查兵團成員，於故事開頭登場，在執行作戰時被巨人咬死，屍骸只剩下一根斷臂，後來其母親（配音：寺瀬今日子；錢欣郁）在調查兵團作戰歸來時詢問其下落，並追問夏迪斯團長其的犧牲對人類文明有沒有價值，卻導致夏迪斯開始自我質疑並崩潰。
迪塔·涅斯（Dita Ness）
配音：坂口候一；蔣鐵城→黃天佑（進擊！巨人中學校）；陳永信→劉昭文
生日9月20日，身高178cm，體重84kg，隸屬：調查兵團（涅斯班）
調查兵團涅斯班班長，中年男性，頭上總是帶著白色頭巾的動畫版透露出其為禿頭髮型。
第57次壁外調查時負責部隊右翼前列的班長，阿爾敏的長官。出征前曾給新兵們進行了詳細的陣型解說，並且教授新兵們如何避開與巨人交戰的方法。責任感很強，十分照顧第一次出征的新兵，且擁有與隊友配合在平地上與巨人戰鬥的高超技術。出發後沒多久就遇上了奇行種，在平地上進行輔佐討伐；後遇上了首次登場的女巨人，為了阻止對方向新兵前進與隊友選擇跟女巨人交戰，結果被女巨人抓住繩索並打死。長官們的死讓阿爾敏看破了女巨人的本質其實是可以巨人化的人類。
夏洛特（Charlotte）
迪塔·涅斯的愛馬，由其加入調查兵團開始便並肩作戰。站立時高160cm，體重450-500kg。於第57次壁外調查時伴隨迪塔出戰，並在遇上奇行種時亦沒有拋棄主人。但隨後迪塔和手下希斯遇上女巨人並遭殺害，使其失去主人並在受驚後往樹林跑去。於第132話中在死後世界與迪塔一起迎接陣亡的漢吉。
流克·希斯（Luke Cis）
配音：北田理道；黃天佑；陳灝瑋
生日9月26日，身高177cm，體重80kg，隸屬：調查兵團（涅斯班）
調查兵團涅斯班成員，年輕男性，涅斯的搭檔。褐髮，綁著小搓馬尾。動畫版初登場時雙手捧者一疊調查兵團的制服準備交給新兵們。第57次壁外調查路途中和涅斯偵查到奇行種，在涅斯斬斷奇行種的阿基里斯腱後補上最後一刀完成討伐。不久即碰上女巨人，一開始推測女巨人只是無視於人類的普通奇行種；在女巨人突然往阿爾敏的方向狂奔後和涅斯瞄準後頸展開立體機動的攻擊，在討伐時被一把捏死。
達利烏斯·貝亞·瓦爾布倫（Darius Baer Varbrun）
配音：高瀨右光；黃天佑；張錦江
生日9月29日，隸屬：調查兵團（大流士班）
調查兵團班長之一，黑髮中年男性。在調查兵團招募新兵入團的會場上，因艾爾文團長將調查兵的死亡率毫不保留的說出，擔憂可能沒有人會加入而提醒艾爾文。第57次壁外調查時隸屬於右翼；將女型巨人引誘至廢棄的房舍街道上，交由另外三名調查兵成員進行擊殺，卻因女型巨人熟悉立體機動裝置的攻擊，三名調查兵紛紛被女巨人殺害；戰術失敗後其欲逃離向團長報告，遭快速奔來的女巨人連同馬匹一腳踢飛。
荷羅德（Harold）
配音：佐野康之；劉傑
生日8月8日，身高175cm，體重60kg，隸屬：調查兵團（荷羅德班）
調查兵團班長之一，頭髮略長的黑髮男性。參與瑪利亞之牆還奪戰會議，會議後提議為調查兵團的新兵們加菜，在當晚的餞別宴上替新兵們準備奢侈品肉類，並向大家敬酒祝賀。在瑪利亞之牆還奪戰中與班成員背負一定數量的新式武器「雷槍」，與大部隊一同移動至希干希納區。後帶領自己的班協同克拉斯班及迪爾克班保護馬匹免於巨人威脅。久即遭到野獸巨人投擲的碎石攻擊，所率領的班受到嚴重傷亡。
克拉斯（Klaus）
配音：奈良徹；蔣鐵城
生日10月20日，身高172cm，體重75kg，隸屬：調查兵團（克拉斯班）
調查兵團班長之一，前額有些禿的中年男性。參與瑪利亞之牆還奪戰會議，對於艾連的父親古利夏無實質上給予調查兵團幫助而感嘆。在瑪利亞之牆還奪戰時帶領自己的班保護停駐在牆外的馬匹，協同迪爾克和荷羅德班擊退小型巨人。後來所率領的班在野獸巨人的碎石攻擊中遭受重創，後死於野獸巨人投的碎石攻擊。
迪爾克（Dirk）
配音：間宮康弘；黃天佑→蔣鐵城
生日12月26日，身高175cm，體重72kg，隸屬：調查兵團（迪爾克班）
調查兵團班長之一，留著鬍子的年輕男性。參與瑪利亞之牆還奪戰會議，於瑪利亞之牆還奪戰前期陪同艾爾文在牆上監督作戰進度。在野獸巨人策動小型巨人發動攻勢時帶領自己的班成員協同克拉斯、迪爾克班一同戰鬥以保護馬匹免於巨人威脅。在與各班成員協同下削弱一定數量小型巨人的攻勢，並向里維匯報總體戰況，告訴里維稍事休息後再度率領班員出擊。不不久即遭到野獸巨人投擲的碎石攻擊，所率領的班受到嚴重傷亡，雖在野獸巨人投擲的第一波碎石攻擊中倖存下來，但因來不及躲至安全處，發現下一波攻擊時為時已晚；死於第二波碎石攻擊。
馬雷涅（Marlene）
配音：遠藤沙季；錢欣郁
生日12月27日，身高165cm，體重55kg，隸屬：調查兵團（瑪拉蓮班）
調查兵團班長之一，年輕女性。同為參與瑪利亞之牆還奪戰會議，似乎與漢吉關係不錯，會議結束後曾調侃漢吉。在奪回瑪利亞之牆作戰前與其他班幹部一同向駐紮及憲兵團團長行最後的道別禮。最後死於野獸巨人投擲的兩波碎石霰彈中。
漫畫75話艾爾文團長下達其班做戰命令時得知名字。
萊瑪（Lima）
隸屬：調查兵團萊瑪小組
調查兵團小組長。漫畫105話提到，與調查兵團前往瑪雷參與雷貝里歐之戰。
伊爾澤·蘭格納（Ilse Rangner）
配音：國立幸；蔣篤慧（進擊！巨人中學校）→汪世瑋（第3.5話：伊爾澤的筆記）；陳琴雲
生日6月6日，身高160cm，體重58kg，隸屬：調查兵團
於漫畫「特別篇2 伊爾澤的手冊」登場的調查兵團成員，習慣在執行任務的時候，隨身攜帶筆記本，記錄她從加入調查兵團以來的所見所聞。849年參與第34次牆外調查，在這次的調查回程途中，遭遇巨人的襲擊而失去夥伴和馬匹，立體機動裝置也已故障，之後意外地在森林裡遇見會說人話的6公尺等級之巨人，被其以恭敬的姿態稱為「尤米爾的子民」，遂將調查情報記錄在筆記本裡。但後來因為出言斥責巨人只會對人類展開無意義的殺戮，觸怒了對方，在試圖逃跑的時候被該名巨人抓住，最後慘遭殺害吞食。伊爾澤被發狂的巨人咬碎頭部，其餘屍體被巨人保存安放在樹洞裡，直至漢吉一行人在牆外調查中被巨人引領至該樹洞才發現其屍首所在。亦因為伊爾澤的事件，調查兵團才重新開始整整15年未進行過的活捉巨人的行動。一年後，漢吉和里維帶領的調查兵團路過她當年遇害的地點，發現她生前遺留的筆記本和外套肩章，里維對她的調查戰果感到驚訝，決定將其遺物帶回城裡，做為往後對抗巨人的重要情報。
佩魯（Paehl，佩爾）
配音：遠藤大智；黃天佑〈ep.22·35〉／蔣鐵城〈ep.34〉／劉傑〈ep.37〉
隸屬：調查兵團秘書官
動畫版原創角色，調查兵團秘書官，艾爾文的副手之一。鬈髮的棕髮的中年男性。對其忠心耿耿，而且指揮能力不俗，估計他在瑪利亞之牆攻破時已是調查兵團成員。在番外篇「無悔的選擇」中，他跟艾爾文、漢吉和莫布里特一起擬定第49次牆外調查的作戰計劃，且對漢吉活捉巨人的計劃感到訝異。
在第57次牆外調查中，他隨侍在艾爾文左右，並負責數點人數和指揮。行動結束後他訓斥兩名試圖把陣亡同伴的屍體載回去的新兵，並在新兵怒罵艾爾文和里維「冷血無情」後要求他們對長官保持禮貌。回城時與艾爾文和里維同坐馬車，並在快要被緊隨其後的巨人追上時把車上的屍體丟棄以減輕重量，才得以逃生。在捕獲女巨人的作戰中，艾爾文在被奈爾逮捕並恐嚇會將其處決後將調查兵團作戰指揮權交給佩爾，並希望奈爾能跟他好好合作，可見艾爾文對佩爾和其指揮能力的信任和認可。於拯救被俘虜的艾連的任務中，佩爾充當斥侯上前探視。後來他與貝拉在艾爾文被巨人咬住手臂後立即掉頭營救，並捨身拯救手臂已被咬斷墜在地上的艾爾文，被數名巨人咬死。
拜拉（Beirer，貝拉）
配音：奧田寬章；劉傑
隸屬：調查兵團補給班
動畫版原創角色，調查兵團補給班班長，艾爾文的副手之一。蓄棕髮馬尾的年輕男性。在捕獲女巨人的作戰中，艾爾文在被奈爾逮捕並恐嚇會將其處決後將補給班的指揮權交給拜拉，並希望奈爾能跟他好好合作。在羅塞之牆被攻破時，他被委派到牆邊調查缺口位置。後於拯救被俘虜的艾連的任務中，他與佩爾在艾爾文被巨人咬住手臂後立即掉頭營救，在平原上被一隻巨人咬住上身，死於艾爾文面前。
迪塔（Dieter，戴德）
配音：佐佐木義人；蔣鐵城
隸屬：調查兵團
動畫版原創角色，於第22集登場。調查兵團成員，尤爾根和伊萬之好友。在第57次牆外調查作戰後打算回收其好友伊萬的屍體，卻被里維和佩爾阻止，遂與尤爾根違抗命令前往自行包裹屍體。雖然後來成功趕上大隊，卻招惹了數名巨人，在尤爾根被一名巨人捉住時試圖用立體機動裝置拯救其，但旋即被另一名巨人捉住，在被吞吃之際獲米卡莎救下。事後，里維將佩特拉的調查兵團胸章送給了其，鼓勵他不要為已成過去的人停留。雖然其後況未有正式交代，但在瑪利亞之牆還奪戰時出現在艾爾文團長回憶中的逝世團員中，顯示其已經陣亡，估計是在羅塞之牆入侵期間戰死。
尤根（Jurgen）
配音：布施川一寛；宋昱璁
隸屬：調查兵團
動畫版原創角色，於第22集登場。調查兵團成員，一名紮著馬尾的棕髮年輕調查兵，戴德和伊萬之好友。在第57次牆外調查作戰後打算回收其好友伊萬的屍體，卻被里維和佩爾阻止，遂與戴德違抗命令前往自行包裹屍體。雖然後來成功趕上大隊，卻招惹了數名巨人，最終被一名巨人捉住並吞吃死亡。
伊凡（Ivan，伊萬）
隸屬：調查兵團
動畫版原創角色，於第22集登場。調查兵團成員，尤爾根和戴德之好友。在第57次牆外調查作戰時不幸陣亡，其好友打算將其屍體回收並交還其家人好好安葬。
洛柏夫（Lobov）
隸屬：駐紮兵團（洛柏夫師團） ⇒ 調查兵團
前駐紮兵團師團長，現調查兵團新兵。
參見駐紮兵團
路易潔（Louise）
配音：永井真里子；蔣篤慧〈ep.6〉→錢欣郁〈ep.70起〉
生日4月25日，身高155cm，體重45kg，隸屬：調查兵團 ⇒ 葉卡派
瑪雷篇登場的新兵。初登場於漫畫第5話(動畫第6話)，當時為一個父親長年不再因此與母親相依為命的小女孩。在超大型巨人破壞托洛斯特區的城門，導致大量巨人入侵時，因當時的利布斯商會會長，愛德華·利布斯急於先逃命，但因為馬車卡住城門，導致包含路易潔與其母親在內的人進退兩難，並即將遭到奇行種巨人攻擊時，被時為訓練兵團104期訓練兵的米卡莎所救，當時的路易潔向米卡莎傳達感謝之意，得到米卡莎以敬禮回報，從此視米卡莎為她最尊敬的人。
在雷貝里歐之戰當中，得知其已加入調查兵團，與野獸巨人、顎巨人、車力巨人，以及瑪雷的士兵交戰，並和其他夥伴一起擊敗了車力巨人，並重創了本體皮克。但因為皮克隨後被救走，導致未能徹底擊殺車力巨人。因與弗洛克、維姆和賀爾迦不滿艾連遭到囚禁，於是擅自對民眾散播機密，繼而被捕。被米卡莎親自關進牢房，在牢房中對米卡莎說出自己的仰慕之情，以及加入兵團的理由，因為言詞有加重其罪行之虞，被米卡莎要求克制，與艾連和其支持者一起越獄。在瑪雷來犯時，米卡莎等人此時獲釋，路易潔很高興能夠與米卡莎並肩作戰，但遭到米卡莎冷淡以對。米卡莎取下艾連送她的圍巾之後，因為仰慕米卡莎，於是取走了圍巾圍上，希望自己能變得像米卡莎一樣。在出陣前曾經去找過艾連，但看到圍巾之後，艾連卻說，把圍巾丟掉，但路易潔依舊留著圍巾。後來兵團高層都被吉克的喊叫變成純潔巨人之後，擊退了瑪雷軍，但在純潔巨人們卻在瑪雷軍撤退之後反過來攻擊艾爾迪亞軍，與其他的士兵一同使用雷槍擊殺了那些軍團高層變成的純潔巨人，卻因為意外，雷槍爆炸的碎片跑進了路易潔的肚子，無法取出，因此在醫院療養，日漸衰弱，性命垂危。不久之後，米卡莎前來拿回圍巾，雖然再次向米卡莎表明自己的仰慕之情，但被冷淡對待，不過路易潔認為自己對這一切無怨無悔，並且獻出自己的心臟了。
維姆（Wim）
生日7月18日，隸屬：調查兵團 ⇒ 葉卡派
瑪雷篇登場的新兵。調查兵團成員，與弗洛克、路易潔和賀爾迦為成立葉卡派的核心成員。
因為和弗洛克等人不滿艾連遭到囚禁，於是擅自對民眾散播機密因而被捕，與艾連和其支持者一起越獄。後與其他葉卡派成員一同在格里茲打工的餐館中挾持拒絕告知吉克下落的漢吉和其他調查兵團成員，並在漢吉聲稱帶葉卡派到藏匿吉克的地點時負責押解其他調查兵團成員到希干希納區。於希干希納一戰中把負傷的弗洛克救起帶回軍團總部。為了維持地鳴的運作，現與其他葉卡派成員一同佔領了海港和挾持奇優宓女士與希茲爾國的工程師。
賀爾迦（Holger）
生日9月12日，隸屬：調查兵團 ⇒ 葉卡派
瑪雷篇登場的新兵。調查兵團成員，與弗洛克、路易潔和維姆為成立葉卡派的核心成員。
因為和弗洛克等人不滿艾連遭到囚禁，於是擅自對民眾散播機密因而被捕，與艾連和其支持者一起越獄。後與其他葉卡派成員一同在格里茲工作的餐館中挾持拒絕告知吉克下落的漢吉和其他調查兵團成員，並在漢吉聲稱帶葉卡派到藏匿吉克的地點時負責押解其他調查兵團成員到希干希納區。於希干希納一戰中負責看守在軍團總部的調查兵團和義勇兵成員。為了維持地鳴的運作，現與其他葉卡派成員一同佔領了海港，與弗洛克挾持了奇優宓和希茲爾國的工程師。
巴利斯（Varis）
配音：田邊幸輔；符爽
隸屬：調查兵團
854年的調查兵團新兵，里維的親信。於雷貝里歐收容區作戰中登場，後受里維吩咐負責監視吉克，並把瑪雷船隻的紅酒充公。在葉卡派暗殺總統薩克雷後試圖勸諫里維先留吉克一命並等待皮克希斯司令到場支援卻不果，隨後里維命令其前去通知皮克希斯計劃有變，但吉克隨即發動吼叫，因其早前有喝下含有脊髓液的紅酒而變成純潔巨人，並試圖攻擊里維，里維卻憶起往時而極不忍心地將其殺害。
奧利弗（Oliver）
隸屬：調查兵團 ⇒ 葉卡派
調查兵團成員，後加入葉卡派。在森林試圖救回被里維挾持的吉克，並試圖追截身受重傷的里維，被前往營救的漢吉割喉殺害。

#### 駐紮兵團
達特·皮克希斯（Dot Pixis）
配音：田中正彦；符爽；張炳強
隸屬：駐紮兵團 ⇒  軍政府
位階：原駐紮兵團包含托洛斯特區和希干希納區在內，前任南側領土的最高總司令→代理總統。
生日9月13日，身高180cm，體重73kg，光頭老人，上唇留有鬍鬚。貪好杯中之物，並以「天生的怪人」而為人所知，曾說過「如果是超級美女巨人，那被吃掉也無所謂。」這種話。不顧眾人反對，決定利用艾連的巨人能力發起托洛斯特區奪回戰，並且不惜犧牲眾多部下，也要掩護艾連完成任務。在野獸巨人入侵羅塞之牆後，下令全軍協助羅塞之牆的居民退到席納之牆內的舊地下古都，但因為儲備的糧食只夠居民支撐一個星期，感嘆人類只要遭到巨人攻擊，一個星期後就會開始內鬥而導致毀滅。在調查兵團確認牆內狀況後，宣布羅塞之牆內是安全的。私下聽取艾爾文的革命計畫，判斷其伴隨著太多風險所以決定以自己的方式進行，於王政府審判艾爾文時使計試探王政高層想法，並立即發動革命獲得初步成功。
在總統薩克雷死後成為代理總統，首先將親近葉卡兄弟一派的兵團成員派系命名為「葉卡派」。雖然表示葉卡派不可原諒，但為了艾爾迪亞國的存續，決定暫時不追究葉卡派的罪行，並嘗試與他們和談但未果。已經攝取了吉克的脊髓液。在吉克於巨木森林內發動能力將除里維以外的兵團成員都變成巨人時，遠在王都的皮克希斯與其他兵團高層雖沒聽到吉克的叫喊聲而暫時倖免於變成巨人的命運，但卻也幾乎同時感受到巨人之力，一瞬間產生全身麻痺的感覺，隨後因為這個弱點遭到葉卡派控制，淪為階下囚，並且被帶到希干希納區。後來在瑪雷攻擊希干西納區的時候，被阿爾敏等人釋放，知道已經開戰，並且知道自己很可能會死或變成巨人的情況下，仍冷靜地指揮軍團成員與瑪雷軍戰鬥，知道似乎免不了變成巨人的命運後，指揮喝下脊髓液紅酒的兵團高層從地面包圍城鎮中央的瑪雷軍隊。在完成包圍網時，淡定地喝著酒，隨後因為吉克的吼叫而變成了純潔巨人，在變成巨人前，似乎接受了命運而閉上了眼。在其所變的純潔巨人被阿爾敏認了出來後，阿爾敏感謝皮克希斯司令一直以來對艾連他們一眾人的教誨，並用雷槍射中其後頸擊殺。
作者曾親自承認其原型為秋山好古。
漢尼斯（Hannes）
配音：藤原啟治〈第1季〉→津田健次郎〈第2、3季〉；黃天佑；葉振聲(TVB版本)、何偉誠(影碟版本)
隸屬：駐紮兵團（希干希納區駐紮部隊） ⇒  駐紮兵團（工兵部隊）
生日1月18日，身高190cm，體重88kg，金髮的平頭中年男子。故事之初（845年）原為一名整天爛醉如泥的駐紮兵團成員之一，巨人入侵希干希納區時，得到阿爾敏通知去救艾連一家，本想犧牲生命，因為葉卡醫生治好了自己身患流行病的妻子，一直想要報答這份恩情。掩護艾連和米卡莎救出被壓在倒塌房子下的母親，卻因為恐懼不敢面對巨人，因此只好聽從艾連母親的要求，強行將艾連與米卡莎兩人帶離撤往安全區。5年後，已成為駐紮兵團的工兵部隊隊長。
在野獸巨人入侵羅塞之牆內時，負責率領駐紮兵團尋找被其突破的方位。在艾連及尤米爾遭萊納一行人劫走後，與米卡莎及阿爾敏約定要帶回艾連，並跟隨調查兵團出城追擊。為了拯救艾連和米卡莎而與當年吃掉艾連母親的巨人戰鬥，但因作戰經驗少且立體機動裝置的發揮被平原地形限制，被該名巨人抓住並啃食，不幸戰死。
洛柏夫（Lobov）
配音：遠藤大智〈第一季〉→藤原貴弘〈最終季〉；劉傑
隸屬：駐紮兵團（洛柏夫師團） ⇒  調查兵團
生日8月11日，身高170cm，體重72kg，駐紮兵團師團長，資深且充滿自信的中年駐紮兵，於漫畫第12話初登場，並在850-854年間離團並加入調查兵團。
在托洛斯特區備戰時怒斥一些因膽怯而打算臨陣退縮的士兵，並拔刀揚言會處決所有逃兵，後隨皮克西斯司令的指揮參與羅塞之牆保衛戰。
於850-854年間，在古利夏的手稿被公開後認為帕拉迪島人的威脅不再是巨人而是外面的世界，也不再需要高薪厚祿的駐紮老兵，因而加入調查兵團以尋找世界的真相。後參與了雷貝里歐收容區作戰。撤退時，他負責殿後並數點倖存者人數。在掩護最后的萊瑪小組登船時發現了在地上朝飛船跑來的賈碧和法爾可，因看見賈碧只是一個小孩，放下戒心沒有攻擊她，但賈碧隨即就開槍對他射擊，子彈擊中右眼貫穿腦袋當場死亡，之後其遺體掉到地面，被碧賈碧利用他身上連接的立體機動裝置乘上了飛艇，而其屍體則掉落被遺留在收容區内。
為人友善，與104期的眾人關係不錯，面對只是小孩子的賈碧和法爾可時亦不願傷害他們，但對作戰以及軍紀的態度十分認真。而且其戰鬥能力不俗，亦為少數能靈活使用立體機動裝置的駐紮兵，曾告訴約翰別把他當成一般的新兵，而在與瑪雷的對戰中得約翰、阿爾敏等人信任並託付殿後一職。
初登場時名字不詳，動畫第11集片尾配音員列也只列為「駐屯兵」，於漫畫第105話名字才被約翰提及。
奇茲·威曼（Kitz Wellman）
配音：志村知幸；蔣鐵城；李錦綸、盧國權
隸屬：駐紮兵團（第一精銳師團）
生日8月2日，身高195cm，體重110kg，駐紮兵團隊長，第一精銳師指揮官。棕髮的中年男子，留有絡腮鬍。在皮克希斯到來前，擔任托洛斯特區攻防戰指揮官，並嚴格遵守兵團訂定的規矩。
雖然對下屬相當嚴厲，個人卻十分膽小，事事都過度戒備謹慎。因畏懼巨人化的艾連，打算將艾連和想保護艾連的米卡莎、阿爾敏一併消滅，被達特·皮克希斯制止。阿爾敏對他的評價是「已經放棄思考了」，皮克希斯對他的評價卻是「內心像小鹿一般脆弱的男人」。動畫版中，在駐紮兵團本部向訓練兵發布檄文。但在完成居民的避難後，將本部的防衛交給訓練兵，帶領部下先逃跑，導致留守的訓練兵喪失戰意，總部遭巨人包圍，在外作戰的訓練兵也因此無法補充瓦斯氣體，陷入進退兩難的局面。在野獸巨人入侵羅塞之牆內時，指揮東防衛線的駐紮兵團第一精銳部隊與巨人交戰。
在Bessatsu雜誌的訪問中，諫山創透露他已婚並育有一個兒子。
卡斯特（Carsten）
配音：酒井敬幸；蔣鐵城
隸屬：駐紮兵團（奥爾福德區駐紮部隊）
生日6月22日，身高176cm，體重80kg，駐紮兵團隊長(角色圖鑑中則為師團長)，奥爾福德區駐紮部隊指揮官。黑髮留鬚的中年男子，為人富有責任心但缺乏自信。
在羅德·雷斯變成巨人後，以艾爾文為首的調查兵團前往最近的奧爾福德區知會其，並在艾爾文反對將人民疏散，而是用他們作誘餌時表示不滿，甚至抓住艾爾文的衣領批評他妄顧人民生死，最終被調查兵團說服且配合他們作戰，在城牆上指揮駐紮兵團發炮攻擊但不果，里維則告訴他接下來讓調查兵團接手便可。
其角色在漫畫及動畫皆未提到名字，但在動畫45和46話片尾配音員列中出現其名得知。
安卡·萊恩貝爾加（Anka Rheinberger）
配音：葉山郁美；蔣篤慧→曾允凡；羅杏芝→黃昕瑜
隸屬：駐紮兵團
生日6月1日，身高155cm，體重53kg，駐紮兵團參謀，皮克希斯的左右手。棕髮女子。相當關心皮克希斯的身體狀況，負責打點皮克希斯的行程。
動畫版中，當達特·皮克希斯與巴魯多公爵下棋時，站在後面待命。在托洛斯特區奪回戰前，與阿爾敏及古斯塔夫討論作戰策略。在托洛斯特區奪回戰中，負責用望遠鏡查看任務執行進展及訊號。在艾爾文被宣佈處死刑時，打開大門並向王政府及憲兵團報告巨人再次破壞大門的消息，事後確定為假消息。
854年，在喝下吉克脊髓液紅酒的駐紮兵團成員因吉克發出吼叫召喚巨人身體產生像電流流動般的反應而恐慌時，在一旁的安卡似乎沒有反應，因此推測其可能沒有喝下紅酒。之後漢吉回憶背後出現的陣亡士兵中出現其人影，可推斷其已經陣亡。
古斯塔夫（Gustav）
配音：四宮豪；蔣鐵城
隸屬：駐紮兵團
生日7月20日，身高188cm，體重80kg，駐紮兵團參謀，皮克希斯的左右手。動畫版中，當達特·皮克希斯與巴魯多侯爵下棋時，站在後面待命，而後以言語羞辱巴魯多侯爵，維護皮克希斯的尊嚴。在托洛斯特區奪回戰前與阿爾敏及安卡討論作戰策略。
伊安·迪特里希（Ian Dietrich）
配音：村上裕哉；黃天佑；劉昭文
隸屬：駐紮兵團（精銳班）
生日3月10日，身高188cm，體重82kg，駐紮兵團精鋭部隊班長。金髮男子。於托洛斯特區攻防戰中，擔任精銳部隊隊長，並依指示將米卡莎排入班內。相當欣賞米卡莎的能力，認為她有與100名士兵匹敵的實力，並對她異於常人的冷靜感到驚訝。動畫版中，說明米卡莎的能力是精銳班所需，並將米卡莎排入以保護艾連為任務的精銳班中。當奇茲·威爾曼隊長率隊包圍艾連一行人時，站在旁邊待命，並向隊長說明米卡莎的實力與重要性。托洛斯特區奪回戰中，擔任精銳班指揮，保護巨人化的艾連不受巨人的攻擊，奪回作戰在艾連恢復理智後拼死守護艾連前往牆壁破洞處，為了救自己的部下反遭巨人推進嘴裡，最終不幸戰死，死前下達誓死保護艾連的命令。
里柯·布雷騫絲卡（Rico Brzenska）
配音：雞冠井美智子；錢欣郁；林元春
隸屬：駐紮兵團（精銳班） ⇒ 艾爾迪亞國軍
生日12月7日，身高156cm，體重52kg，駐紮兵團精鋭部隊班長。銀髮戴著眼鏡的女子。當奇茲·威爾曼隊長率隊包圍艾連一行人時，站在旁邊待命。動畫版中，向艾連說明士兵的重要性，並希望艾連能完成任務。托洛斯特區奪回戰中參與保護艾連的精銳班任務，同時負責使用煙霧槍向指揮部傳遞信息，但因為艾連一開始的暴走而打算放棄任務撤退，後來被伊安說服。奪回作戰在艾連恢復理智後拼死守護艾連前往牆壁破洞處，並在作戰成功後向指揮部傳達了人類首次勝利的信息，三位執行任務的精英小組班長中唯一存活的一名。
在野獸巨人入侵羅塞之牆時，負責防守東部防衛線。在聯合部隊奪回艾連歸來後，協助聯合部隊的眾多傷兵登牆，並在場指揮駐紮兵團的救援部隊。
於857年已成為艾爾迪亞國軍的高層之一。
米塔比·亞爾納哈（Mitabi Jarnach）
配音：星野貴紀；蔣鐵城；張錦江
隸屬：駐紮兵團（精銳班）
生日2月20日，身高191cm，體重81kg，駐紮兵團精鋭部隊班長。平頭男子。托洛斯特區奪回戰中參與保護艾連的精銳班任務，但因為艾連一開始的暴走而打算放棄任務撤退，後來被伊安說服。在艾連恢復理智後拼死守護艾連前往牆壁破洞處，在沒有馬匹和建築物的情況下，選擇以自身小隊為誘餌來引開巨人，擔心部下時被踩扁，最終不幸戰死。
菲爾（Phil）
配音：霜月紫；符爽〈ep.28〉→蔣鐵城〈ep.33·35〉
隸屬：駐紮兵團 ⇒  葉卡派
生日12月28日，身高168cm，體重56kg，駐紮兵團士兵，漢尼斯的同伴，黑色短髮。羅塞之牆內出現巨人的消息傳開後和支援應變部隊，和漢尼斯偵查羅塞之牆周圍狀況。在萊納和貝爾托特暴露巨人身份後趕緊騎乘快馬會和調查兵團、憲兵團的聯合部隊，告知艾爾文團長104期混有巨人之事。後跟隨聯合部隊追擊擄走艾連的盔甲巨人，在將到達巨樹之森的外緣時由漢尼斯托付馬匹。已加入葉卡派，並伴隨弗洛克到森林尋找受傷的吉克，途中被保護里維的漢吉攻擊擊退。後隨弗洛克和其他葉卡派成員於港口起義，雖然未有顯示其死狀，但因劇情已交代弗洛克為葉卡派唯一倖存者，可推斷其經已陣亡。
胡哥（Hugo）
配音：陶山章央；蔣鐵城〈ep.1〉→符爽〈ep.2·33〉
隸屬：駐紮兵團
生日3月8日，駐紮兵團士兵，漢尼斯的同伴，大背頭髮型。巨人入侵希干希納區時，指揮居民到内地避難，在準備大砲對抗巨人時，盔甲巨人突現現身撞破大門，同時也遭衝擊撞飛身亡。

#### 憲兵團
奈爾·德克（Nile Dok）
配音：勝杏里；蔣鐵城；麥皓豐
隸屬：憲兵團
生日11月1日，身高177cm，體重80kg，憲兵團師團長，黑短髮鬚根的中年男性。與調查兵團的團長艾爾文·史密斯屬同期訓練兵團出身。妻子瑪麗是艾尔文以前爱慕對象，現與妻子和女兒分開居住。與艾爾文處於對立關係，認為調查兵團是一群怪人的聚集地，常對其所實施的策略及表達的想法感到懷疑。
在軍法會議中主張對擁有巨人化能力的艾連進行解剖，並於調查完畢後迅速將艾連毀滅。在調查兵團第57次牆外調查失敗被召回王都後，負責押解艾連並與調查兵團的團長及長官們前往王族所在的內地，途中經過史托黑斯區時，因第二次捕獲女巨人作戰的執行而對艾爾文冷酷的想法感到害怕。動畫版中，當獲知調查兵團的第二次捕獲女巨人作戰在史托黑斯區執行時，出言斥責艾爾文背叛了王族，一度要將艾爾文就地處決，但在了解到艾爾文真正的用意後，下令憲兵團全軍協助居民撤退。
在野獸巨人入侵羅塞之牆後，為了讓羅塞之牆的居民進入舊地下古都生活，憲兵團與盤據在此的居民發生爭鬥，且在艾連遭盔甲巨人等人奪走後，派出部分憲兵團成員與另外兩團組成聯合部隊追擊，但因毫無與巨人作戰的經驗且在平原上不易發揮憲兵團擅長的立體機動裝置，聯合部隊出征追擊的100名士兵只歸來40人，且其中30人受輕重傷，亦代表奪回艾連損失了出征的六成兵力，憲兵團的成員更是全軍覆沒。在艾爾文即將被處死刑時关心艾尔文雖心有不滿但無能為力，在調查兵團使計逼王政府露出腐敗真面目時，下定決心要對抗王政府並倒戈選擇革命。
四年後（854年）沒什麼變化，相較於自己的憲兵同僚任意使喚瑪雷戰俘，奈爾似乎比較友善對待他們，但也因為和憲兵團的聚會當中，喝下了含有吉克脊髓液的紅酒，之後也成為了葉卡派的俘虜，並被帶到希干希納區。法爾可移監和軍團高層在一起時，曾和法爾可有短暫對話，在獲釋後將法爾可交還給柯特。之後接受皮克希斯的指揮，率兵包圍瑪雷士兵，在吉克吼叫之後，變成了純潔巨人，其所變的純潔巨人襲擊了布勞斯一家，當準備吃掉卡亞時，被賈碧以反巨人步槍擊殺。
羅格（Roeg）
配音：大久保利洋；劉傑（T）
隸屬：憲兵團
生日6月25日，身高182cm，體重95kg，憲兵團六名幹部之一，戴眼鏡身型微胖的中年男性，有酗酒問題，於漫畫第108話的憲兵團飯局中登場。於憲兵團的飯局中對奈爾的決定提出質疑，強調瑪雷義勇兵存在未知的危險性，特別是伊雷娜，十分擔憂若艾連與吉克接觸會讓所有艾爾迪亞人受到吉克的控制，因此對希絲特莉亞懷孕導致未能直接吃掉吉克繼承巨人之力一事感到不滿。在總統薩克雷被刺殺後與奈克一同前往調查，得悉是葉卡派所為，因而在之後三大兵團召開應對葉卡派的緊急會議上指責漢吉未有妥善監管調查兵團，導致大量成員叛變。之後接受皮克希斯的指揮，率兵包圍瑪雷士兵，在吉克發動吼叫時，因喝下了含有吉克脊髓液的紅酒而變成了純潔巨人。在所有純潔巨人不受吉克控制後，其試圖襲擊史爾瑪等109期訓練兵，被基斯·夏迪斯利用舊式立體機動裝置切掉後頸殺害。
丹尼斯·艾布林格（Dennis Aiblinger）
配音：荻野晴朗；蔣鐵城
隸屬：憲兵團（史托黑斯區支部）
憲兵團上官，史托黑斯區憲兵團支部長官，懶散、毫無責任心，工作得過且過，是名典型的憲兵。於史托黑斯區突襲篇登場，向新兵們講解護送艾連的任務，並在馬爾洛發問時順勢將任務工作推給其，自己則與其他長官喝酒、玩牌。隨後參與了捕獲女巨人的行動，在奈爾身旁待命。於番外篇《再見，席納之牆》亦有登場，向新兵講解有關新型毒品出現在黑市的情況。
霍爾茲（Waltz）
配音：淺利遼太；符爽
隸屬：憲兵團
男性憲兵，奈爾的副手，經常與他一起行動，動畫版為棕色短髮，其在漫畫及動畫皆未提到名字。在軍法會議中和奈爾主張對擁有巨人化能力的艾連進行解剖，並企圖活捉艾連，但被里維阻止。在調查兵團第57次牆外調查失敗被召回王都後，負責押解艾連並與調查兵團的團長及長官們前往王族所在的內地，並參與艾爾文的裁決。後來在野獸巨人入侵羅塞之牆後，對艾爾文改觀，並在調查兵團出征時向他們敬禮。
馬洛·弗洛登貝克（Marlo Fredenburg）
配音：杉田智和；符爽；鄧志堅
隸屬：第104期訓練兵團 ⇒  憲兵團（史托黑斯區支部） ⇒  調查兵團（克拉斯班）
生日2月28日，身高178cm，體重66kg，原為第104期訓練兵畢業生之一和史托黑斯區憲兵團支部的新兵之一，亞妮的憲兵團同僚，後來加入調查兵團，並參加第二次奪回瑪利亞之牆作戰。西瓜頭髮型的少年。憲兵團裡少有的個性認真耿直的人，與艾連個性相像。對上司的腐敗態度不滿，有著矢志爬上位、整肅憲兵團的腐敗風氣、尋回人性本善的強烈正義感與理想。
在調查兵團第57次牆外調查失敗被召回王都後，所在部隊負責護送任務，因為對任務產生疑問而向上司提問，結果對方順勢就把護送任務推給了自己這個新兵，使得他對憲兵團的腐敗更加深惡痛絕。亞妮對他過於理想化的志願提出糾正向建言，使他注意到自己的理想志願有不足之處。動畫版中，曾在發現憲兵團的長官們進行走私時前往阻止，卻遭長官毆打並欲加以逮捕，被亞妮及希琪所救，事後也逐漸認為自己也是憲兵團腐敗的一份子。艾連被中央憲兵擄走後，聽命與希琪共同搜索調查兵團下落卻反遭脅持，也因此得知調查兵團被陷害的真相，與亞妮實為臥底巨人的實情。而後向里維表達願意協助調查兵團的意願，並在約翰的試探下得到了信任，成功協助新里維班尋找出中央憲兵的據點。調查兵團的冤罪被洗清後，與漢吉、希琪一同前往通知新里維班。
在革命成功後加入調查兵團，與其他新加入調查兵團的菜鳥一樣，原本都屬於另外兩個組織，因調查兵團這幾次的勝利而產生了"人類已經進步到足夠打贏巨人"而轉換單位。但由於過於樂觀，因此被熟知如何從巨人那得到辛苦勝利的艾連一行人嘲笑。第二次奪回瑪利亞之牆作戰中，與其他調查兵團的新兵，成為保護馬匹的最後一批人；原本新兵們皆已放棄戰鬥，但在被艾爾文團長精神喊話後，為了替里維製造出攻擊空檔，與大部分調查兵團成員利用信號槍干擾野獸巨人，被野獸巨人投擲的碎石擊中頭部死亡。
希琪·朵麗絲（Hitch Dreyse）
配音：渡邊明乃；蔣篤慧→曾允凡；羅杏芝→李潤知
隸屬：第104期訓練兵團 ⇒ 憲兵團（史托黑斯區支部） ⇒ 艾爾迪亞國軍。
生日5月10日，身高168cm，體重53kg，第104期訓練兵畢業生之一和史托黑斯區憲兵團支部的新兵之一，亞妮的憲兵團同僚。跟亞妮是憲兵團的室友，覺得亞妮睡相太可怕而不敢喊她起床。灰髮少女。語氣態度輕薄，頭腦簡單但為人樂觀，把同期新兵當作笨蛋嘲弄，在馬爾洛說明自己的理想後捶地大笑。實際上是個率真善良的人。
對於調查兵團發動第二次捕獲女巨人作戰而造成眾多平民犧牲感到不諒解，並且誤以為亞妮因此死亡而悲憤。艾連被中央憲兵擄走後，聽命與馬爾洛共同搜索調查兵團下落卻反遭脅持，也因此得知調查兵團被陷害的真相，與亞妮實為臥底巨人的實情。之後與馬爾洛一同轉為協助調查兵團，並成功協助新里維班尋找出中央憲兵的據點。調查兵團的冤罪被洗清後，與漢吉、馬爾洛一同前往通知新里維班。在得知馬爾洛準備調往調查兵團時曾經阻止，對馬爾洛的決定感到不滿。奪回城牆作戰成功的調查兵團表彰會上，從弗洛克口中聽到馬爾洛當時可能有過後悔的念頭，情緒再次觸動和難過而失陪。
目前在中央史托黑斯區負責看守沉睡在水晶里面亞妮，髮型有所改變。因阿爾敏常來探望亞妮，與阿爾敏關係變得較好。艾連發動地鳴之後，由於城牆都已倒塌，連帶造成居民們的傷亡，除了忙著救助受傷的民眾之外，也目睹了民眾因為情緒激昂，有人憎恨艾連發動地鳴先害死了自己的親人，卻也有人認為地鳴發動了就可以消滅世界上的敵人，居民的死傷是必要的犧牲，兩派在大街上爭執甚至鬥毆。希琪於是回到總部要其他憲兵準備好鎮暴裝備，以因應暴亂。卻在總部內發現了地上有奇怪的液體，隨後跟著痕跡進入一間房間，遭到甦醒的亞妮以戒指上的利刃挾持，由於亞妮冰封期間身體沒有進一步發育，並且身體仍為虛弱，被希琪以過肩摔制伏。原先希琪要將亞妮帶到牢房囚禁，但因為亞妮早已劃傷自己，隨時可以變成巨人，儘管希琪並不認為亞妮有足夠體力變身，但出於不確定，以及對亞妮的情誼，但最後仍然接受亞妮的要求帶她離開，並從亞妮口中聽到了她的故事。
857年，已加入艾爾迪亞國軍成為軍隊中的高層之一。
波利斯·福伊魯拿（Boris Feulner）
配音：烏丸祐一；黃天佑
隸屬：第104期訓練兵團 ⇒  憲兵團（史托黑斯區支部）
銀髮少年，史托黑斯區憲兵團支部的新兵之一，亞妮的憲兵團同僚。
亞妮·雷恩哈特（Annie Leonhart）
隸屬：瑪雷戰士 ⇒  第104期訓練兵團 ⇒  憲兵團（史托黑斯區支部）
史托黑斯區憲兵團支部新兵，實為瑪雷派來的臥底。
參見第104期訓練兵團

##### 中央第一憲兵團
傑爾·薩內斯（Djel Sannes）
配音：寺杣昌紀；符爽；馮錦堂
隸屬：中央第一憲兵團
生日10月28日，身高183cm，體重76kg，中央第一憲兵團高層，黑髮中年男性，臉上的法令紋為特徵。年輕時就成為中央憲兵，擔任雷斯家的護衛，並忠心的守護王政與牆內的和平，與後加入的肯尼∙阿卡曼認識。為確保牆內的和平及治安，參與多次秘密殺害行動。將有洩漏城牆祕密的尼克神父施以拷問，凌虐致死，並刻意將尼克的死因營造成強盜的搶劫殺人案。後漢吉為替尼克報仇，設計將其活捉，並和里維聯手拷問，逼其透露雷斯家的情報。最後因聽到同夥拉爾夫被里維脅迫念出的假對話，認為自己遭到同伴背叛，放棄隱藏實情，向漢吉表明雷斯家才是正統的王室。
革命結束後被送至收容舊體制成員的監獄。
拉爾夫（Ralph）
配音：高口公介；黃天佑；劉昭文
隸屬：中央第一憲兵團
生日8月26日，中央第一憲兵團成員，留著鬍子中年男性，薩內斯的同事。在薩內斯對尼克神父進行拷問時擔任幫兇，於漢吉和莫布里特趕往尼克的謀殺現場時站在門外持槍阻擋兩人入內，看不起調查兵團，甚至於薩內斯嘲諷漢吉時憋不住笑了出來。後被漢吉同薩內斯一併擄獲，但沒有遭到拷問。里維持匕首架住其脖子，並被脅迫唸出漢吉寫好的假對話劇本，故意讓薩內斯以為自己遭同伴背叛瓦解心防，逼其透露實情。
革命結束後被送至收容舊體制成員的監獄。
羅傑（Roger）
配音：千葉一伸；黃天佑
隸屬：中央第一憲兵團
生日9月21日，中央第一憲兵團成員，平頭中年男子，為人殘酷無情。
於托洛斯特區中帶領手下檢查迪墨·利布斯的屍體，並誣陷艾爾文為首的調查兵團殺人滅口。後被派往追殺弗雷格爾·利布斯，在將其迫到死胡同後，告訴弗雷格爾他父親同樣因與王政府作對而被殺害，隨即被漢吉和莫布里特制服，並發現兩旁的廢棄建築竟躲藏一大群民眾，清楚的聽到他承認利布斯會長之死為中央憲兵所為。他繼而恐嚇偷聽的群眾，但被弗雷格爾喝住並表示利布斯商會會保護大家免受憲兵團的騷擾。
革命結束後被送至收容舊體制成員的監獄。
其角色在漫畫及動畫皆未提到名字，但在動畫40話片尾配音員列中出現其名得知。

##### 對人壓制部隊
肯尼·阿卡曼（Kenny Ackerman）
配音：山路和弘；黃天佑；陳欣
隸屬：雷斯家 ⇒  中央第一憲兵團（對人壓制部隊）
生日2月4日，身高190cm，體重120kg，中央第一憲兵團「對人壓制部隊」隊長。是里維母親的哥哥，也就是里維的舅舅。曾經跟里維同住一段時間，並且教導里維戰鬥的技巧和如何生存，說自己不配當個父親因而離開。曾取笑里維的身高。在與里維分道揚鑣後，選擇替雷斯家族及中央憲兵團效力。看穿里維的作戰計畫，並率隊進行突擊，與里維對決造成兩敗俱傷撤退。
與羅德·雷斯合作，替王政府工作剷除異己，內心卻有著想奪取巨人之力並統治牆內的野心。在得知始祖巨人之力只有對王家血統的艾爾迪亞人有效後便取消與羅德的合作關係。在超大型地窖崩壞時遭到落石壓傷及嚴重燒傷，拼死逃出後身體虛弱到只能待在樹下喘息。最後放棄用偷來的巨人藥物來延續自己的生命，在里維面前靜靜的死亡。
在即將死亡前對里維說出自己的身世，說明自己是阿卡曼的末裔，阿卡曼與王的仇恨到他這一代就已經結束了，年輕時在仇恨驅使下去攻擊羅德的弟弟烏利，但後被其說服而效命於王，兩人成為好友。在羅德的弟弟死亡後才與羅德合作至今，本人和烏利的關係十分要好，但卻非常厭惡羅德，認為羅德只是個膽小怕死的傢伙。
特勞特·卡芬（Traute Caven）
配音：寺依沙織；錢欣郁；曾秀清
隸屬：中央第一憲兵團（對人壓制部隊）
生日2月14日，身高172cm，體重65kg，中央第一憲兵團「對人壓制部隊」副隊長。綁著馬尾的年輕女性，嘴唇較豐厚。稱呼肯尼為「阿卡曼隊長」。在雷斯家掌握政權時原是中央憲兵的一員，瑪利亞之牆被攻破後加入由肯尼為首的對人壓制部隊。心知肚明自己成為對人壓制部隊一員後的工作內容是什麼，對將要做的工作及自己的未來感到麻木，認為一切都沒有意義；但在受肯尼的夢想引響下找到新方向，並一直追隨著肯尼。
在肯尼綁架艾連及希絲特莉亞時也在現場，穿著長及膝的連帽雨衣；在雷斯家教堂的地下室和團隊一同對抗新里維班的成員們，刻意露出破綻讓漢吉追擊並用空氣槍槍彈將其打傷。最後因羅德·雷斯變成體積龐大的巨人破壞了地下室的天花板，在看到肯尼後，和其他隊員欲跟上逃出，遭落下的天花板碎塊壓死；在此一戰中對人壓制部隊原有35人，皆無人生還。
最初登場時名字不詳，後在《別冊少年Magazine》2016年3月號刊的讀者問答中得知名字。特勞特(Traute)為德語「信用」的意思；「卡芬」為德國女性姓名。
杜蘭（Duran）
配音：不明；蔣鐵城
隸屬：中央第一憲兵團（對人壓制部隊）
對人壓制部隊成員。和其他隊員埋伏在里維藏匿的酒館外，準備取里維的性命，誤以為被丟出酒館窗戶外的椅子是里維而開槍射擊，在更換槍管的空檔被立體機動的錨釘擊中喉部，拖曳置里維身旁當擋箭牌，身上中了同伴四發槍彈。包含杜蘭在內有12名隊員在此戰鬥中陣亡。

### 王家与王政府
弗利茲王（King Fritz）
配音：園江治；劉傑；朱子聰
生日10月23日，身高177cm，體重62kg，表面上的王，實為傀儡，並非艾爾迪亞人，白髮髯髯的老人，平常一言不發，都在王位上睡覺，所有事情都是城牆教和中央高層在議論做主。調查兵團發動政變後，被奥里耶踢醒開口第一句卻是“要吃飯了嗎？”。
奧里耶（Aurille）
配音：永野善一；黃天佑
生日9月9日，王政府發言人，實際上是王政府的幕後控制人之一，身型臃腫肥胖，貴族打扮，動畫版中髮型為中分黑髮。並非艾爾迪亞人，自私自利，打算奪取並利用艾連的始祖巨人之力。
初登場於王政篇，對薩內斯盤問尼克神父卻沒得到任何情報而表示不滿，隨後指調查兵團可能已經猜到是他們派人拷問神父，因而表示擔憂。後來當艾爾文被捕並送到王廳時表示應該將其處死，同時突然接獲羅塞之牆被攻破的消息，急忙下令關閉城門，以免爆發內戰，並輕聲向其他幕後控制人表示只需多幾天時間他們便能從艾連身上得到始祖巨人之力。但薩克雷隨即出現並說服了奈爾一同發動政變奪權，並揭發了弗利茲王只是傀儡而非真正的王。後被薩克雷綁在一台使其被迫吞食自己糞便的機器上，製成「藝術品」，並在希絲特莉亞登基後送往收納舊體制人員的監獄中。
其角色在漫畫及動畫皆未提到名字，《進擊的巨人角色圖鑑》中亦只列作「肥胖的王政府發言人」，但在動畫38話片尾配音員列中出現其名得知。
傑拉德（Gerald）
配音：髙階俊嗣；劉傑
生日5月27日，軍方代表，實際上是王政府的幕後控制人之一。顎線分明身材高削的中年男子，動畫版中為金髮，穿著與薩克雷一樣的軍服。並非艾爾迪亞人，自私自利，打算奪取並利用艾連的始祖巨人之力。
初登場於王政篇，對薩內斯盤問尼克神父卻沒得到任何情報而表示不滿，隨後指調查兵團可能已經猜到是他們派人拷問神父，因而表示擔憂。後來當艾爾文被捕時到監獄探訪其，並告訴其審訊即將開始。當艾爾文被送到王廳受審時表示應該將其處死，同時突然接獲羅塞之牆被攻破的消息，支持下令關閉城門。但薩克雷隨即出現並說服了奈爾一同發動政變奪權，並揭發了弗利茲王只是傀儡而非真正的王。在希絲特莉亞登基後送往收納舊體制人員的監獄中。
雖然他的銜頭是軍方代表、穿著總統軍服，但似乎與三大軍團並沒有關連，亦不肯定他有否曾經服役。
其角色在漫畫及動畫皆未提到名字，《進擊的巨人角色圖鑑》中亦只列作「軍方高層」，但在動畫38話片尾配音員列中出現其名得知。
德雷托夫（Deltoff）
配音：伊原正明；宋昱璁
生日11月17日，商會代表，實際上是王政府的幕後控制人之一，西裝筆挺的棕髮中年男子。並非艾爾迪亞人，自私自利，打算奪取並利用艾連的始祖巨人之力。
初登場於王政篇，對薩內斯盤問尼克神父卻沒得到任何情報而表示不滿，隨後表示對雷斯向王政府要求增加對百姓的食物供應一舉表示保留。當艾爾文被送到王廳受審時表示應該將其處死，同時突然接獲羅塞之牆被攻破的消息，支持下令關閉城門。但薩克雷隨即出現並說服了奈爾一同發動政變奪權，並揭發了弗利茲王只是傀儡而非真正的王。在希絲特莉亞登基後送往收納舊體制人員的監獄中。
其角色在漫畫及動畫皆未提到名字，《進擊的巨人角色圖鑑》中亦只列作「商會高層」，但在動畫38話片尾配音員列中出現其名得知。
羅德瑞奇（Roderich）
配音：鷲見昂大；符爽
生日10月5日，城牆教代表，實際上是王政府的幕後控制人之一。尖鼻長臉、年若六十的男子，動畫版中為短棕髮，穿著城牆教的祭司服。並非艾爾迪亞人，自私自利，打算奪取並利用艾連的始祖巨人之力。
初登場於女巨人篇，在史托黑斯區戰役後與尼克神父等城牆教人士出席戰後會議，並聆聽艾爾文的報告。隨後於王政篇中再度登場，揭示為王政府的控制人之一，並對薩內斯盤問尼克神父卻沒得到任何情報而表示不滿，隨後表示對雷斯向王政府要求增加對百姓的食物供應一舉表示保留。後來當艾爾文被捕並送到王廳時表示應該將其處死，同時突然接獲羅塞之牆被攻破的消息，支持下令關閉城門，並指只需多幾天時間他們便能從艾連身上得到始祖巨人之力。但薩克雷隨即出現並說服了奈爾一同發動政變奪權，並揭發了弗利茲王只是傀儡而非真正的王。在希絲特莉亞登基後送往收納舊體制人員的監獄中。
雖然他的銜頭是城牆教代表、穿著城牆教祭司服，但作品前期多由尼克神父作為城牆教的代表人物，因此未知其與城牆教的實質關係。
其角色在漫畫及動畫皆未提到名字，《進擊的巨人角色圖鑑》中亦只列作「城牆教高層」，但在動畫38話片尾配音員列中出現其名得知。
尼克神父（Priest Nick）
配音：麻生智久；符爽；李錦綸／黃龍傑
生日11月9日，身高192cm，體重72kg。作為崇拜牆的宗教組織「城牆教」者。被漢吉在死亡威脅下要求說出城牆之秘密。該宗教信徒將城牆視為神的傑作，並且堅持反對對城牆進行加固、改造等任何修改，但這其實是教會為了防止城牆的秘密被別人知曉而故意放出的煙幕。在軍法會議上主張立即處分艾連，遵從教義否定全面封鎖大門，並為此與主張封鎖大門的商會代表發生激烈爭執。
在第二次捕獲女巨人作戰時，與信徒在教堂禱告，卻因作戰的關係導致眾多民眾的死傷，在女巨人被捕獲後，得知高牆上的破洞露出埋藏其中的巨人時，自曝牆中的秘密並要求漢吉盡快用東西遮蔽破洞。再被漢吉威脅將其從城牆丟下時，自白過去原本是個失去所有家人的酒鬼，仰賴神明而活，因為遵從自己的那些虔誠教徒都不會說，有著這樣過去的自己更沒有資格說出城牆秘密，自始至終仍舊堅守信仰、貫徹自己的使命。
當羅塞之牆遭巨人入侵後，想要用自己的眼睛看清楚現況後再判斷是否該說出秘密。在艾米哈區親眼目睹避難人民的情況後，透露了克里斯塔·連茲的出身。漢吉認為他是具有正確判斷力，而不是純粹對信仰狂熱的人。
在聯合部隊奪回艾連歸來後，被漢吉私底下安排躲在兵營當中，以躲避壁教的威脅，但在調查兵團確認牆內安全時，原因不明遭到殺害。根據憲兵團的說法，是強盜闖入兵營殺害了尼克祭司並奪取其身旁的財寶；漢吉事後推翻這個說法，證實尼克神父是遭到中央憲兵團毆打並拔光指甲凌虐而死，里維推測尼克在死前並沒有透漏任何消息。
動畫版新增了其於845年巨人入侵前，在希干希納區傳教的情節，不過當時並沒有人願意傾聽的樣子，與瑪利亞之牆淪陷後形成鮮明對比。

#### 城牆內王家
羅德·雷斯（Rod Reiss）
配音：屋良有作；蔣鐵城；張炳強
生日9月15日，身高158cm，體重68kg，希絲特莉亞的父親。城牆內實質上的最高指揮者。包含希絲特莉亞在內有6個孩子，但除了不在場的希絲特莉亞以外，全部都遭到古利夏變身而成的巨人殺死。
年輕時候還有個弟弟烏利。從父親那得知巨人之力的事情後，原本打算由自己來繼承以對抗牆外的巨人，後來由有著相同想法的弟弟繼承，但弟弟在繼承巨人之力後，遭到初代雷斯王的思想影響而改變想法。根據希絲特莉亞所說，羅德自己一直不肯繼承巨人之力的原因，是怕自己也被初代雷斯王的思想改變原本的想法，並且想找出可以對抗初代雷斯王的思想且使自己不被影響的家族成員。實際上，在情感上依賴著希絲特莉亞的母親，侍女阿爾瑪，認為她是當時唯一能理解自己困境的人。
告訴希絲特莉亞繼承巨人之力的辦法，是透過注射藥物變成巨人後吞食並吸取上一任繼承者的脊髓液。試圖說服其注射藥物以從艾連身上取回巨人之力，卻遭拒絕並被過肩摔至地面。在失敗後，為了奪回在艾連體內的巨人之力而舔食地上針筒的藥物變成巨人，但卻變成比超大型巨人還要巨大兩倍以上的奇行種巨人，並被人群吸引爬往席納之牆北方的奧爾福德區，與調查兵團及駐紮兵團對抗，最後被艾連巨人以大量火藥塞入口中而炸成碎塊，最後由自己的女兒希絲特莉亞親手殺死。
烏利·雷斯（Uri Reiss）
配音：古川登志夫；符爽；陳卓智
生日12月31日，身高155cm，體重54kg，羅德的弟弟，個性溫和，在年少時曾多次懇求父親消滅巨人但未果。後因父親身體已達極限，從原本欲繼承巨人之力的羅德手中接過針頭，代替羅德繼承始祖巨人之力，並請羅德為他祈禱，希望能反抗初代雷斯王的意志，但最後仍遭到控制。
曾經以巨人之力壓制住企圖行刺的肯尼·阿克曼，之後親自向肯尼謝罪，感動了肯尼，從而得到他的效命。在繼承巨人之力將近13年，壽命將盡之時，曾經和肯尼提到世界將要毀滅，想在牆內建造黃昏樂園的理想。最後被變身為純潔巨人的芙莉妲吞噬，由姪女芙莉妲繼承了始祖巨人。
烏利的始祖巨人型態
僅於劇情中變身一次，且僅由肌肉與骨架組成上半身，因此無法推定其完整型態，不過應該與芙莉妲相同因受到不戰契約綁定而與普通的巨人大同小異。
芙莉妲·雷斯（Frieda Reiss）
配音：日笠陽子；蔣篤慧→曾允凡；詹健兒
生日827年2月2日，身高171cm，體重57kg，希絲特莉亞同父異母的姐姐，羅德·雷斯的長女，繼承叔父烏利的始祖巨人成為牆内實際的女王。陪伴小時候的希絲特莉亞，並且教導她讀書認字，不過為了希絲特莉亞的生命安全，每次離開她之前，會先用始祖巨人的力量將她的記憶消除。毫不做作的個性受到眾人喜愛，經常到農地去慰問領地民眾的辛勞，是該領地的驕傲。
於842年從叔叔那裡繼承巨人之力以及世界真正的歷史還有初代雷斯王的思想，王的思想也改變了芙莉妲原本想要對抗巨人的想法。根據羅德的說法，芙莉妲擁有的巨人之力是立於所有巨人之上，說白了就是無敵的巨人之力，座標還有竄改記憶的能力就是其一部份力量。不過此巨人之力若不在雷斯家的人體內，會無法發揮全部的力量。
在瑪利亞之牆被突破幾天後，和家人在該領地的教堂遇到艾連的父親古利夏·葉卡，雙方用巨人之力展開戰鬥，不過因為還不熟練巨人之力，最終遭古利夏吞噬身亡，巨人之力也被古利夏奪走。
芙莉妲的始祖巨人型態
成型後推定為13公尺級巨人，漫畫中為金髮，動畫中則改為黑髮。受到不戰契約綁定而無法發揮實力，因此無法操控其他巨人，與女巨人相同擁有女性的乳房，其餘與普通的巨人無異，最後遭古利夏的進擊的巨人撕裂並吞食。
羅德的妻子
配音：河村螢；錢欣郁
生日5月17日，於瑪利亞之牆遭突破當晚，被古利夏變身的巨人殺死。
烏克林·雷斯（Urklyn Reiss）
配音：梶川翔平；蔣鐵城
生日828年5月19日，羅德的長子，17歲。於瑪利亞之牆遭突破當晚，被古利夏變身的巨人殺死。
迪爾克·雷斯（Dirk Reiss）
配音：田邊幸輔；馮嘉德
生日831年10月12日，羅德的次子，14歲。於瑪利亞之牆遭突破當晚，被古利夏變身的巨人殺死。
阿貝爾·雷斯（Abel Reiss）
配音：三浦千幸；汪世瑋
生日833年8月7日，羅德的次女，12歲。於瑪利亞之牆遭突破當晚，被古利夏變身的巨人殺死。
弗洛莉安·雷斯（Florian Reiss）
生日835年1月14日，羅德的么女，10歲。於瑪利亞之牆遭突破當晚，被古利夏變身的巨人殺死。
漫畫中為黑髮，動畫中則改為金髮。

#### 城牆外王家
弗利茲（Fritz）
配音：津田英三；符爽
兩千年前的人物，當時艾爾迪亞部落的首領，是個殘忍好戰且冷漠自私的暴君與奴隸主。征服了始祖尤米爾所屬的部落之後，強制把倖存下來的俘虜變為奴隸，並割去他們的舌頭（始祖尤米爾也在其中）。某次因為飼養的豬跑掉了，認為是奴隸們把豬放走，要求他們自己坦白，否則就每個人被挖去一隻眼睛，藉此脅迫他們，最後奴隸們指認了始祖尤米爾。弗利茲王一方面處罰了始祖尤米爾，另一方面卻假借要給始祖尤米爾自由，實際上卻把始祖尤米爾當作獵物還挖走了尤米爾的左眼，之後和手下們玩起狩獵遊戲時，見到始祖尤米爾初次變成巨人的瞬間。由於始祖尤米爾並沒有反抗或逃跑的念頭，最後仍回歸艾爾迪亞部落，從此受到弗利茲王的利用。
由於在科技水平落後的古代，巨人之力是無敵的，因此弗利茲王一方面把始祖尤米爾當成戰爭武器，用來消滅包含古代瑪雷在內的強敵；在沒有戰爭的時候則命令始祖尤米爾去開墾。鑒於巨人之力極其強大與便利，因此初代弗利茲王便以獎賞為由，讓始祖尤米爾擁有「弗利茲」的名號，並為他生孩子，從而加強對始祖尤米爾的控制。憑藉巨人之力，艾爾迪亞佔據了原來瑪雷帝國的土地，從一個小部落，慢慢變成了一個強大國家。
某天，佯裝投降的敵國士兵在面見弗利茲王的時候意圖行刺，擲出了預藏的長矛想殺死弗利茲王，但遭到始祖尤米爾以人類肉身擋下，始祖尤米爾因此死去。不甘失去巨人之力的弗利茲王為了繼續保有巨人之力，於是將始祖尤米爾分屍，並命令他和始祖尤米爾所生的三位女兒(瑪利亞、羅塞及席納)將母親吃光以繼承巨人之力。雖如願地保有始祖尤米爾的巨人之力，但卻已一分為三。
在去世前仍希望艾爾迪亞人能永遠透過巨人之力征服世界，因而要求三位女兒必須盡量繁衍後代，且務必將自己的巨人之力傳承下去，經歷兩千多年的血脈繁衍擴散，巨人之力最終融入並影響每個艾爾迪亞人。
尤米爾·弗利茲（Ymir Fritz）
配音：三浦千幸；錢欣郁
始祖尤米爾，兩千年前的人物，最初的巨人，被後世視為艾爾迪亞帝國的締造者。有關於她的傳說眾說紛紜，艾爾迪亞帝國時期認為巨人之力是神明賜與的奇蹟，因此能變身巨人的艾爾迪亞人以尤米爾的子民自居，並被各國視為高貴血統的象徵。瑪雷政權則認為始祖尤米爾與惡魔簽訂契約後獲得巨人之力，是惡魔的使者。也有一些人認為始祖尤米爾是個與有機生物接觸的少女。
事實上是初代弗利茲王的奴隸。在弗利茲王一次的侵略中，故鄉被焚毀且親人被殺害後淪為奴隸，並因舌頭被剪掉而不會說話。一次因將飼養的豬放走而被弗利茲王處罰並假借要給始祖尤米爾自由，實際上卻將其當作獵物還挖走了她的左眼。弗利茲王和手下們玩起狩獵遊戲，過程中始祖尤米爾逃進一棵巨樹的神秘樹洞中，卻失足跌入樹洞中的水潭。在水潭中被類似怪誕蟲的不明遠古生物寄生而意外獲得巨人之力。
由於愛慕著弗利茲王，即使獲得了所向披靡的巨人之力，仍選擇回到弗利茲王身邊，希望能藉由她的付出得到弗利茲王的認同，卻被初代弗利茲王當成拓展領土、侵略他國及生育的工具。被授以協助建立帝國的貢獻名號。長大的始祖尤米爾為初代弗利茲生下三個女兒。後來為了保護弗利茲王不被暗殺而遭長矛貫穿，受重傷的始祖尤米爾想藉此了解她為弗利茲王所做的一切貢獻與犧牲究竟能否真正得到弗利茲王的愛，卻只得到其冷言冷語，並以「奴隸」稱呼她。失望的始祖尤米爾因此放棄修復身體，任憑自己失血死亡。弗利茲王將其屍體分屍並強制餵食給他們所生的三個女兒瑪利亞、羅塞及席納以繼承巨人之力。由於對初代弗利茲王的愛的束縛，其意識（仍保持作奴隸時小女孩的樣子）被困在道路座標中不斷製造巨人軀體長達兩千年。
本來只是個只會聽從王族血統繼承人行動的奴隸，最初登場在艾爾迪亞人的道路裡救了瀕死的吉克，為其重塑軀體。但後來始祖尤米爾渴望自由的意識被艾連喚醒，隨後把力量賦予給艾連，幫助他掌握始祖的力量並成功發動地鳴。直到米卡莎出現並親手殺死自己的愛人艾連，始祖尤米爾才從愛情的束縛中解脫得到自由，願意解除兩千年來的巨人之力。
艾連死後巨人之力消失，米卡莎看見了始祖尤米爾的幻影，原來米卡莎經常頭痛的原因是始祖尤米爾在其腦內窺探她的選擇。米卡莎對始祖尤米爾進行一番開導解開心結和表達寬慰後，始祖尤米爾終於安息消逝。
瑪利亞·弗利茲（Maria Fritz）
始祖尤米爾與初代弗利茲王的大女兒。在始祖尤米爾死後與姐妹被父親初代弗利茲王要求吃掉母親，最後三人都繼承了巨人之力。座標光柱的三個分支代表了她們透過繁衍血脈最終形成艾爾迪亞人的「道路」。帕拉迪島的第一道城牆即是以她的名字命名。
羅塞·弗利茲（Rose Fritz）
始祖尤米爾與初代弗利茲王的二女兒。在始祖尤米爾死後與姐妹被父親初代弗利茲王要求吃掉母親，最後三人都繼承了巨人之力。座標光柱的三個分支代表了她們透過繁衍血脈最終形成艾爾迪亞人的「道路」。帕拉迪島的第二道城牆即是以她的名字命名。
席納·弗利茲（Sina Fritz）
始祖尤米爾與初代弗利茲王的三女兒。在始祖尤米爾死後與姐妹被父親初代弗利茲王要求吃掉母親，最後三人都繼承了巨人之力。座標光柱的三個分支代表了她們透過繁衍血脈最終形成艾爾迪亞人的「道路」。帕拉迪島的第三道城牆即是以她的名字命名。
卡爾·弗利茲（Karl Fritz）
初代雷斯王，艾爾迪亞帝國第145代王，始祖巨人之力的持有者，為約一百年前的人物。因厭倦了艾爾迪亞人及巨人不斷壓迫瑪雷人和其他民族，並且在外敵幾乎消滅之後，還爆發了巨人戰爭，進行艾爾迪亞人間的同胞相殘，其統治事實上已分崩離析，故此和持有戰槌巨人的戴巴家族進行協議，演出一齣戴巴家族奮勇起義，與瑪雷英雄"荷洛斯"在戰爭當中大放異彩，成功打敗艾爾迪亞帝國，並將弗利茲王驅逐至帕拉迪島的戲碼。但實際上是戴巴配合了弗利茲王的演出，並塑造出虛構的瑪雷英雄"荷洛斯"的英雄形象。
厭戰並佯裝敗逃的弗利茲王，率領大多數的艾爾迪亞人及少數非艾爾迪亞的民族遷徙到帕拉迪島上，並創造出由千萬隻超大型巨人為基礎建造的三道城牆。與此同時，也用了始祖巨人的力量抹除了跟隨他的艾爾迪亞人關於世界的記憶，繼而謊稱因巨人出現，世界上其他地方的人類都已被巨人消滅，僅存的人類靠著三道城牆保護。
為了要向整個世界贖罪，弗利茲王甘願犧牲自己，甚至所有的艾爾迪亞人。無論瑪雷要派人奪取始祖巨人之力，還是消滅全體的艾爾迪亞人，弗利茲王也打算接受這一切。但為了跟隨他的子民能夠在來自全世界的報復到臨之前，能夠過上一段美好日子，除了消除人民記憶之外，弗利茲王也曾經對從瑪雷來的人表示，只要瑪雷侵略帕拉迪島，將率大量的巨人進行報復。但實際上，即使瑪雷發動攻擊，弗利茲王也不打算反擊。及後隱姓埋名，把姓氏改為雷斯，即初代雷斯王。
為了確保其在牆內統治的正當性，和少數一起來到牆內的其他民族達成協議，只要他們對世界的歷史保密，就能夠享有特權，成為貴族，並從組成王政府的貴族當中選出一支家族作為影武者，對外宣稱自己是弗利茲王室，而雷斯家族只是一般的貴族。藉此來保障自身的安全和帕拉迪島內外的安定。為了防止後代的繼承人利用巨人之力反攻，因此訂下了「不戰契約」，讓後代王室血脈的繼承人認命地接受世界對艾爾迪亞人的憤怒以及過去艾爾迪亞帝國犯下奪走無數性命的過錯，絕不反擊走向滅亡的道路。此一契約也影響到了後面有王室血脈的繼承人。

### 艾爾迪亞平民

#### 家族相關者
古利夏·葉卡（Grisha Yeager）
配音：土田大、上村祐翔〈少年〉；于正昇〈成年、少年〉；潘文柏、吳羨婷〈少年〉（TVB版）／郭俊廷（影碟版）
生日806年1月26日，身高182cm，體重78kg，艾連和吉克的父親，米卡莎的養父。職業為醫生，曾在牆內流行病爆發時救了許多人的性命，曾經為牆内的當權者出差看病，也會到邊境地區為病人看診。帶著兒子艾連到阿卡曼一家出診時，發現阿卡曼夫婦已被殺害，在艾連從闖入的人口販子那裡救下阿卡曼家的女兒米卡莎後，收養了失去雙親的米卡莎。
故事中的關鍵人物，似乎研究調查出有關巨人的秘密，並將該秘密藏在家中地下室（將其地下室之鑰匙交付予艾連）。在瑪利亞之牆被突破前搭船赴內地行醫，當牆壁被巨人突破後，趕回牆壁內找到艾連並叮囑他日後必定要回去家中地下室，對艾連注射不明藥物後便下落不明。
後來經里維班調查後得知，在瑪利亞之牆被突破幾天後，古利夏在雷斯家族領地的教堂用巨人之力與芙莉妲·雷斯展開戰鬥，並成功吞噬她，奪走了「始祖巨人」。從基斯·夏迪斯口中得知，古利夏並非牆內原居民，而是在約20年前(832年)調查兵團進行牆外任務時被發現，起初除了記得自己的名字以及是名醫生以外毫無記憶，透過基斯瞭解牆內的事情以及認識卡露拉。運用牆外世界習得醫學知識治療牆内爆發的流行病，因治好包括卡露拉父母在内的許多人（還有漢尼斯的妻子），最終取得卡露拉芳心，二人隨後結婚。
其在地下室留下的情報透露，自己是來自牆外的人類。因幼時妹妹受自己連累被殺害，而對瑪雷統治者抱有仇恨。成年後繼承了父親的診所，偶然得知妹妹遇害的真相，加入艾爾迪亞復權派，並和第一任妻子、艾爾迪亞王室後裔黛娜·弗利茲育有一子吉克。後來整個組織被送去做瑪雷戰士的吉克出賣，被流放到帕拉迪島上。後被潛伏在瑪雷的臥底“梟”所救，後者將“進擊的巨人”之力託付给古利夏，囑咐其入牆後結婚生子。古利夏隨即利用巨人之力潛入到島上的最外牆邊並遇上調查兵團前任團長基斯。
瑪雷從萊納等人提供有關牆內情報，得知古利夏不僅沒死，還繼承了革命軍殘黨‘’梟‘’的「進擊的巨人」，並且在潛入牆內篡奪始祖巨人之力後傳給其次子艾連，因而稱其為「可憎的驚異力量」，其長子吉克因而被瑪雷軍隊高層稱為「驚異之子」。
艾連出生後幾年內，曾利用醫生的身份接近當時牆内的當權者，並偷偷搜查到城牆之王的根據地，計畫奪走始祖巨人。當實際來到城牆之王的根據地時，古利夏考慮到妻兒的安全後取消了行動。
在瑪利亞之牆被突破當晚，前往雷斯家教堂的地下洞穴向“城牆之王”芙莉妲·雷斯請求他利用巨人之力保護牆內居民，但遭到對方拒絕。在古利夏決定變身巨人掠奪始祖之時，因為作為救人的醫生的他下不了手，但在窺視著他記憶未來的艾連唆使下還是下手了。離開教堂後，古利夏如艾連講的殺死了除羅德·雷斯以外的雷斯一家，但還是很困惑是否這樣真的可以拯救艾爾迪亞。然後向同樣窺探他記憶的吉克表示其願望將不會實現，會實現願望的是艾連，他透過未來艾連的記憶看到接下來將會發生非常恐怖的事，在擁抱並向吉克表達以前缺失陪伴的悔意後，希望他能來阻止艾連。
在成功掠奪始祖後，古利夏來到了難民庇護所找到了艾連，在聽聞卡露拉的死訊後，帶著艾連進入深山將巨人脊髓液注射到艾連身上，使其變成純潔巨人，並自願讓其吞食。
於漫畫137話靈魂出現在道路中，並由吉克喚醒後取得傀儡巨人肉體的控制權並幫助眾人擊退其他巨人。
古利夏的進擊的巨人化型態
成型後推測為15公尺等級之巨人，與一般人類體型雷同，上半身較為壯碩，具有窺視未來繼承人記憶的能力，無論什麼年代都永遠追求自由的巨人，最後由其子艾連繼承。
古利夏的始祖巨人化型態
同進擊的巨人型態。
卡露拉·葉卡（Carla Yeager）
配音：鷹森淑乃；馮嘉德、錢欣郁〈僅EP.56〉；黃玉娟、曾佩儀
生日1月29日，身高165cm，體重58kg，艾連的母親，米卡莎的養母。從基斯·夏迪斯口中得知過去是一名酒店服務員，結婚後成為稱職的家庭主婦，十分了解兒子艾連的個性。極力反對艾連加入調查兵團，母子之間曾因此事發生口角。
於巨人入侵希干希納區時，屋子遭超大型巨人踢破的城門所產生的飛石擊中，身體被倒塌的橫樑壓住，要求漢尼斯帶走艾連與米卡莎，自己則遭到巨人吞食，艾連親眼看見自己母親死於巨人口中，使得他誓言加入調查兵團，一個不留的剷除所有牆外的巨人。殺死她的巨人其實是丈夫第一任妻子黛娜·弗里茲所變成。
卡露拉與前調查兵團團長基斯·夏迪斯是老朋友，以前會認真傾聽夏迪斯的理想以及吐槽他常拉攏他人進入調查兵團，被夏迪斯暗戀著。後來卡露拉和古利夏結婚還生下了孩子艾連，二人因而變得生疏起來。一次夏迪斯從牆外歸來，被失落的夏迪斯怒斥她是一个容易向男人變心，安於平凡現狀的女人，還問她難道混吃等死，碌碌無為度過一生就滿足，她卻回答 “難道平凡就不可以嗎？不是特別的人就不可以嗎？” 看着懷中的艾連，說道 “至少這孩子不需要變得偉大和優秀，因為他已經誕生來到了這個世界，他是如此可愛，所以這孩子已經是與眾不同。”
米卡莎的父親
配音：遠藤大智；蔣鐵城；李錦綸
生日1月21日，身高183cm，體重68kg，阿卡曼家族分家成員，住在都市區，但因為受到迫害來到邊境山區才認識其母，最後相戀而結婚。
和古利夏因為其巡迴診療而認識變成好友。本來夫婦倆與女兒在希干希納區邊境過著幸福的生活，但因為強盜覬覦流著東洋族血統的母女而上門將其殺害。
米卡莎的母親
配音：廣瀨有香；錢欣郁；沈小蘭
生日11月8日，身高158cm，體重45kg，東洋族的末裔，一頭黑髮，於米卡莎右手腕留下亞茲瑪比特家族徽號的紋身（動畫改為刺繡）。和古利夏因為其巡迴診療而認識變成好友。本來夫婦倆與女兒在希干希納區邊境過著幸福的生活，但因為強盜覬覦流著東洋族血統的母女而上門，殺害了丈夫，自己則為了讓女兒逃走奮力抵抗下意外遇害。
據希茲爾國特使奇優宓·亞茲瑪比特描述，100多年前，希茲爾國與艾爾迪亞帝國為同盟國，希茲爾國的將軍家族：亞茲瑪比特家族與弗利茲王交情很好，於是便留在帕拉的島上。在巨人大戰後，由於一片混亂，希茲爾國與將軍家斷了聯繫，從此便音訊全無。因此米卡莎的母親實為亞茲瑪比特家族的後裔。
亞魯托爾·布勞斯（Artur Blouse）
配音：中博史〈第二季〉→河野靖〈最終季〉；黃天佑
生日11月9日，身高181cm，體重75kg，莎夏的父親，以前是名獵人，傳授莎夏打獵的技巧。在羅塞之牆內出現巨人後，帶著族人騎馬逃離，在途中碰到了卡亞，得知還有人尚未逃離於是返回，才再度與女兒見面，並稱讚莎夏變得更堅強了。在此之後收留了失去母親的卡亞，之後與妻子經營了一座牧場，並配合女王的施政方針，收留了許多於4年前(850年)失去雙親的孤兒。
在莎夏的葬禮上與妻子帶著牧場的孩子們前來向莎夏獻花哀悼，並接受尼柯洛提出的邀約。之後收留了逃亡中的法爾可與賈碧，並帶著兩人一同前往尼柯洛的餐廳用餐。在尼柯洛向其揭露賈碧為殺害莎夏的兇手後，選擇原諒賈碧。在葉卡派佔領餐廳後，全家與艾連104期的同伴被挾持至希干希納區的監牢囚禁，並於瑪雷奇襲時，與尼柯洛一同逃出監牢。
其角色在漫畫及動畫皆未提到名字，但在動畫68話片尾配音員列中出現其名得知。
莉莎·布勞斯（Lisa Blouse）
配音：岩男潤子；錢欣郁
生日1月21日，莎夏的母親。在莎夏的葬禮上與丈夫帶著牧場的孩子們前來向莎夏獻花哀悼，並接受尼柯洛提出的邀約。之後收留了逃亡中的法爾可與賈碧，並帶著兩人一同前往尼柯洛的餐廳用餐。在尼柯洛向其揭露賈碧為殺害莎夏的兇手後，選擇原諒賈碧。在葉卡派佔領餐廳後，全家與艾連104期的同伴被挾持至希干希納區的監牢囚禁，並於瑪雷奇襲時，與尼柯洛一同逃出監牢。
其角色在漫畫未提到名字，但在動畫70話由莎夏的父親稱呼其名得知。
阿爾瑪（Alma）
配音：根谷美智子；蔣篤慧
生日7月14日，身高168cm，體重54kg，希絲特莉亞的生母，原是雷斯家的侍女，後來為羅德生下女兒希絲特莉亞。可是因為羅德的妻子的緣故，被迫離開雷斯家回到其父母的家中與希絲特莉亞一起過著軟禁的生活。因為個性悲觀，認為是女兒的出生才導致現在的情況而冷落著希絲特莉亞。在845年瑪利亞之牆淪陷後，因羅德突然拜訪，打算帶走母女倆，被肯尼帶領的憲兵團殺害，死前悲憤地說這一切都是女兒希絲特莉亞造成的。
柯尼的母親
配音：雞冠井美智子；錢欣郁
生日12月1日，拉加哥村村民，因吸入毒氣變成了巨人卻因其四肢畸形只能倒卧在自己家裡，曾經開口對柯尼說出歡迎回來。柯尼得知巨人可能是由人類變成的後為此感到心痛。經過了四年之後，調查兵團在其倒臥的家設置了帳篷將其蓋住，柯尼帶著繼承了顎巨人的法爾可來到其面前並拿著刷子騙法爾可要為母親刷牙，其實企圖想讓其吃掉法爾可好變回人類，但被阿爾敏等人阻止，最後柯尼認為當初母親讓他去當兵是希望他能夠成為一位優秀的士兵，而不是殺害小孩與朋友的士兵而打消了念頭。在艾連死後，已恢復成人類。

#### 利布斯商會
迪墨·利布斯（Dimo Reeves）
配音：遠藤大智；黃天佑→宋昱璁（進擊！巨人中學校）；朱子聰
生日11月27日，身高162cm，體重76kg，利布斯商會會長。首次出現於漫畫第5話，動畫則是在第2集出現其與其他商人開會討論的片段。提供鎮守托洛斯特區的士兵們糧食與武器，自認出資金者最大，認為自己的貨物比居民的安危重要，在托洛斯特區淪陷之時還因貨物堵住城門造成居民的逃離受到阻撓，在受米卡莎威脅而改變做法。托洛斯特區淪陷之後，看著殘破的家園，迪墨·利布斯決定用盡各種手段援助許多無家可歸的人。後來被中央憲兵團威脅與其合作，企圖綁架艾連與希斯特莉亞，沒想到捉到的卻是由約翰與阿爾敏變裝的替身。後被里維等人擄獲，說服選擇與調查兵團聯手；但在第一次執行押送艾連任務休息的途中被肯尼·阿卡曼套話，識破其已背叛，遭割喉滅口。（動畫改為夜晚在城鎮中抽菸時遭肯尼摀住口鼻並割喉殺害。）
他善於察看人心，甚至看出里維的本質，認為其只是刀子嘴豆腐心的類型而已，並提醒兒子弗雷格爾作為商人看人的眼光很重要的忠告。
弗雷格爾·利布斯（Flegel Reeves）
配音：畠中祐；蔣鐵城；劉奕希
生日9月11日，身高165cm，體重74kg，迪墨·利布斯的兒子，在父親死後接任商會會長。
因父親想為即將接替下一任商會會長的他多增加點經驗，而將他帶在身邊學習。跟隨父親參與了押送艾連的任務，在休息地點目睹其父和中央憲兵會合後遭殺害，本人則因到樹林小解逃過殺身之禍。原本對調查兵團及自己信心全失，認為接下來自己只有死路一條，但在漢吉的鼓勵下重拾勇氣，自己也牢記父親遇害前告訴他的忠告，最終在政變後和調查兵團取得勝利，帶領商會復興托洛斯特區住民的生活和經濟，本人也正式接替利布斯商會成為領導人。
850年，在調查兵團準備從托洛斯特區城牆上出發，展開瑪利亞之牆奪還戰時和商會成員出現在牆下替調查兵團加油。
瑪利亞之牆奪還戰勝利後，851年到854年間與軍團合作帶領利布斯商會重建希干希納區，854年在得知艾連被拘禁以及命令希干希納區所有居民撤離的消息後質疑漢吉理由為何。
丹（Dan）
利布斯商會員工。與會長迪墨·利布斯一起執行押送艾連任務，被肯尼識破會長已經倒戈，於森林遭卡芬殺害滅口。動畫版中未有登場，護送任務只由利布斯父子參與，迪墨遇害的地點亦改為後巷而非森林。
詹姆（Jim）
利布斯商會員工。與會長迪墨·利布斯一起執行押送艾連任務，被肯尼識破會長已經倒戈，於森林遭卡芬殺害滅口。動畫版中未有登場，護送任務只由利布斯父子參與，迪墨遇害的地點亦改為後巷而非森林。

#### 其他相關者
巴魯多侯爵（Lord Wald）
配音：高口公介；黃天佑
動畫原創角色，出場於動畫第05話，居住於羅塞之牆內的貴族，與皮克希斯交情甚好，每個月都會找皮克希斯下棋，其棋藝精湛，常使皮克希斯落敗。在聽聞托洛斯特區遭超大型巨人突破後，命令皮克希斯派遣人馬保衛自己的領土，並認為其他士兵與居民皆是些卑賤的生命，卻遭皮克希斯婉拒。
卡亞（Kaya）
配音：濱崎奈奈；蔣篤慧〈ep.27〉→錢欣郁〈ep.70起〉
生日2月23日，身高145cm，體重41kg，莎夏曾經在巨人手上救下的一個小女孩。現與莎夏父母在希干希納區附近經營的農場生活。
在溪邊發現逃獄出來的法爾可和賈碧並將其帶回農場中收留。帶著法爾可和賈碧來到以前居住的村莊後因賈碧過於偏激的發言與賈碧吵了一架，事後表示要幫助其回到瑪雷。
在得知賈碧就是殺害莎夏的兇手後，在憤怒之際企圖持刀攻擊賈碧，但被米卡莎阻止，武器被奪走後與莎夏家人擁抱痛哭並說永遠不會原諒對方。
地鳴發動後差點被變成巨人的奈爾吃掉，所幸賈碧出現以反巨人步槍將其解決。其後選擇原諒賈碧，並與其成為好友。
卡亞的母親
配音：種崎敦美；錢欣郁
住在莎夏家附近新蓋的村莊中，行動不便，在巨人襲擊村莊時與卡亞被遺留在屋內，被巨人啃食雙腿，在大聲求救到沒力氣後因失血過多死亡。
羅伊（Roy）
配音：小野塚貴志；宋昱璁〈ep.41〉→符爽〈ep.59〉；招世亮
生日4月29日，身高163cm，體重60kg，史托黑斯區貝爾克報社的所長，年約六十，臉上總是帶著倦容。在里維和對人壓制部隊的戰鬥曝光後採訪了憲兵團團長奈爾，聽取了事件發生時大致上的原因和經過後，將在和里維戰鬥中陣亡的中央憲兵之事改寫成調查兵團餘黨的殺人逃逸事件。本人曾對比尤雷提過自己年輕時也曾對這項工作有著理想和熱情，但後來為了保護自己珍視的人事物，不得不因現實因素而做讓步。
在漢吉登門造訪報社，提出對調查兵團跟蹤採訪的提議後決定冒險一試；在要將王政府栽罪於調查兵團的真相公布的關頭卻心生退卻，認為不值得拿自己的性命開玩笑；但在畢雷對其的喊話下將決心轉化成行動將事實公布出去。政變結束後和其他報社的記者在羅塞之牆上見證新發明的「巨人斷頭台」之效能。得知世界的真相後感到非常害怕，認為除非島上的人們被世界消滅殆盡，否則地獄永遠不會消失。在得知艾連被拘禁的消息後質疑漢吉理由為何，在漢吉閉口不談後質問她的「情報應交由納稅人判斷」這句話是否產生了變化。
畢雷（Peaure）
配音：高橋研二；黃天佑；李致林
生日2月28日，身高173cm，體重62kg，貝爾克報社的年輕記者，戴著眼鏡；對自己的工作懷有熱情。和羅伊採訪憲兵團團長奈爾，從對談中聽出些許端倪，得知中央憲兵的組織結構和憲兵團是不同的，準備在筆記本寫下新發現時被羅伊沒收。在和羅伊的對談中得知王政府為了防止對自己不利的訊息傳播，在每家報社均安插了王政的耳目，控制了報社的一舉一動。後對調查兵團進行跟蹤採訪後，試圖說服羅伊將事實公開出去。在得知艾連被拘禁的消息後質疑漢吉理由為何。
瑪莉·德克（Marie Dok）
憲兵團師團長奈爾的妻子。年輕時在一家酒吧遇到了還是訓練兵的奈爾和艾爾文，兩個男人都同時愛上了她，但最後艾爾文決定加入調查兵團，而奈爾則加入了憲兵團，最後與奈爾結婚並育有三女，定居於羅塞之牆內。
開拓地的老人
配音：坂本君衛；宋昱璁
僅出現在萊納的回憶中，收留萊納、亞妮、貝爾托特三人，由於其村莊位於瑪利亞之牆東南方的深山老林裡，巨人來襲的事情來不及傳達而遭受襲擊，在過度驚嚇之際丟下了3個與萊納等人差不多同齡的孩子自己騎馬逃走。將這件事情告訴萊納等人後不久便上吊自殺。後來貝爾托特在夢中思考為何老人要在自殺前告訴他們這件事，亞妮認為他是希望獲得某人的原諒，而貝爾托特則認為他其實是希望有誰來制裁他。
尼可拉斯·羅沃夫（Nicolas Lovof）
配音：土師孝也；黃天佑
席納之牆的貴族兼議員，為了將省下的預算私吞而意圖廢除調查兵團的牆外調查，並與提供物資給憲兵團的蘭格商會勾結。在艾爾文掌握了其貪汙的證據後，派人將地下城中里維的同夥楊帶至地面醫院進行應有的治療，並以其為由向里維進行委託暗殺艾爾文並取得其貪污證據的相關文件，事成後將給予其優渥的獎金與地面的居住權。實際上艾爾文早已將文件呈交給總統審查，估計已遭逮捕。
漫畫中的形象為白色長髮留鬍子的老人，動畫則改為禿頭的中年男子。
楊（Yan）
配音：坂巻学；黃天佑
里維於地下城的同夥，因長期缺乏陽光照射導致腿部病變，弗蘭在察覺其異狀已導致往後無法繼續幹活後在發薪水時給予較多錢作為遣散費。後來羅沃夫派人將其帶至地面醫院進行應有的治療，以此做為向里維進行委託的訂金。

## 瑪雷
荷洛斯（Helos）
瑪雷人，於巨人大戰中與戴巴家族的戰槌巨人合作將弗利茲王擊敗逼退至帕拉迪島，被視為英雄。實為戴巴家族配合弗利茲王將瑪雷人拱為英雄而塑造出來的虛構人物。

### 戴巴家族
威利·戴巴（Willy Tybur）
配音：井上和彥；劉傑
生日7月23日，身高172cm，體重66kg，戴巴家族的家主，瑪雷最高領導人。雖為艾爾迪亞人，但是卻在瑪雷享有特權，受到世界各國的尊敬。與世界各國的政要熟識。戴巴家族為九大巨人家族之一。戴巴家族為幕後瑪雷的掌權者。因憂慮瑪雷在國際情勢上的不利，透過演講說出歷史的真相，將矛頭指向帕拉迪島勢力，並將一切的罪惡都歸咎於艾倫。
在演講前段時間得知帕拉迪島的艾爾迪亞人已經開始滲透到瑪雷後，判斷其可能會想利用世界各方高層都在時進行攻擊，所以說服瑪加特利用帕拉迪島一方勢力進行謀反，將軍方及各方政府高層都排在顯眼的位置以利敵方暗殺，好讓馬迦特成功上位成瑪雷政府最高掌權人物，以利戰爭獲勝後因與其同盟關係而讓家族獲得龐大的利益。在宣佈宣戰誓言的一刻就遭潛入的艾連巨人化所殺。
菈菈·戴巴（Lara Tybur）
配音：能登麻美子；錢欣郁
生日4月3日，威利的妹妹，同時暗地裏是「戰槌巨人」持有者。
於雷貝里歐的演說時在後台待命，並在艾連變成巨人殺害威利後變成戰槌巨人與其搏鬥後敗給艾連，並被艾連利用顎巨人的顎骨鉗碎其水晶化的本體，最終被艾連吞食。
菈菈的戰槌巨人型態
成型後推定為15公尺級巨人，皮膚表層由白色的硬質化層包覆，能夠使用硬質化製造各種武器（長槌、十字弩、劍、鞭子、三叉戟等），長槌的攻擊力能夠輕擊碎巨人硬質化，弱點非後頸而是由後腳連接本體的神經線和她的本體(與亞妮相同的水晶，目前可以破壞硬質化水晶就只有顎巨人的顎骨以及硬質化之後的爪)。
芬妮·戴巴（Fine Tybur）
配音：永井真里子；曾允凡
威利·戴巴的長女，擁有與父親相似的金色頭髮，束馬尾，穿著天藍色連衣裙。初登場於馬迦特探訪威利時與戴巴家族其他成員的會面中，試圖阻止兩名在打架的弟妹。動畫版則新增其向弟弟朗讀故事書的畫面，亦在第65話中新增了威利與家人道別的情節，威利叮囑身為長女的芬妮要好好照顧四名弟妹。
初登場時未有提及其名字，在動畫版第65話中由威利與家人道別時說出才得知。
亞洛伊斯·戴巴（Alois Tybur）
配音：山根綺；曾允凡
威利·戴巴的兒子，黑髮，雙胞胎的哥哥，初登場於馬迦特探訪威利時與戴巴家族其他成員的會面中，與妹妹打架。動畫版則新增其在第65話中吵著要與父親同行。
布魯諾·戴巴（Bruno Tybur）
配音：角倉英里子；錢欣郁
威利·戴巴的兒子，黑髮，雙胞胎的弟弟，初登場於馬迦特探訪威利時與戴巴家族其他成員的會面中，與弟弟在房間內奔跑。動畫版則新增其在第65話中吵著要與父親同行。
里柯·戴巴（Rico Tybur）
配音：根本京里；錢欣郁
威利·戴巴的兒子，黑髮，動畫則改為金髮，初登場於馬迦特探訪威利時與戴巴家族其他成員的會面中，吃著桌上的蛋糕，動畫則改為與哥哥在房間內奔跑。動畫版則新增其在第65話中吵著要與父親同行。

### 瑪雷帝國軍
卡爾畢（Calvi）
配音：水内清光；符爽
隸屬：瑪雷帝國軍（陸軍部隊）
瑪雷陸軍元帥，後方指揮萊納、吉克等戰士攻打斯拉巴要塞的「中東戰爭」。曾經在之後的高層會議異想天開地提出有没有會飛的巨人。後被威利·戴巴的演講邀請到指定的觀眾席，最後由於艾連巨人的出現，看得入神來不及逃走死於攻擊之中。
穆勒（Muller）
配音：青山穰；宋昱璁
生日12月17日，身高179cm，體重76kg，瑪雷帝國軍將領，於第134話登場，粗眉、下顎蓄有鬍子的中年男子；動畫版中則是一名白髮老人。
在史拉托亞要塞指揮瑪雷守軍，並向飛船下達向地鳴展開攻擊的指令，且希望若能夠度過這場浩劫將揮別過往的所有憎恨。和部下們發現雷恩哈特為首的艾爾迪亞人到來後，一度陷入對峙，但及時與雷恩哈特等一眾艾爾迪亞人和解而停止鬥爭，但在怪蟲（大地惡魔）釋放毒氣後，目睹艾爾迪亞人均變成純潔巨人而感到驚駭。在艾連死後，巨人之力消失之後，率領手下包圍恢復原形的艾爾迪亞人，要求雷恩哈特等人證明自己是人類，不是巨人，否則就地處決。之後被阿爾敏的話語打動而取消處決，正式與艾爾迪亞人和解而告別憎恨。
該角色初登場時名字不詳，於第136話被瑪雷士兵提及才得知。
卡爾洛（Carlo）
配音：田中啓太郎；黃天佑
隸屬：瑪雷帝國軍（戰車小隊）
戰車小隊成員，身材瘦削，戴著圓框眼鏡，動畫版中髮色為棕色。在雷貝里歐收容區作戰時被莎夏持步槍狙擊而死。
初登場時名字不詳，於漫畫第103話被其他戰車小隊成員提及才得知。
尼柯洛（Nicolo）
配音：花輪英司；宋昱璁
隸屬：瑪雷帝國軍（第一次調查船隊）
生日7月23日，身高187cm，體重74kg，第一次調查船隊成員，跟隨第一批調查船隊來到帕拉廸島的瑪雷士兵，在登陸時被漢吉所帶領的調查兵團俘虜，之後在伊雷娜的引薦下，在帕拉迪島擔任廚師的工作。一開始恐懼並厭惡島上的艾爾迪亞人，還曾稱調查兵團是惡魔，但隨著時間，與調查兵團104期生相處不錯，因為莎夏特別喜歡他的料理而對她產生好感，並表示莎夏是他重要的人。在得知莎夏戰死後前往莎夏墳前哀弔，並對前來哀弔的莎夏家人表示希望能請他們來自己工作的餐廳吃飯。
得知是賈碧殺害莎夏後非常憤怒，隨即用酒瓶試圖砸賈碧，卻意外砸中推開賈碧的法爾可，隨後揍了賈碧一頓，並將刀子遞給莎夏的父親，請他親手報女兒的仇，但在莎夏父親的勸說下放過賈碧。對於艾爾迪亞人的態度似乎也有所改變。之後，在葉卡派發動政變之後，與阿爾敏、米卡莎、約翰、柯尼，還有布勞斯家族等人一同被囚禁。瑪雷發動突襲後，歐良果彭釋放調查兵團等所有人，被約翰吩咐保護布勞斯家族安全離開。由於離開希干希納區的通道被堵塞，只好帶著布勞斯家族躲到附近的民宅。最後選擇原諒賈碧，認為每個人的心中都有個惡魔，正因如此這個世界才會變成這樣，因此每個人都必須試著"走出森林"。在戰爭過後仍留在帕拉迪島，與布勞斯一家一起生活。
葛利茲（Griez）
配音：宮本淳；符爽
隸屬：瑪雷帝國軍（第一次調查船隊） ⇒  反瑪雷派義勇兵 ⇒ 葉卡派
生日6月16日，第一次調查船隊成員。為跟隨調查船隊來到帕拉迪島的瑪雷士兵之一，十分歧視艾爾迪亞人，被調查兵團俘虜後與尼柯洛一同在廚房工作。後來加入了義勇兵及葉卡派，聽命於耶雷娜，知悉使用紅酒控制軍團的計畫，並且吩咐尼柯洛將調查船隊的紅酒優先提供給軍隊高層，但是由於發現尼柯洛與艾爾迪亞人尤其莎夏的關係越來越好，擔心洩漏計畫而沒有告知他計畫內容。
漢吉帶領104期和歐良果彭來到餐廳調查時，找來艾連及弗洛克帶領的葉卡派成員佔領餐廳並俘虜了漢吉一行人。在希干希納區軍團總部的監牢外當著尼柯洛以及104期的面羞辱莎夏，隨後伊雷娜為了要讓即將公開的艾爾迪亞安樂死計畫得到104期的支持，於是當場將其槍斃並且為他的言論表示歉意。

#### 艾爾迪亞戰士隊
提歐·馬迦特（Theo Magath，又译：迪奧·馬迦特）
配音：齊藤次郎；黃天佑
隸屬：瑪雷帝國軍（艾爾迪亞戰士隊） ⇒ 瑪雷帝國軍（艾爾迪亞戰士隊&陸軍部隊） ⇒ 瑪雷陸軍元帥
生日12月21日，身高174cm，體重80kg，瑪雷軍方艾爾迪亞戰士隊隊長。訓練艾爾迪亞人成為瑪雷戰士已有至少二十年（横跨吉克、萊納、賈碧三代瑪雷戰士選拔）。十分關心戰士們的安全，在斯拉巴要塞攻略戰中，拒絕賈碧嘗試獨自破壞裝甲列車的危險情求，後衡量了八百艾爾迪亞人的生命安全而予以批准。對瑪雷高層的腐敗感到厭惡，嘗試恢復對瑪雷人的徵兵制度。
演說開始前一天，於演說會場與威利私下見面，並暗示計畫清除馬雷高層，以及敵人已潛入馬雷。演說當天，於馬車上與威利交談，計畫讓瑪雷高層集中於同一區，讓腐敗的瑪雷高層成為敵人的目標，並表示艾爾迪亞人是惡魔後裔，但他們（指威利和馬迦特自己）是不折不扣的惡魔。
威利於雷貝里歐收容區進行演說時，帶領部隊擔任現場的保全工作。在威利宣戰之後，艾連現身襲擊演說會場，由於現場的其他瑪雷高層迅速遭到艾連擊斃，因此擔負起現場的指揮責任。用步槍對艾連的巨人象徵性射擊了一發，作為瑪雷的反擊訊號，並命令所有人記住自己是軍隊帶頭反擊的第一人，期待此槍被寫入歷史。隨後指揮在場的瑪雷部隊使用在與中東聯合軍的戰役中所繳獲的反巨人野戰砲對艾連進行射擊，打算消滅艾連，並表示的巨人時代已經結束，瑪雷往後不能再依賴巨人之力。動畫為了修正此處與往後的帕拉迪島突襲作戰衝突而改為馬迦特打算讓戰槌吞食艾連奪回始祖。其後與前來支援的調查兵團交戰。
在雷貝里歐一戰後調查出吉克的詐死計畫與其多年來與帕拉迪島間接的互動，在萊納的建議下計畫突襲帕拉迪島，並接替馬爾畢元帥的職位。之後率兵透過飛船向帕拉迪島發動突襲，打算取得始祖巨人的力量，由於經過縝密的計畫，加上科技的差距，又適逢帕拉迪島內亂，因此瑪雷軍在希干希納區取得優勢。同時馬迦特也親自到前線，取代原有的戰車小隊擔任皮克的砲手，在皮克背上操作新武器反巨人砲，其射擊精準度奇高無比，相繼重創了葉卡兄弟。在打敗吉克後，原本要接連對艾連進行炮擊，遭到阿爾敏以雷槍擊中但成功脱逃。
後與漢吉等人合作打算阻止地鳴，於港口偽裝潛入葉卡派拯救被俘虜的希茲爾國特使與工程師，並與趕來的夏迪斯留下斷後，炸毀瑪雷軍艦防制敵人追上而犧牲。長期和艾爾迪亞人相處，雖然認為艾爾迪亞人是惡魔的後裔，並且在言詞當中還是會有歧視艾爾迪亞人的情況，但大致上對於艾爾迪亞人較為友善，也真心關心他們。對待艾爾迪亞人的孩子，有如父母。例如法爾可在演說會場被突襲後前往尋找馬迦特，而馬迦特第一時間馬上緊張的詢問法爾可有無大礙、在希干希納區救出賈碧之後，曾緊緊擁抱賈碧，並直接叫她的名字（以長官的身分，平常只用賈碧的姓氏布朗稱呼她）。
當自己刑求伊蕾娜時，其殘忍暴行被賈碧看到而羞愧，進而向救世隊的全艾爾迪亞人致歉，坦承自己的種族歧視。最後與夏迪斯留下斷後，在炸毀碼頭時犧牲。
寇斯洛（Koslow）
配音：奈良徹；劉傑
隸屬：瑪雷帝國軍（艾爾迪亞戰士隊）
瑪雷陸軍士官長，艾爾迪亞部隊副指揮官，提歐·馬迦特的近身部下。黑髮平頭的中年瑪雷男子，特徵是大鼻子；動畫版中則是一名秃頭的肥胖男子。
在瑪雷與中東聯合勢力一戰中登場，對艾爾迪亞部隊極不友善，多次怒斥並嘲笑柯特、法爾可等候補生，又在部隊於火車上慶功時斥他們嘈吵，以及樂於調戲患上心理病的艾爾迪亞人。後來，當威利·戴巴在雷貝里歐演說時，馬迦特吩咐其暗中監視戴巴和在場地搜查失蹤的艾爾迪亞部隊，亦因此避過艾連的突襲。隨後在反擊戰中警告想用反巨人炮還擊的馬迦特這樣可能會殺掉始祖巨人持有者，但馬迦特表示巨人時代已經結束，瑪雷往後不能再依賴巨人之力。動畫為了修正此處與往後的帕拉迪島突襲作戰衝突而改為其認為該直接消滅艾連而遭馬迦特拒絕。之後其帶兵試圖攻擊調查兵團，但反遭擊潰，並與法爾可背著受傷的賈碧和皮克撤退到附近的民宅內，試圖阻止法爾可靠到窗旁觀戰以免曝露藏身位置，又試圖阻止法爾可和賈碧離開去追截艾連。後來，當馬迦特到大廈會合時已替皮克完成包紮，並告知馬迦特二人尚未歸回。
動畫版新增其參與帕拉迪島作戰的戲份，負責指揮其中一支登陸部隊，並當任車力巨人背上反巨人砲的副砲手。在反巨人砲遭阿爾敏以雷槍破壞後持步槍進行反擊，最後被米卡莎斬殺。

##### 艾爾迪亞戰士
吉克·葉卡（Zeke Yeager）
配音：子安武人、山下大輝〈少年〉；黃天佑、錢欣郁→傅其慧〈少年〉；周倚天〈TVB版〉
隸屬：瑪雷帝國軍（艾爾迪亞戰士隊） ⇒  反瑪雷派義勇兵
生日825年8月1日，身高183cm，體重92kg，原瑪雷帝國軍戰士隊戰士長，階級類似調查兵團里維兵長，做為戰士隊指揮官。體格強壯的男子，特徵是留至臉頰的鬍子，戴著眼鏡（繼承巨人之力後開始），有用左手搔右耳的奇怪習慣。繼承九大巨人之中的「野獸巨人」力量，擁有打敗盔甲巨人的實力。
萊納和貝爾托特的長官，艾連的同父異母兄長。從小就被灌輸為瑪雷政府鞠躬盡瘁的觀念，在七歲時告密給瑪雷政府，導致自己父母被擒流放帕拉迪島（樂園），自此以後和祖父母一起生活。後來祖父年紀大生病了，也進入了艾連同一間所療養所，與艾連第一次見面了（對於繼承了古利夏記憶的艾連也認得祖父），從祖父那裡知道自己的姑姑菲當年遇害的起因來自爸爸古利夏。
實際上幼時吉克在接受瑪雷戰士訓練時是一个吊車尾，成績很差但那時候已經受父親的影響而繼承了艾爾迪亞復權派的思想跟立場，加上父母不斷逼迫吉克要求成績以便繼承巨人，一度想過放棄繼承平凡度過。後來因為意外得知瑪雷已經差不多查出父母的艾爾迪亞復權派身份，故此他為了保護祖父母以及自己免受牽連而被逼告發自己的父母，更一步步的慢慢走上戰士長之位以獲得瑪雷對他的信任由於父親古利夏被視為「可憎的驚異力量」，吉克在瑪雷高層之中得到外號「驚異之子」。
因從其母親黛娜·弗利茲繼承王室血統，能透過自身的脊髓液和呼喊就能將艾爾迪亞人變成無智慧巨人，甚至達到類似艾連的「座標」能力來驅使無智慧巨人往特定目標移動。
和萊納、貝爾托特一同計畫抵擋調查兵團奪回瑪利亞之牆，企圖奪回艾連。將自己的脊髓液混入毒氣向拉加哥村釋放，導致拉加哥村村民變成受他控制的純潔巨人。擁有出奇準確的投擲技巧，在厄特加爾城一役中用飛石打死了調查兵團成員麗奈及賀寧格；第二次瑪利亞之牆還奪戰時又拋出巨石阻斷調查兵團的退路。瑪利亞之牆還奪戰時讓調查兵團遭受重大傷亡，後對上里維兵長，在巨人化的型態下被攻擊四肢及視力，自身也受到傷害，被迫露出真身，後被自己陣營的車力巨人叼走。和艾連短暂接觸後，真切地勸說艾連，告訴他兩人都是被父親古利夏所洗腦，希望艾連跟自己回去。
在斯拉巴要塞攻堅戰最後空降至要塞中。僅投擲砲彈就摧毀中東聯合艦隊的大量軍艦。但隨後遭到反砲擊，由萊納及時用盔甲巨人之身擋下。於巨樹林與里維交手後慘敗。被里維以刀刃插入口中大難不死，被車力巨人救走後曾表示「那個傢伙（指里維），我再也不想碰到。」
在雷貝里歐收容區戰鬥中，在眾人面前假裝被兵長擊敗，並遭砍下後頸並以手榴彈炸毀。但實際上卻是跟隨調查兵團搭乘飛艇撤退，隨後被潛入飛艇的賈碧和法爾可發現，疑似早已跟調查兵團達成某種協議。在瑪利亞之牆奪還戰過後兩年，派遣部下伊雷娜和歐良果彭與調查兵團接觸，並送信件過去帕拉迪島的議會，提出能夠解放艾爾迪亞人的計畫，並願意提供新科技和協助與其他國家交好，但條件是必須讓他在壽命結束前留在帕拉迪島上，並且見到弟弟艾連。
與調查兵團會合後，由里維親自監視，在森林中與里維度日的某一日，他偶然聽到了里維與其部下的計畫後，認為方針需變更，打算逃亡而使用巨人之力的咆哮將與里維同行的部下全都變成巨人，認為里維不敢對部下痛下殺手而能順利與葉卡派會合後逃亡，但在最後一刻卻被對方逼至變身後，依然被活捉，身軀被拖出來後插入了雷槍引爆，最後因路過的純潔巨人（原為監視他的士兵，被變成巨人之後被吉克指揮帶著他逃跑，之後與里維對戰時被吉克撕碎身軀作為對抗里維的砲彈使用，但因為後頸部沒受到傷害，即使支離破碎也仍慢慢復原，在吉克彌留時找到了他，雖然沒有接受指揮卻也沒吃了吉克）將他塞入腹中後重獲新生，大難不死，甦醒後回想自己在彌留之際似乎看到了艾爾迪亞人的「道路」，並且有一神祕少女（始祖尤米爾）用了地上的泥土，將殘破的身軀修復。
之後漢吉帶領的調查兵團匯合，及時趕到了希干希納區援助弟弟艾連戰鬥。後來被馬迦特隊長操作的車力巨人反巨人炮擊落地面，受到重創，打算透過吼叫召喚巨人幫助艾連。但是柯特帶著法爾可來到他的面前求情，請求先讓法爾可離開呐喊有效範圍，但吉克還是選擇發動吼叫，包括法爾可在内整個希干希納區内連同軍高層都同時變成了純潔巨人，戰況變得複雜。接著指揮變身了的法爾可攻擊萊納（巨人型態），不料再被皮克射擊擊倒，但其實這是吉克模仿車力巨人的裝死計畫，趁此離開巨人打算與艾連接觸，但在艾連以人類形態與之會合前，卻被賈碧用反巨人步槍擊落頭顱，親眼目睹了這一幕。
在現實刹那接住了艾連掉落的頭顱，與之成功接觸並來到艾爾迪亞人的“道路”交匯的座標。在這裡已經呆坐了幾年時間，等待著艾連修復好身體和意識醒來但感覺還是像瞬間發生的事情。同時自己和艾連都變老了幾歲，自己身上被“不戰契約”的鐵鍊束縛著。之後讓艾連請求始祖尤米爾的力量實現他們的計劃，但被艾連拒絕。聽到艾連真心話的吉克，認定艾連已經被他的父親的古利夏洗腦了，反過來掌握了始祖巨人的力量，並没有像歷代城牆王一樣被初代雷斯王思想束縛，學會了讓“不戰契約”失效。然後為了拯救艾連，利用始祖的力量觀看艾連出生以後古利夏的記憶證明父親是如何把民族主義植入艾連的。過程中，吉克發現古利夏已經開始改變不再是以前那個狂熱的艾爾迪亞復權派份子，並還記得長子吉克。
在與艾連探索古利夏的記憶過程中，發現了古利夏掠奪始祖的原因是艾連藉此利用進擊的巨人的力量慫恿其執行此事，並被艾連透過進擊的巨人的力量將其站在古利夏面前的畫面呈現給古利夏，古利夏因此要求吉克阻止艾連，因為他看到未來發生非常恐怖的事。
回到通道中，吉克因對於剛才所見到的一切感到驚慌，並馬上命令尤米爾執行安樂死計畫，艾連立馬衝上前阻止，但吉克表示始祖尤米爾只要開始行動，任何人都無法阻止她。
在聽到艾連對尤米爾說出他要毀滅世界後驚覺事態不對勁，立馬起身奔向艾連打算阻止他，不過已經為時已晚。回到了現實，艾連的身體變出一條發光的脊髓連結上了頭部，地鳴被成功發動，吉克便被艾連的巨人化擄走。
在最終戰，阿爾敏進入了通道，坐在地上的吉克絕望的堆著沙堡，對他說“你也被始祖尤米爾吃掉了嗎？”在和阿爾敏的對話中對於自己為何要活著有了新的看法，之後和先前的的巨人繼任者們一同從通道中被解放出來，出聲吸引里維並被其當場斬殺，也導致了地鳴停止。
吉克的野獸巨人型態
成型後推定為17公尺級巨人。全身長滿毛皮，手臂較為細長，為猴型的野獸巨人，擁有語言能力，具有強力的投擲技術能夠一擊貫穿盔甲巨人，因王血的關係能夠操控吸入自身脊髓液的艾爾迪亞人。
萊納·布朗（Reiner Braun）
隸屬：瑪雷帝國軍（艾爾迪亞戰士隊）
被選上派入城牆內的「瑪雷戰士」。繼承九大巨人之中的「盔甲巨人」。參見第104期訓練兵團
貝爾托特·胡佛（Bertholdt Hoover）
隸屬：瑪雷帝國軍（艾爾迪亞戰士隊）
被選上派入城牆內的「瑪雷戰士」。繼承九大巨人之中的「超大型巨人」。參見第104期訓練兵團
亞妮·雷恩哈特（Annie Leonhart）
隸屬：瑪雷帝國軍（艾爾迪亞戰士隊）
被選上派入城牆內的「瑪雷戰士」。繼承九大巨人之中的「女巨人」。參見第104期訓練兵團
皮克·芬格爾（Pieck Finger）
配音：沼倉愛美；錢欣郁；李潤知〈TVB版〉
隸屬：瑪雷帝國軍（艾爾迪亞戰士隊）
生日833年8月5日，身高155cm，體重42kg，繼承九大巨人之中的「車力巨人」之力，成為戰士的原因是為了讓父親接受像樣的醫療治療。初登場時被艾爾文判斷具有智能（其稱為四腳步行型巨人），後期亦證實為九大巨人之一。於瑪利亞之牆奪還戰中擔任支援，除了替吉克搬運巨石外，亦於其遭里維重創時即時將之救出，隨後回收遭漢吉俘虜的萊納並離開帕拉迪島。因長時間巨人化而不習慣用雙腳走路。稱波爾柯為「波可」。
外貌清麗嬌小，不修邊幅，和內心的冷靜果絕有強烈反差。
和四名瑪雷重機槍手，編制成戰車小隊，具備強大的領導判斷力，深受四名瑪雷軍官的愛戴與愛慕。
在威利·戴巴演講時被伊雷娜帶離現場，察覺到異樣後暗中通知戰車小隊，被落入困住艾爾迪亞戰士的陷阱中，後被戰車小隊救走。戰鬥中在調查兵團的圍攻下，戰車小隊慘遭殲滅，車力巨人則重傷墜樓，在即將被約翰以雷槍終結前，法爾可試圖以肉身抵擋阻止攻擊，雷槍亦被車力巨人利用巨人的蒸氣改變飛行軌道使雷槍未能擊中，而車力巨人則被瑪雷軍方救走。
皮克潛入帕拉迪島，假扮調查兵團裡的新兵混入了希干希納區兵團總部，在艾連打算審問賈碧時成功来到賈碧身邊。之後假裝向艾連投降來到建築物天台，幫忙指出同伴所在。但這都是皮克的陷阱，瑪雷的飛船部隊和顎巨人突然出現，艾連與顎巨人展開戰鬥。透過斷手變身車力巨人已經帶著賈碧和馬迦特、柯特會合，並且穿上戰車部隊的裝備幫助鎧甲巨人、顎巨人與艾連巨人的戰鬥。
運用靈敏的身體、機靈的頭腦，身上以馬迦特為首的瑪雷部隊也通力合作之下，一方面接連以反巨人炮重創艾連與吉克，另一方面也巧妙的逐漸打敗弗洛克带領的的葉卡派士兵。透過詐死戰術降低吉克戒心，使得馬迦特成功狙擊重創之，接著打算狙擊殺死艾連，但遭到阿爾敏以雷槍擊中，身上其他的瑪雷士兵也被米卡莎所殺。
脫下了反巨人炮的皮克，與米卡莎和阿爾敏展開戰鬥。艾連成功發動地鳴之後，和馬迦特留在帕拉迪島上，對成群的超大型巨人束手無策。恰好此時遇到了漢吉與里維，為了阻止艾連毀滅世界，於是兩邊展開合作。與約翰取得聯繫後，在伊雷娜和歐良果彭即將被以弗洛克為首的葉卡派處決時，約翰假意要處決歐良果彭，故意連開四槍卻沒射中，實際上是對皮克發出訊號，伺機救走約翰、伊雷娜、歐良果彭。
心裡對於瑪雷帝國政府抱有不信任感，並認為遲早有一天艾爾迪亞人會被拋棄，之所以成為瑪雷戰士，是為了家人和同伴而戰。所以對阿爾敏多次的不流血作戰方針，常常冷靜的戳破。
尊重漢吉，驚嘆她於巨人資訊的理解比瑪雷更多，因此稱呼漢吉為巨人博士，但漢吉出於好奇心問她變為車力巨人好幾個月的期間有沒有刷牙，則覺得對方粗魯。對於漢吉想騎在她背上很抗拒。
對於吉克和伊蕾娜情感很複雜，她長年就認為二人擅長說謊，軍港戰後澈底調查了二人的身世，在救世前夜刻意用巨人身姿貼近伊蕾娜，並且嘲笑對方想和吉克成為童話的王子公主，並名留青史。開啟了伊蕾娜對眾人的批判。
在港口時與葉卡派正面對戰，在法爾可巨人化支援後因其失控，差點被法爾可吞食，在制止法爾可後，由馬迦特切開法爾可後頸將其帶出。
一行人抵達到了艾連的所在地，因飛艇燃料不足而帶著炸藥跳下飛艇並巨人化。站在艾連巨大的肋骨上，骨架突然變出許多的巨人，皮克立馬判斷出其為歷代所有的九大巨人。皮克打算利用炸藥纏繞艾連的頸部來了解艾連，卻被後方的戰槌巨人利用三叉戟阻止。皮克離開了巨人身體再度巨人化，咬掉了戰槌巨人的後頸，但後方陸陸續續跑出巨人阻止她，便不斷將其巨人的身體肢解殺害，正當約翰為她感到擔憂時，皮克告訴他“如果你以為我的巨人只會做一些奇怪的工作不會戰鬥，那就大錯特錯了”，說完便再度巨人化，並表示利用車力巨人的耐力，她可以不斷戰鬥直到獲勝未知，所以約翰不需要擔心她。
在親眼目睹父親與眾人被變成巨人後從法爾可背上跳下變身巨人幫助萊納。艾連死後，回想起在通道内與艾連的談話，並為了防止人類再度引發戰爭，成為聯合國大使與萊納他們等人返回艾爾迪亞帝國(帕拉迪島)進行和平交涉。
作者原先將皮克設定為中分髮型的中年男性，故最初車力巨人的外型也長的像男性，但後來決定皮克是女性之後，車力巨人也經過修正。
皮克的車力巨人型態
配音：沼倉愛美；劉傑〈ep.52〉→錢欣郁〈最終季〉；李潤知〈TVB版〉
成型後推定為5公尺級巨人。雙手與雙腳的長度接近因此為四腳行走，臉部較長，嘴巴長且闊，可以含住多人逃走，也能輕易咬碎古代巨人的要害。
擁有極強的耐力以及持續力，可連續兩個月不變回人類。利用四支手腳在地上爬行，被艾爾文稱為「四腳步行型巨人」。具有語言能力，有著過人的持續力，可長時間（可長達兩個月）不變回人類，亦可在本體不重傷時，連續變身巨人數百次來金蟬脫殼。背上可背負大量補給物資亦可裝備武器。
波爾柯·賈利亞德（Porco Galliard）
配音：增田俊樹；蔣鐵城
隸屬：瑪雷帝國軍（艾爾迪亞戰士隊）
生日833年11月11日，身高175cm，體重75kg，從尤米爾繼承九大巨人之中的「顎巨人」之力。馬賽的弟弟。個性衝動、直率，在斯拉巴要塞攻略戰中，一手摧毀要塞牆上野戰砲列，讓「盔甲巨人」萊納倖免於難。與萊納不和，認為自己比萊納強，因為對萊納成為盔甲巨人十分不滿，以為他用了些小手段，也間接令到其哥哥身亡。實情為馬賽為了保護弟弟背後貶低弟弟，刻意提高萊納在軍方好印象，而令波爾柯落選。後來有與萊納和好的跡象。
在威利·戴巴演講時與皮克一起被伊雷娜帶離現場，被落入困住艾爾迪亞戰士的陷阱中，後被戰車小隊救走。在艾連打算吃掉戰槌巨人時從背後偷襲，嘗試將艾連從巨人後頸咬出來，但遭到里維阻止，而後試圖逃跑時被米卡莎以雷槍擊傷掉落地面，在即將被調查兵團殺死時，被皮克與戰車小隊所救。發現軍港遭到攻擊後，一怒之下獨自進攻艾連(巨人型態)，卻使得瑪雷防禦陣型出現漏洞，令車力巨人及獸之巨人遭到調查兵團圍殲。而後為艾連(巨人型態)及米卡莎聯手擊潰，並且被艾連(巨人型態)利用其下顎的咬合力粉碎戰槌巨人的硬質化防護而吞噬之，之後艾連(巨人型態)企圖奪取其巨人之力時為鎧甲巨人拯救。
瑪雷進攻希干希納區時，假扮成駐紮兵團的士兵混入兵團總部，並在兵團總部變身從天台地板蹦出突襲艾連，咬斷了艾連的雙腿，之後與萊納（巨人型態）一起與艾連巨人展開戰鬥。後來趕到的吉克（巨人型態）也加入了戰局。由於被艾連的巨人用硬質化的拳頭擊中而重傷後頸，波爾柯本人頭部受到難以恢復的重創，同時在與盔甲巨人接觸時觸發了哥哥的記憶，得知當年自己落選的實情。之後主動獻身被法爾可吃掉，救了法爾可使其繼承「顎巨人」。
故事尾聲靈魂出現在道路中，並在被喚醒後取得傀儡巨人肉體的控制權並幫助眾人擊退其他巨人。
名字是來自義大利語的豬（Porco）。姓氏則是來自義大利的嘉拉德舞。
波爾柯的顎巨人型態
成型後推定為5公尺級巨人，頭部毛髮與鬍子形成一圈金黄色的鬃毛，手指附近有硬質化的尖爪，上下顎有硬質化的利齒，臉部常駐硬質化，咬合力極強能輕易咬爛鋼鐵和巨硬質化結結晶等。
馬賽·賈利亞德（Marcel Galliard，瑪律塞爾）
配音：北田理道；劉傑；陈成港〈TVB版〉
隸屬：瑪雷帝國軍（艾爾迪亞戰士隊）
生日832年8月10日，僅出現於萊納的回憶，「顎巨人」繼承者，和萊納、貝爾托特以及亞妮同為被選上的「瑪雷戰士」。波爾柯的哥哥，為保護弟弟，曾抬高萊納及貶低波爾柯在軍中的評價，令其弟弟不能當選戰士。
後來波爾柯透過接觸艾連和萊納看到哥哥的記憶，知道這件事。原和萊納等人的任務為破壞瑪利亞之牆後混入群眾臥底於牆內，但在執行任務前就於牆外的平原裡遭逢變成純潔巨人的尤米爾，在危急關頭一把推開萊納而被抓獲，葬身巨人之口。
故事尾聲靈魂出現在道路中，並在被喚醒後取得傀儡巨人肉體的控制權並幫助眾人擊退其他巨人。
馬賽的顎巨人型態
成型後推定為5公尺級巨人，手指附近有硬質化的尖爪，上下顎有硬質化的利齒，面部常駐硬質化，咬合力極強能輕易咬爛鋼鐵，外型大致上和弟弟波爾柯的顎巨人型態類似，但馬賽的顎巨人髮色為棕色。
湯姆·庫沙瓦（Tom Ksaver）
配音：濱田賢二；蔣鐵城
隸屬：瑪雷帝國軍（艾爾迪亞戰士隊）／巨人化學研究學會
生日7月5日，身高169cm，體重75kg，繼承「野獸巨人」力量的前任戰士，主要職責為巨人研究，自稱野獸巨人對戰鬥作用不大，因此相較於其他巨人戰士，並沒有很多出陣的機會，經常於雷貝里歐區獨自一人利用牆壁進行棒球的傳接球排遣。某次和馬迦特物色自己繼位人選時，注意到在訓練時吊車尾的吉克，在認識吉克之後兩人經常練習傳接球，曾詢問吉克是否想成為棒球選手，但遭到回拒（因為吉克有復權派的任務在身）。
相較於古利夏和黛娜不斷逼迫吉克注意復權派的任務，要求成績以便繼承巨人，庫沙瓦友善和藹的對待他。直到有一天，因為吉克知道瑪雷已經掌握復權派的相關證據，即將收網逮捕艾爾迪亞復權派人士及其親屬，吉克向庫沙瓦做出道別，提到自己也會受到父母牽連，送到帕拉迪島變為純潔巨人時，為吉克出主意，建議其搶先告密，痛定思痛以保自身及祖父母的安全，並在古利夏和黛娜被捕時安慰吉克。
隨著時間過去，終於庫沙瓦的任期（13年）將至，在被繼承前不久，向吉克提到自己過去曾有家庭，曾隱瞞艾爾迪亞人的身分並與一名瑪雷女子結婚，被妻子發現後，妻子殺了他的兒子然後自殺，此時憎恨自己的艾爾迪亞人身分，希望自己不曾出現在世界上。也提到繼承野獸巨人原先目的是希望能夠有個華麗的自殺（戰死），但是到後來卻變成在研究巨人的相關知識，並且頗有心得，偶然認識了吉克，並從他身上看到自己兒子的影子，在與吉克相處的過程也把這些研究內容傳授給他，深深影響到吉克。和吉克得到的結論（即「安樂死計畫」）：如果要拯救艾爾迪亞人，需要奪得始祖巨人的力量，利用始祖巨人之力改造全體的艾爾迪亞人，打算讓艾爾迪亞人絕育，如此讓艾爾迪亞人及巨人不再威脅世界，以此拯救殘存的艾爾迪亞人。
最後遭到變為純潔巨人的吉克繼承力量而亡（被吞食前遺言為:吉克，無論你去到哪裏，我也會看著/保護你的）。吉克之後開始配戴與他相同的眼鏡。被吉克内心認定作另一個爸爸。吉克在找到艾連（父親）以前，作為瑪雷戰士成長時期在瑪雷政府唯一可以交心分享秘密，值得信賴真正關心以及理解吉克痛苦的人。
故事尾聲靈魂出現在道路中，並由吉克喚醒後取得傀儡巨人肉體的控制權並幫助眾人擊退其他巨人。
庫沙瓦的野獸巨人型態
成型後身高未知。為綿羊型的野獸巨人，擅長利用衝撞進行攻擊。

##### 戰士候補生
賈碧·布朗（Gabi Braun）
配音：佐倉綾音；曾允凡
隸屬：瑪雷帝國軍（艾爾迪亞戰士隊）
生日842年4月14日，身高138cm，體重30kg，瑪雷年輕一代的艾爾迪亞戰士的候補生。從小因被教導而鬥志高昂，希望獲選繼承身為親戚萊納的「盔甲巨人」。為萊納的表妹（萊納從母姓，賈碧為萊納舅舅的小孩）。成績在同輩候補生中一直是第一名。熱衷成為瑪雷政府所定的“榮譽瑪雷人”，證明自己是善良的艾爾迪亞人。與萊納其他家人一樣，深信帕拉迪島内的艾爾迪亞人都是惡魔。
在斯拉巴要塞攻略戰中，脫衣服假裝降兵，看準敵軍不敢違反人道條約對降兵小女孩開火，被人道條約束縛的中東連合軍猶豫不決，連威嚇射擊都不敢，趁機靠近敵軍陣地之後倒下裝死，利用敵軍對攻擊兒童婦孺的顧慮突然投擲手榴彈炸掉裝有「反巨人炮」的裝甲列車。後因此被視為艾爾迪亞人的英雄。
在艾連於雷貝里歐收容區大鬧演說會場時，因為在混亂中自己的伙伴索菲亞遭到艾連的攻擊波及而死，烏德則被逃竄的人群踐踏而身受重傷而死，深受驚嚇，被柯特保護。在確認烏德死亡之後，質疑為什麼索菲亞和烏德要死，隨後不顧柯特返家的建議，要返回會場作戰，在途中遇到了平常對自己友善的兩名瑪雷守衛，守衛亦叫賈碧回家，不要捲入戰火，隨後便遭到調查兵（莎夏）狙擊而死，因為是小孩並且沒有武裝的緣故，被莎夏放過而逃過一劫。後賈碧卻撿起守衛遺留的步槍，前往戰場，打算射殺艾連以及帕拉迪島勢力替朋友報仇。
賈碧在帕拉迪島勢力準備撤退回飛船時，開槍射殺一名殿後的調查兵，並不顧法爾可阻擾以赴死心態與法爾可道別並表達他是一個好人，順著士兵的屍體上了飛船，上船後立即隨意開槍並射中莎夏，造成莎夏陣亡。準備在開下一槍時遭到法爾可阻止，最後被眾人擒下，受威脅下揚言要殺死所有島上的惡魔。後得知吉克不但沒死還叛變後相當震驚，在帕拉迪島上與法爾可被囚禁在希干希納區附近某一間牢房。假裝肚子疼上廁所吸引守衛開門，用裝了磚塊的外套擊暈了守衛，與法爾可逃出牢房。之後在機緣巧合下，結識被莎夏救過的女孩卡亞，以假名「米亞」（Mia）與法爾可一起來到莎夏父母經營的農場幫忙與其相處。
向尼柯洛表明了自己是殺死了莎夏的人後，被憤怒的尼柯洛以紅酒瓶攻擊，卻因為法爾可的保護而躲過，但仍被尼柯洛打到鼻子出血。之後被尼柯洛帶到莎夏父母面前處置生死，但被莎夏父母選擇原諒包容。期間卡亞忍不住動手企圖持刀殺死賈碧，但被米卡莎阻止保護了賈碧。在給法爾可包扎好後，葉卡派來到現場逮捕調查兵團等人，打算從賈碧身上套取情報，而艾連打算親自審問。但審問期間，皮克潛入並救下賈碧，還欺騙艾連上了兵團總部天台。顎巨人突然出現，皮克和賈碧趁此機會成功逃走。皮克把賈碧轉交给馬迦特元帥後，交代了目前狀況和作戰目標，賈碧把自己在飛艇上聽到發動始祖巨人力量的條件告訴了馬迦特等人。之後賈碧堅持與柯特一起回頭去找法爾可，奈爾帶著法爾可接近柯特二人時，柯特打算狙擊奈爾但被賈碧阻攔。與法爾可會合之後躲避來到一家民房，期間聽到布勞斯家族的對話後理解了萊納的感受，之後被法爾可表白，法爾可把烏德和索菲亞的死歸咎自己。柯特帶著弟弟去找吉克商量求情失敗以後，吉克發動吼叫，虽然立即騎上馬匹想去救法爾可但還是來不及，眼睜睜看著法爾可變成純潔巨人，同時柯特被燒死。激動的賈碧後來拾起柯特的反巨人步槍，向變回人類型態的艾連開槍將其脖子射斷。在吉克的純潔巨人不受控制後拯救了即將被奈爾變成的巨人吃掉的卡亞。
雖然是個小孩，但卻有相當精確的槍法和投擲手榴彈的能力，登場後開槍幾乎沒有射失過目標。甚至能夠快速將柯特遺留的新型的反巨人步槍上手，能用它精確打斷艾連脖子，或是射殺變成巨人後，即將吃掉卡亞的奈爾。在一行人前往帕拉迪島海港駕駛飛艇阻止地鳴時持槍重傷了弗洛克，抵達歐迪哈後被亞妮鎖在船內並乘船逃離地鳴，後來與法爾可及亞妮前往支援米卡莎等人，隨後卻因為吸入了脊髓液煙霧而被變成巨人。最後因艾連·葉卡遭斬殺，將世上所有巨人的力量清除，得以變回人類。
在"天與地之戰"三年後，漫畫版顯示與法爾可生活在同一個城市照顧殘疾的里維，而動畫版則是與法爾可一同栽種樹木。
賈碧是作者繪製女性版艾連之後加以調整所創造的人物，因此不論在外觀還是個性上，都跟艾連有相似之處。
法爾可·葛萊斯（Falco Grice）
配音：花江夏樹；蔣鐵城
隸屬：瑪雷帝國軍（艾爾迪亞戰士隊）
生日842年2月10日，身高140cm，體重34kg，瑪雷年輕一代的艾爾迪亞戰士的候補生，實際上因為其叔叔為艾爾迪亞復權派成員，為了保護家人而與哥哥柯特被逼當上戰士。性格溫順。暗戀賈碧，內心不希望賈碧繼承「盔甲巨人」而消亡。被萊納期望將賈碧從「黑暗般的未來」之中拯救出來。
在醫院認識了潛入瑪雷、化名庫爾迦的艾連後多次為他寄信，在數次與艾連的互動過程得到艾連鼓勵，因而尊敬艾連，並在戴巴家族首次公映前帶了萊納與艾連見面。在得知艾連欺騙他，並且造成嚴重破壞之後對艾連感到失望。在車力巨人被調查兵團重創，並且皮克即將遭到約翰處決的時候，挺身而出以肉身保護皮克不受攻擊，但約翰仍舊對法爾可和皮克發動攻擊，此時剛好皮克從車力巨人之中出來，使約翰發射的雷槍偏移，在馬加特等人的掩護下，和賈碧聯手將皮克帶至附近建築物中躲藏，後因賈碧想獨自與敵方作戰而跟隨在旁並且不斷勸阻其撤退，雖遭到拒絕但不放棄勸說，在賈碧射殺帕拉迪島勢力一位士兵並準備前往飛船赴死時想起萊納的話並決定一同前往敵方飛船，上飛船後在賈碧與約翰準備開槍射死對方時撲向賈碧，同時阻止了約翰與賈碧的死亡，最終遭到帕拉迪島勢力一方所擒獲，在帕拉迪島上與賈碧被囚禁在同一間牢房。
因賈碧假裝肚子疼吸引守衛開門，並用裝了磚塊的外套擊倒守衛，跟賈碧‧布朗逃出牢房，並逃到了布勞斯家族的牧場附近，和賈碧在河邊發生爭吵，並且在爭吵之餘撕去了賈碧的臂章。之後被布勞斯家收養的少女卡亞發現，並帶回布勞斯家庭一同生活一小段時間，期間以假名「班」（Ben）與布勞斯家的人相處，並屢屢在賈碧做出偏激發言時，擔任緩頰的角色。曾經和賈碧一同回到卡亞的故鄉，得知卡亞的村子和母親在四年前遭到變成巨人的拉加哥村村民毀滅之後，向卡亞坦承四年前的攻擊是他們發動的，又由於賈碧的偏激發言，因此目睹卡亞和賈碧大吵一架。之後，卡亞知道他們來自瑪雷，認為他們可以去找身為瑪雷人的尼柯洛幫忙。在不久之後，隨布勞斯一家一同接受尼柯洛的招待。
為了保護賈碧，被尼柯洛以紅酒瓶攻擊而昏迷，並且不慎喝到了帶有吉克脊髓液的紅酒，雖然漢吉等人已經儘速幫他清洗，仍無濟於事。在昏迷時被葉卡派帶至希干西納區，途中因為吉克在巨木森林與里維戰鬥時，發動了吼叫，在感應到巨人之力之後甦醒，向漢吉描述全身好像有電流流過一般，最後與憲兵團成員關在一起，期間與奈爾有短暫的對話。在瑪雷發動攻擊時獲釋，被奈爾帶去交還給哥哥柯特，與賈碧再會時表白自己心意並認為自己替艾連傳遞信息才會導致自己同伴的死亡。被柯特得知喝了吉克脊髓液之後，被柯特帶去找吉克求情，但吉克依舊發動吼叫，即將變為巨人之前，阻止了賈碧靠近，雖然為了哥哥的安全想要甩開柯特，但因為柯特緊緊抱住而未果。變成純潔巨人之後當場燒死了哥哥，純潔巨人化的法爾可接受吉克的指揮對萊納的盔甲巨人發動攻擊，雖然被萊納壓制，卻一度讓萊納覺得棘手，因為萊納無法同時壓制他與艾連，因此萊納考慮擊殺法爾可。但在看到吉克被「擊殺」之後，萊納有鑑於世界終於可以免於地鳴的威脅，於是打算犧牲自己讓法爾可繼承巨人之力。但波爾柯以人形姿態出現，吸引了法爾可注意，最後犧牲了自己讓法爾可吃掉。法爾可也因此取得了顎巨人的力量。為了掩護萊納以及亞妮等人，首次使用巨人化，但卻失控暴走差點吃掉皮克，幸好馬迦特即時阻止。
在亞妮與希茲爾國的亞茲瑪彼特女士及工程師搭乘船隻逃離地鳴，因體內攝取了吉克野獸巨人的脊髓液而看到了過去某位野獸巨人繼承者的記憶在雲端飛行於是嘗試變成會飛行的巨人，後成功變身成為老鷹型態的巨人並與亞妮及賈碧一同前往支援米卡莎等人。
其飛行快速敏捷，使歷代九大戰槌巨人的攻擊無一命中，在阿爾敏變身炸毀艾連的骨架前帶大家逃離現場，並降落在堡壘與父母相見，其後卻因為眾人吸入了脊髓液煙霧被變成巨人而帶領皮克與里維離開現場。最後因艾連·葉卡遭斬殺，將世上所有巨人的力量清除而失去巨人之力變回人類。
在"天與地之戰"三年後，漫畫版顯示與賈碧生活在同一個城市照顧殘疾的里維，而動畫版則是顯示與賈碧一同栽種樹木。
法爾可的顎巨人型態
成型後推定為9公尺級巨人，上半身壯碩腿部短小，肩膀帶有獸毛，雙手佈滿羽毛，整體看似要比其他顎巨人巨大，手掌佈滿形似禽類爪部的硬質化，鼻部以及下顎向外延伸出形似禽類啄的硬質化，完全型態可變身成為翼展30公尺級的鷹型態巨人，飛行快速且敏捷。
柯特·葛萊斯（Colt Grice）
配音：松風雅也；宋昱璁
隸屬：瑪雷帝國軍（艾爾迪亞戰士隊）
生日835年8月12日，身高180cm，體重65kg，瑪雷年輕一代的艾爾迪亞戰士的候補生，實際上因為其叔叔為艾爾迪亞復權派成員，為了保護家人不被遣送樂園而與弟弟法爾可被逼當上戰士。野獸巨人的下一任繼承人，同時對於戰場的判斷也具有相當的準確度。
在艾連攻擊時由於索菲亞被巨石壓死，因此嘗試保護剩下來的烏德和賈碧。但隨後烏德慘遭逃竄的人群踐踏，柯特只得抱著賈碧躲在壓死索菲亞的石塊後面等待人潮散去。人潮散去之後，和賈碧帶著烏德嘗試求醫，同時極為掛念弟弟法爾可的安危。在烏德被醫師基於檢傷分類原則列為不治之後，十分難過，但隨後嘗試回到會場搜尋法爾可下落，並請賈碧回家去。最後見到了平安無事的法爾可，嘗試將前往追擊敵人的法爾可和賈碧攔下，但終究晚了一步，眼睜睜看著兩人進到調查兵團的飛船。
在瑪雷進攻希干希納區的時候，與馬迦特元帥在一起尋找賈碧和法爾可下落。首先得益於皮克和波爾柯潛入先救回了賈碧，之後和賈碧前往尋找法爾可。為了安全起見，柯特身上攜帶著新武器－反巨人步槍，在奈爾帶著法爾可靠近他和賈碧時，曾經想要使用武器，但遭到賈碧阻止。在奈爾交還法爾可之後，打算帶法爾可離開希干希納區，在躲避敵人途中躲入了一民房，在和法爾可和賈碧的對話中得知了法爾可攝入了吉克脊髓液，也知道法爾可對賈碧的情意。因為知道吉克很可能吼叫，因此帶著法爾可去向吉克求情，希望能夠先讓法爾可離開吼叫有效範圍不管瑪雷和艾爾迪亞如何廝殺。然而，吉克在跟柯特和法爾可道歉之後，依然發動了吼叫。在法爾可即將變成巨人之前，柯特緊緊抱住法爾可，最後被弟弟變身純潔巨人的熱量燒成焦屍。其遺言是「不要緊的，法爾可，哥哥一直在你身邊，陪伴著你」。
烏德·博克（Udo Bock）
配音：村瀨步；劉傑
隸屬：瑪雷帝國軍（艾爾迪亞戰士隊）
生日841年10月7日，身高146cm，體重39kg，戴眼鏡的少年，與法爾可、賈碧、索菲亞的同期戰士候補生。來自某個國家的艾爾迪亞人收容區，後來因為政治因素全家搬遷至瑪雷（其他國家歧視艾爾迪亞人更嚴重），並住在雷貝里歐區，懂得其他國家的語言。性格容易激動和緊張，生氣時可能會有一些自己也沒發現的洩憤舉動，例如在幫受傷的法爾可包紮時，提到瑪雷海軍無法取勝，導致要陸軍協助時，曾氣得將繃帶拉緊，弄痛法爾可；或是看到中東聯合軍戰俘基於對巨人的恐懼，並且可能在回國後提到巨人的恐怖（會加深外人對艾爾迪亞人的恐懼），也曾經憤怒的踢碼頭的公物洩憤而遭到萊納阻止。
初登場於瑪雷與中東聯合的戰爭。後在威利·戴巴舉行演說的前夕的酒宴中，擔任侍者，其中又因為聽到各國政要批評艾爾迪亞人的言語而心情波動，導致不小心將紅酒潑灑到希茲爾國的大使奇優宓的身上，但因奇優宓的幫忙掩飾，而躲過被處罰的命運。隔天和法爾可、賈碧、索菲亞，還有萊納參加了祭典，並於晚上聆聽威利·戴巴的演說，得知了一百年前的歷史，在艾連變身為巨人，並擊斃吞噬威利時，所噴飛的大石頭給擊倒，弄丟了眼鏡。在視力不佳的情況下，仍嘗試將已經當場死亡的索菲亞拉出來，結果被逃難的人群践踏成重傷，雖然柯特立刻帶他去找醫生，但在醫生檢傷分類的判斷下，確定已死，屍體最後被柯特放在醫院外的草皮上，等待收殮。
在「進擊的巨人最終漫畫」展覽中展示的漫畫原稿提及其全名為烏德·博克。
索菲亞·雷特施（Zofia Reitsch）
配音：川島悠美；錢欣郁
隸屬：瑪雷帝國軍（艾爾迪亞戰士隊）
生日841年9月26日，身高142cm，體重34kg，束馬尾的銀髮美少女，與法爾可、賈碧、烏德的同期戰士候補生，整體考核成績是四人之中最好。動畫版中則為卡其色頭髮藍眼睛。與母親同住在雷貝里歐收容區，二人關係不錯。性格冷靜勇敢，沉默寡言，較其餘三位候補生成熟，面對任何情況也不會作出反應，處變不驚，不過有時會給出令人傻眼的發言，亦經常吐嘈他人。看似冷漠但其實十分關心同伴，在中東聯合戰爭中協助受傷的法爾可包紮、在法爾可在長跑中超越賈碧後鼓勵他。
初登場於瑪雷與中東聯合的戰爭。後在威利·戴巴舉行演說的前夕的酒宴中，擔任侍者，並在奇優宓替烏德掩飾避過處罰後推測原因。隔天與法爾可、賈碧和烏德參加了祭典，並於晚上聆聽威利·戴巴的演說，得知了一百年前的歷史。在艾連變身為巨人時，被所噴飛的大石頭給壓死。烏德曾嘗試將其屍體拉出來，使其亦被爭相走避的群眾踐踏而死。
在「進擊的巨人最終漫畫」展覽中展示的漫畫原稿提及其全名為索菲亞·雷特施。

### 瑪雷治安局
艾連・庫爾迦（Eren Kruger）
配音：松本保典；蔣鐵城；蕭徽勇
生日4月5日，身高188cm，體重78kg，瑪雷治安局的青年男性警員，有抽菸的習慣。原和長官偷懶坐在草地上觀看飛船入庫，碰見了同樣來看飛船的葉卡兄妹，並詢問兩人是否攜帶外出證。在古利夏的請求原諒後，用膝蓋用力踹了他兩下做為「懲罰」，看見古利夏準備離開，勸他留下看完飛船再走。其長官古洛斯有放任菲·葉卡被猛犬攻擊致死亡之嫌。十五年後似乎升職，並負責把復權派的黨員押送至帕拉迪島。
真實身分為復權派領袖「梟」本人，偽裝成瑪雷人在瑪雷治安局當臥底，掩蓋了古利夏說出戴娜具有王族血統的證言，並持有「進擊的巨人」之力，將要把古利夏踢下牆與巨人搏鬥的的長官古洛斯推下高牆，救了古利夏一命。在把古洛斯推下牆去餵巨人後向古利夏說明其身分，並用小刀劃破自己的手掌巨人化跳入海中破壞了瑪雷治安局運送艾爾迪亞人到樂園的船隻，並殺光在場所有的瑪雷士兵，將船隻的殘骸及瑪雷士兵全部葬送大海。
童年因為自己的父親是王族殘存勢力的革命軍一份子，躲在櫃子裡眼睜睜看見自己的家人們被瑪雷軍方活活燒死而痛恨著瑪雷政府。進入瑪雷以後卻做著懲罰、處刑艾爾迪亞同胞的工作得到信任而重用。後來一邊向古利夏揭露自己擁有巨人之力且壽命將終的事實，一邊說服古利夏潛入高牆內把「始祖巨人」之力奪回來。在給古利夏注射巨人針劑前勸他去牆內重組個家庭，並說“如果還想要拯救阿爾敏、米卡莎，拯救大家的話”令人匪夷所思的話。
曾經提到始祖尤米爾的秘密或許是位與有機生物起源接觸的少女，在艾爾迪亞帝國看來就是「神賦予的奇蹟」，在瑪雷政府眼裡則是「惡魔的使者」，並表示這個世上並沒有所謂的真相，事實就是這樣，任何人都可能成為神或惡魔。
艾連·庫爾迦的進擊的巨人型態
成型後推定為15公尺級巨人，體格粗壯，雙眼呈綠光，外型和艾連·葉卡的進擊的巨人型態相似，惟庫爾迦的巨人形態具有嘴唇，艾連·葉卡則是裂到耳根且沒有嘴唇的大嘴，同樣也具有窺視過去及未來的專屬能力。
古洛斯（Gross）
配音：塾一久；符爽；馮志輝〈TVB版〉
生日6月9日，瑪雷治安局的中年長官，軍階上士，蓄著八字鬍。在偷懶看飛船時，碰見同樣來看飛船的葉卡兄妹，將古利夏被懲罰後將妹妹菲·葉卡帶離，縱使惡犬撕咬菲致死，並對其父母謊稱自己很忙，且已將菲送回收容所，以威壓的方式逼對方不敢再開口質問。十五年後軍階為上士，並監督將艾爾迪亞復權派黨員注射巨人針劑的任務。
打從心底對艾爾迪亞人存有歧視，以觀看艾爾迪亞人被巨人吃掉的場面來提升自己還活著的存在感，過去也常私下以非正當理由殺害艾爾迪亞人，但對身為小女孩的菲·葉卡的死卻抱以惋惜（因為會聯想到同樣的事發生在自己兒子身上），同時也感嘆這黛娜・弗里茲這名女人不是艾爾迪亞人就好了。在被古利夏·葉卡認出並揭穿自己是殺害其妹妹的兇手後，取消讓古利夏變身成純潔巨人的念頭，打算讓其與巨人搏鬥致死，在準備推下古利夏時，被自己的部下艾連·克魯格從高牆上推下，被牆下的巨人捉住咬死。而自己兒子最後也均命喪於地鳴之中。

### 瑪雷平民
萊納的父親
配音：楠見尚己；黃天佑
生日7月30日，瑪雷人，與萊納的母親在兵營認識並發生關係生下了萊納，雖然對萊納有所關注，但是卻對身為艾爾迪亞惡魔的母子驚懼不已，特別是害怕萊納繼承盔甲巨人之後，瑪雷政府會特別進行調查。

#### 雷貝里歐收容區
黛娜·弗利茲（Dina Fritz）
配音：岸本望；曾允凡；鄭麗麗
生日7月26日，身高168cm，體重45kg，弗利茲王族後裔，臥底組織「梟」的成員，在瑪雷政權內擔任艾爾迪亞復權派的內線，並不著痕跡的供給武器、資金及傳遞情報。透露自己為「巨人戰爭」結束後弗利茲王退至島上時自願留下的人之後；後來與古利夏·葉卡結婚，並生下吉克。然而，和古利夏因為專注於指導吉克關於復權派的任務，忽略吉克的內心感受，並且渾然不知復權派已經被瑪雷政府注意到。
因兒子吉克在不得已的情況下舉發夫妻倆，儘管古利夏為了保住黛娜，曾經向刑訊他的瑪雷士兵透漏她的王族身分，希望能保住黛娜不變成巨人，但因為庫爾迦（梟，同時是瑪雷治安局人員）的刻意隱瞞（梟認為讓黛娜變成巨人好過於被迫為瑪雷生育王族血脈），最後和所有艾爾迪亞復權派的黨員被流放至充斥巨人的帕拉迪島，在變成巨人前告訴其夫不論變成如何都會去找他，後變成一般種純潔巨人。
十三年後，由於瑪雷派遣了萊納等人前去執行奪取始祖巨人的任務而來到帕拉迪島，先是被亞妮以女巨人的喊叫吸引而來到希干希納區城門外，在貝爾托特變身成超大型巨人破門後解除巨人化時，從沒有抵抗能力的貝爾托特身旁走過，無視其存在(其實是艾連使用巨人之力通道教唆其所導致）。和巨人群闖進希干希納區後，恰好咬死吞食了丈夫的第二任妻子卡露拉，這一幕讓艾連於逃難的渡船上，發誓要將世界上的巨人一隻不留全部驅逐。在此之後的數年，一直在瑪利亞之牆與羅賽之牆中間徘徊，在營救艾連的行動中，再次登場，並啃食了為拯救艾連和米卡莎的漢尼斯，當下艾連接觸它並無意中發動了座標能力，遭其他巨人們攻擊而吞食殆盡。
葛萊斯（Grice）
配音：鈴木達央；劉傑；李鎮然
生日7月31日，艾爾迪亞復權派的年輕黨員，在古利夏經營的診所就診時拉攏古利夏加入艾爾迪亞復權派，並答應只要他加入就告知菲·葉卡的死因。後因古利夏的兒子吉克舉發自己的父母，連帶自己及艾爾迪亞復權派的全部黨員被捕，被送至帕拉迪島。在即將被注射針劑時責問古利夏為何會被自己的兒子出賣，認為自己錯看了古利夏。並沒有和其他同伴一樣被注射巨人針劑，而是被瑪雷治安局的長官從高牆上踢下跌落至沙丘上，並被告知往內陸走去有可能獲救，其實是以他為誘餌引走後來變成無智慧巨人的同伴們。由於自己艾爾迪亞復權派成員身份曝光，結果其家族為了保全而讓小孩當上戰士。
菲·葉卡（Faye Yeager（英語動畫版譯為Fay Jaeger））
配音：三浦千幸；曾允凡；成瑤孆
生日809年11月24日，古利夏的妹妹，艾連和吉克的姑姑。性格天真腼腆，信賴兄長，和古利夏冒險闖關收容區的檢查站到外面去看飛船；夢想自己有一天能搭上飛船觀看不一樣的世界。後被瑪雷治安局的警員以護送她回收容區為由，在半路上縱使三條惡犬攻擊菲致死。隔日其屍身在河岸邊尋獲。古利夏直到加入艾爾迪亞復權派才得知菲·葉卡的確切死因。
葉卡先生／古利夏的父親
配音：荻野晴朗；黃天佑〈ep.57〉→符爽〈ep.61·63〉；劉昭文
生日11月19日，在雷貝里歐區開設診所的醫生，初登場時，對於瑪雷治安局宣稱菲死於意外一事，沒有表現出自己的情緒，僅止於在家中重新教育古利夏艾爾迪亞人近兩千年來所犯的過錯。以年少時的古利夏的角度來說，他是一個順從瑪雷的人，無條件服從瑪雷統治的人，甚至連女兒菲死亡都沒有表現出怨恨，進而遭到古利夏頂撞。被古利夏頂撞後厲聲制止他，隨後問古利夏：「就這麼想跟父母一起去樂園嗎？」（被流放到帕拉迪島變為純潔巨人），才制止了古利夏。古利夏後來才理解，並在自己的傳記中寫到，父親所表現出的唯唯諾諾，其實都是為了保護家人。
成年後的古利夏繼承了他的診所，和黛娜結婚後誕下吉克。經常在古利夏夫婦前往參與復權派活動時與妻子照料孫子吉克，並同樣指導吉克艾爾迪亞人的歷史，以及菲的事情。之後吉克在不得已的情況下，搶在瑪雷政府收網之前告發了父母而被保全，沒有一起送到帕拉迪島。夫婦倆之後和吉克相依為命。
二十二年後，吉克在斯拉巴要塞之戰之後凱旋歸來，夫婦倆一起迎接吉克。葉卡先生在不知情的情況下，與自己的另一個孫子艾連對話，因為他注意到艾連時常委託法爾可幫忙寄送東西，要求艾連不要再這樣做。在與艾連的對話過程中，提到自己其實一直為那一天（對於古利夏因渴望自由，並且把菲也帶出收容區）的事情感到懊悔，認為自己沒有好好面對古利夏對自由的渴望，而只單方面要求古利夏順服瑪雷統治，進而導致一連串的悲劇，隨後情緒崩潰，被醫院的其他職員帶離。
漫畫中之後並未詳述其與妻子的後續，在動畫中則補充因為吉克叛變的緣故，與妻子一同被關押在監獄，地鳴來襲時被遺留在監獄中，試圖呼救但無果，推測最後與妻子均命喪於地鳴之中。
葉卡太太／古利夏的母親
配音：櫻井智；錢欣郁；袁淑珍
生日9月28日，面對女兒的死感到悲痛，但也只能接受事實。
成年後的古利夏和黛娜結婚後誕下吉克。經常在古利夏夫婦前往參與復權派活動時與照料孫子吉克，並說故事給他聽。二十二年後，吉克在斯拉巴要塞之戰之後凱旋歸來，夫婦倆一起迎接吉克。
漫畫中之後並未詳述其與丈夫的後續，在動畫中則補充因為吉克叛變的緣故，與丈夫一同被關押在監獄，地鳴來襲時被遺留在監獄中，安慰呼救未果的丈夫，認為是輪到自己遭到制裁的時候，推測最後與丈夫均命喪於地鳴之中。
雷恩哈特先生（Leonhart）
配音：石塚運昇〈第1季〉→石井康嗣〈最終季〉；符爽；朱子聰
生日5月22日，身高163cm，體重72kg，亞妮的父親，於亞妮與艾連一起同組進行對人格鬥術訓練的回憶登場。為指導亞妮對人格鬥術的人。實為亞妮養父，原先是來自其他國家的艾爾迪亞人，因為有艾爾迪亞血統而遭到遺棄，並輾轉來到瑪雷的雷貝里歐收容區。後來看到剛出生就因為艾爾迪亞血統而遭到遺棄的亞妮，基於同病相憐的心理收養她。由於適逢瑪雷想要招募戰士隊，認為可以藉由讓亞妮獲選成為巨人之力繼承者而讓自己連帶成為名譽的瑪雷人，因此嚴格的訓練亞妮，傳授她故鄉的武術。然而，在一次對練中，因為亞妮將長久以來承受的壓力與憤怒往踢腿上發洩，結果意外踢斷了父親的腳，導致父親從此必須拄拐杖。亞妮父親對於女兒造成自己殘疾並不以為意，反而開心亞妮的出師，認為她可以在不使用武器的情況下殺死人。
後來意識到自己的錯誤，在亞妮前往帕拉迪島之前，向亞妮道歉。說道即使全世界都會討厭她，但做父親的只要求她平安歸來。父女倆即使沒有血緣關係，但彼此早已有了父女之情，離別前的對話也深深影響亞妮。從亞妮前往執行瑪雷軍方的奪取始祖巨人任務開始後，就一直苦苦守候。雖然好幾年來，亞妮一直音訊全無，但在威利・戴巴於雷貝里歐進行演說前，與卡麗娜的短暫交談裡，卡麗娜說到亞妮也是光榮犧牲時予以駁斥。在艾連大鬧會場時隨大批民眾逃出會場。後來在艾連發動地鳴之時，與雷貝里歐收容區的人一起在尤米爾道路上聽到艾連宣布要踏平世界的宣言而驚慌，雖然和其他艾爾迪亞人向收容區的警衛解釋但並沒有得到警衛的信任，而被認為在鬧事遭到逮捕。原本乖乖屈服的他，因為想起了亞妮，在掛念女兒安危的狀況下，用對人格鬥術攻擊警衛。於133話證實當時因抵抗警衛即時離開雷貝里歐而免於地鳴威脅，狹持瑪雷的士兵令其駕駛火車帶領大批收容區的人民欲前往史托拉亞要塞搭乘飛船避難。
在歐良果彭駕駛的飛船墜毀後，將昏迷的歐良果彭從飛艇中救出，並前往尋求瑪雷軍人的協助，豈料瑪雷軍人此時依然選擇與艾爾迪亞人對立，雙方陷入持槍互指的膠著狀態，亞妮的父親打算與其溝通，所幸在瑪雷部長穆勒的命令下，才得以解除危險。與亞妮再次時見面，卻因為吸入了脊髓液煙霧而在亞妮面前被變成巨人，最後因艾連·葉卡遭斬殺，將世上所有巨人的力量清除，得以變回人類。
卡麗娜·布朗（Karina Braun）
配音：湯屋敦子；曾允凡
生日9月3日，身高170cm，體重60kg，萊納媽媽，賈碧姨媽，個性溫柔，極為疼愛萊納，相當以萊納能成為瑪雷戰士為榮。
曾和萊納的生父（瑪雷人）有染而生下萊納，因為瑪雷的法律，而無法一家團聚，故希望萊納能成為「名譽的瑪雷人」，如此一來便能一家團聚。然而，這實為對萊納的善意謊言，雖然萊納生父對萊納有所關注，但是卻對身為艾爾迪亞惡魔的母子驚懼不已，特別是害怕萊納繼承盔甲巨人之後，瑪雷政府會特別進行調查，和生父不愉快的會面徹底粉碎萊納一家團聚的夢想。卡麗娜對萊納與生父的不愉快會面一無所知，在萊納即將前往帕拉迪島進行奪取始祖巨人作戰時，仍跟萊納說著善意謊言。是造成萊納悲慘命運的推手。
斯拉巴要塞之役後，除高興萊納平安歸來，也十分高興賈碧能在斯巴拉要塞之役當中立下大功，於是在家中舉辦了布朗家族的慶功宴，但對萊納針對他在帕拉迪島的從軍經驗的隱喻分享感到憂慮。威利・戴巴於雷貝里歐進行演說時，與其他戰士家屬一同獲邀出席，與亞妮的父親交談，並提及貝爾托特的父親去世的消息。在艾連大鬧會場時，躲過一劫，但隨後跟著大批民眾逃出會場。
地鳴發動後與其他倖存者搭乘火車前往史托拉亞要塞，並後悔自己利用萊納來獲取利益。在萊納一行人搭乘飛艇前來阻止地鳴時，目睹超大型巨人捉住並咬下萊納（巨人型態）的頭部，雖然萊納早已逃出巨人的後頸，但本人似乎不知情認為萊納遭啃食而腿軟跪下。與賈碧再次相見時表示自己看到了萊納的表現，隨後卻因為吸入了脊髓液煙霧而被變成巨人，最後因艾連·葉卡遭斬殺，將世上所有巨人的力量清除，得以變回人類。
胡佛先生／貝爾托特的父親
從萊納母親口中提及不久前已經去世，深信自己兒子光榮完成瑪雷士兵的義務，走的时候得到瑪雷悉心照顧。
芬葛先生／皮克的父親
配音：中村光樹；蔣鐵城
生日8月16日，皮克的父親，在皮克搭乘列車回到雷貝里歐收容區時前往迎接（動畫中為了表現出皮克父親身體虛弱增加了咳嗽的片段）。身體虛弱，皮克為了讓其能夠受到像樣的醫療待遇而自願選擇當上戰士，雖然病情好轉，但隨著皮克的"任期"所剩不多，每天都活在悲傷之中。地鳴發動後與其他倖存者搭乘火車前往史托拉亞要塞，在車廂中拿著戰士家屬的臂章感嘆著女兒為她的付出。再次見到皮克後，卻因為吸入了脊髓液煙霧而被變成巨人，最後因艾連·葉卡遭斬殺，將世上所有巨人的力量清除，得以變回人類。
賈利亞德的雙親
成功將兩個兒子培養為戰士，在波爾柯搭乘列車回到雷貝里歐收容區時前往迎接兒子的歸來。
賈碧的雙親
配音：北田理道、八木香織；黃天佑、錢欣郁
在賈碧搭乘列車回到雷貝里歐收容區時前往迎接，並與萊納一家人享用晚餐，並誇獎賈碧在戰場上立的大功。地鳴發動後與其他倖存者搭乘火車前往史托拉亞要塞，在車廂中因認為賈碧身處於"惡魔之島"上生存機率極低而痛哭。與賈碧再次相見時，卻因為吸入了脊髓液煙霧而被變成巨人，最後因艾連·葉卡遭斬殺，將世上所有巨人的力量清除，得以變回人類。
法爾可的雙親
配音：佐久間元輝、竹内佳菜子；劉傑、錢欣郁
在法爾可與柯特搭乘列車回到雷貝里歐收容區時前往迎接。地鳴發動後與其他倖存者搭乘火車前往史托拉亞要塞，在車廂中安撫賈碧的雙親，並認為孩子們一定都還好好的待在帕拉迪島上。再次見到法爾可後，卻因為吸入了脊髓液煙霧而被變成巨人，最後因艾連·葉卡遭斬殺，將世上所有巨人的力量清除，得以變回人類。

#### 瑪雷難民營僑民
拉姆吉（Ramzi）
配音：遠藤沙季；錢欣郁
生日12月26日，身高135cm，體重30kg，與爺爺（配音：魚建；符爽）和好友哈利爾一起生活在瑪雷難民營的男孩，並非瑪雷或艾爾迪亞人，語言亦不同，穿著中東聯合的服飾和帽子，初登場於第120話艾連的記憶碎片中。為了養活自己和爺爺而到處偷竊，希望有朝一日可以離開難民營。
曾在港口偷取莎夏的錢包時被里維發現，附近的瑪雷人打算對其施以酷刑，但里維、莎夏和漢吉假裝拉姆吉是莎夏的弟弟幫其解圍，被漢吉等人帶離現場之後，卻忘恩負義的偷走了里維的錢包。之後再度返回港口偷竊，被一群瑪雷商人時察覺並帶到後巷毆打，幸被離隊遊蕩而路過的艾連出手救起。為了報答艾連的救命之恩而帶其和其他夥伴到難民營用餐，用餐時艾連卻因洞見未來將會殺害他和其他難民營居民而突然落淚並向其道歉。
之後因慣竊行為而被斬斷右手。於第131話帶好友哈利爾去看藏錢地點時遇上艾連發動地鳴，二人隨即跟隨其他難民營居民逃往高地，途中欲阻止回頭撿拾錢袋的哈利爾而錯失逃跑機會，命喪於超大型巨人腳下，死前看到了始祖尤米爾。
哈利爾（Halil）
配音：白石涼子
生日7月20日，生活在瑪雷難民營的男孩，初登場於漫畫第131話。雖然希望能夠讓大家離開難民營的生活，但也擔心拉姆吉繼續行竊的話連左手都會被砍掉。和拉姆吉去看藏錢地點時遇上艾連發動地鳴，二人隨即跟隨其他難民營居民逃往高地，途中欲回頭撿拾錢袋而錯失逃跑機會，被超大型巨人所踢飛的磚瓦砸死。

### 反瑪雷派義勇兵
吉克·葉卡（Zeke Yeager）
原瑪雷帝國軍戰士隊戰士長，繼承九大巨人中的「野獸巨人」，爾後為和艾連合作而叛變。萊納和貝爾托特的長官，艾連的同父異母哥哥，受父親的影響而繼承了艾爾迪亞復權派的思想跟立場，因為意外得知瑪雷已經差不多查出父母的艾爾迪亞復權派身份，故此他為了保護祖父母以及自己免受牽連而被逼告發自己的父母，更一步步的慢慢走上戰士長之位以獲得瑪雷對他的信任。
伊雷娜（Yelena）
配音：齋賀光希；錢欣郁
生日1月21日，身高190cm，體重63kg，身材高挑的女性，自稱為大陸上某國家的士兵，在祖國被瑪雷消滅之後，加入了瑪雷軍，在一次戰爭中被吉克拯救而對吉克仰慕，自此成為吉克的部下，並不歧視艾爾迪亞人。最初登場時，假扮成一名瑪雷的男性士兵，假傳馬加特的命令叫走了吉克、波爾柯，與皮克。並故意將吉克與其他兩人支開，由於偽裝不太自然，且皮克之前曾見過她，所以被皮克懷疑。在雷貝利歐的行動當中，原先負責讓波爾柯和皮克無法參與戰鬥，而將他們設計關在專門用來囚禁巨人的地洞中，但因為皮克的懷疑，並且在路上遇到戰車小隊，被接受皮克命令的戰車小隊救出而失敗，造成調查兵團比預期更大的傷亡。
提到其和歐良果彭是接受吉克指令要與帕拉迪島及艾連接觸的人，打算合作解放艾爾迪亞人。協助調查兵團學習新科技，並俘虜／消滅後續前來的瑪雷偵查船隊。被駐紮兵團關押在別墅中並監視，皮克西斯經常去找她對話。歐良果彭在與漢吉的對話中提到，伊雷娜處事冷靜果斷，必要時也會採用高壓手段，任何有背叛跡象的義勇兵，都會被她毫不留情的處決。對吉克充滿近乎狂熱的仰慕，亦十分認同他的「艾爾迪亞人安樂死」理念。與葉卡派聯合發動政變控制軍政府後，公開了其安樂死計畫的想法。因為有違復興艾爾迪亞帝國的理念，被弗洛克為首的葉卡派逮捕。
後來遭到葉卡派公審並實施槍決，被約翰和車力巨人聯手搭救。搭救伊雷娜的要求是馬迦特提出的，因為他認為傳授艾連大陸知識的伊雷娜知曉艾連可能的所在地。但伊雷娜不願協助並且怒斥瑪雷，於是皮克講出了之前的調查結果，伊雷娜其實原本就是個瑪雷人，因為對瑪雷失望才在吉克的幫助下偽裝成是他國士兵，目的只是為了跟吉克一起拯救世界，讓自己名留青史，但伊雷娜隨後也出言諷刺了在場的所有人。目前與為了阻止地鳴而結盟的瑪雷和調查兵團同行，目的是為了阻止地鳴所造成的虐殺行為。
於地鳴結束後存活，動畫版顯示她與歐良果彭一起在難民營工作，手上拿著的箱子裡裝的是過去吉克愛玩的棒球和手套。
歐良果彭（Onyankopon）
配音：樋渡宏嗣；符爽
生日8月2日，身高176cm，體重75kg，黑人男性，技師，帕拉迪島在得知世界真相後，帕拉迪島上第一座海港的設計者，懂得駕駛飛船，並不歧視艾爾迪亞人。與伊雷娜一起接受吉克命令與帕拉迪島接觸並臥底在瑪雷軍中，在與伊雷娜和調查兵團合作下成功俘虜了瑪雷偵查船上的所有瑪雷士兵，結合船上的瑪雷工兵，為帕拉迪島引進了新科技，如火車、飛行船、半自動手槍、手動槍機步槍、無線電。曾被莎夏問到為什麼皮膚是黑色的，給予調查兵團眾人的回應是「因為神希望這樣，覺得有不同的人種比較有趣」，因此對於艾爾迪亞人能夠變成為巨人並不感到訝異與歧視。
似乎與漢吉及調查兵團成員的關係特別好，但在發動政變之後，改變對待漢吉等人的態度。一開始並不知道安樂死計畫的存在，得知伊雷娜所說吉克的目的後並不認同吉克的「艾爾迪亞人安樂死」理念，在瑪雷入侵之後，眼見戰況不利，於是釋放阿爾敏等人，並且也一同把其他被俘的軍團高層一併釋放。希干希納區與瑪雷的戰鬥結束後，包括歐良果彭在內的義勇兵全員遭到葉卡派以安樂死計畫叛國為由逮捕。因為不認同葉卡派的理念而被公審並實施槍決，在公審期間指責葉卡派的極端民族主義以及當初義勇兵幫忙這座島的後果居然是讓自己的家鄉被摧毀。後來被約翰和車力巨人聯手搭救，表達了對約翰的感謝之情，目前與調查兵團和瑪雷聯手阻止地鳴。駕駛飛機前往史托拉亞要塞的中途被野獸巨人的碎石打中飛機，最後成功迫降在要塞跑道上，但人也陷入一時昏迷狀態。
於"天與地之戰"後存活，漫畫版顯示三年後與賈碧、法爾可和里維居住在同一個城市中，似乎已找到其他工作，而動畫版則是顯示與伊蕾娜一起在難民營幫忙。
葛利茲（Griez）
第一次調查船隊成員。為跟隨調查船隊來到帕拉迪島的瑪雷士兵之一。

## 其他國家
奇優宓·亞茲瑪比特（Kiyomi Azumabito）
配音：吉澤希梨；錢欣郁
生日3月22日，身高152cm，體重45kg，東洋國度希茲爾國的使節，亞茲瑪比特家族（家族徽記為三把武士刀構成的三角形，曾為希茲爾國的統治家族）目前的當家，和米卡莎有親族關係（米卡莎的母方的血統）。帕拉迪島在義勇兵的協助下，俘虜了瑪雷士兵，利用當中的工兵重新建造了對外港口後，透過義勇兵的仲介，於港口建成後率眾抵達帕拉迪島，與島上的重要人物會談（包含女王、總統、調查兵團眾人），並與米卡莎相認。向米卡莎與其他人解釋東洋人一族的過往，以及希茲爾國在百年前為艾爾迪亞帝國的同盟，也解釋了帕拉迪島為何會有東洋人，還有願意協助帕拉迪島作為對世界的窗口，協助與世界各國和平相處。然而，該國也因曾與艾爾迪亞帝國同盟，遭到各國敵對，導致國力不振。因此眾人在了解情形後，對藉由希茲爾國與世界交流不抱有太大期望。該國也與其他國家相同對帕拉迪島的特殊資源（冰爆石）相當垂涎，認為可以為其帶來利益，奇優宓也因此在人前流口水。然而，雖然非常重視利益，但更重視的是米卡莎，曾建議米卡莎要是之後艾爾迪亞失利後與她回希茲爾國，但遭其拒絕。
對艾爾迪亞人十分友善，於威利發表演說前夕的晚會，為不小心打翻紅酒在她身上的烏德解圍。亦與瑪雷高層有所往來，並與威利·戴巴、吉克·葉卡等人熟識。在威利打算藉由舞台劇的形式，對世界說明百年前真相與帕拉迪島的威脅前安撫威利，並在威利演說前離開。
在爆發艾連從地牢逃走與總統薩克雷遭人暗殺等動亂事件後被皮克希斯司令請求先到港口避風頭，沒想到幾天後因為艾連發動地鳴，葉卡派得知漢吉等人企圖利用港口的飛船來阻止地鳴而搶先搭乘火車抵達港口並挾持希茲爾國的工程師與亞茲瑪比特等人。在漢吉等人與瑪雷的元帥及戰士聯手下解救了受挾持的亞茲瑪比特等人，並搭乘船前往瑪雷南部希茲爾國的領地歐迪哈進行飛機整修。
歐古威諾（Ogweno）
配音：田邊幸輔；宋昱璁
生日6月2日，某瑪雷邦交國大使，黑人，與亞茲瑪比特、南碧雅等大使一同參加了威利·戴巴舉辦的晚會，並尊稱戴巴為「救世主的後裔」。在艾連突襲會場時，他慌忙逃生，中途更將烏德推倒在地，令烏德被人群踐踏而死。
南碧雅（Nambia）
配音：森谷彩子；曾允凡
某瑪雷邦交國大使，黑人，戴巴幼時的好友，經常被其弄哭。與亞茲瑪比特等大使一同參加了威利·戴巴舉辦的晚會，並在艾連突襲會場時慌忙逃生。

## 巨人
大地惡魔
在機緣下與始祖尤米爾交易使其獲得巨人之力的存在，實為瑪雷所編造出來的傳說中的角色。賜予始祖尤米爾巨人之力的實為一條形似脊髓的遠古有機生物，並非所謂的惡魔，此名稱也是瑪雷對於巨人的暱稱。

### 九大巨人
九大巨人
由始祖尤米爾為初始的巨人，往後將力量一分為三，三分為九的巨人之力。其繼承者巨人化後仍保持本體與自我意識，在2000年來為艾爾迪亞帝國統治全世界的主要力量，其不同的巨人之力分別由不同家族所掌控，於100年前的巨人大戰結束後，其中七大巨人之力由瑪雷掌握，其餘兩大巨人之力始祖巨人由145代王帶至帕拉迪島，進擊的巨人則下落不明。由瑪雷掌握的七大巨人中，除了戰槌巨人以外，其餘皆交給瑪雷的艾爾迪亞戰士隊由戰士繼承。
繼承九大巨人之力的繼承者可透過吸收不同能力的巨人化藥水獲得附加的能力，例如：艾連由吸收瓶子外寫著「盔甲」的藥水獲得硬質化能力、亞妮透過吸收各種巨人化藥水後獲得招喚巨人與硬質化能力、法爾可因吸收吉克(野獸巨人)的脊隨液而變成純潔巨人，在繼承了顎巨人後，其巨人型態便與猛禽相似。而歷代九大巨人也有許多在同一隻巨人身上展現出多種九大巨人特徵。
| 年份              | 始祖巨人           | 進擊的巨人             | 超大型巨人             | 盔甲巨人               | 女巨人                 | 野獸巨人               | 顎巨人                 | 車力巨人               | 戰槌巨人      |
| ----------------- | ------------------ | ---------------------- | ---------------------- | ---------------------- | ---------------------- | ---------------------- | ---------------------- | ---------------------- | ------------- |
| 艾爾迪亞 帝國時代 | 始祖尤米爾         | 始祖尤米爾             | 始祖尤米爾             | 始祖尤米爾             | 始祖尤米爾             | 始祖尤米爾             | 始祖尤米爾             | 始祖尤米爾             | 始祖尤米爾    |
| 艾爾迪亞 帝國時代 | 瑪利亞、羅塞、席納 |                        |                        |                        |                        |                        |                        |                        |               |
| 艾爾迪亞 帝國時代 | 歷代 弗利茲王      | 艾爾迪亞帝國歷代各家族 | 艾爾迪亞帝國歷代各家族 | 艾爾迪亞帝國歷代各家族 | 艾爾迪亞帝國歷代各家族 | 艾爾迪亞帝國歷代各家族 | 艾爾迪亞帝國歷代各家族 | 艾爾迪亞帝國歷代各家族 | 歷代 戴巴家族 |
| 帕拉迪島 定居時代 | 卡爾·弗利茲        | 下落不明               | 歷任瑪雷戰士           | 歷任瑪雷戰士           | 歷任瑪雷戰士           | 歷任瑪雷戰士           | 歷任瑪雷戰士           | 歷任瑪雷戰士           | 歷代 戴巴家族 |
| 帕拉迪島 定居時代 | 歷代雷斯王         | 下落不明               | 歷任瑪雷戰士           | 歷任瑪雷戰士           | 歷任瑪雷戰士           | 歷任瑪雷戰士           | 歷任瑪雷戰士           | 歷任瑪雷戰士           | 歷代 戴巴家族 |
| 810年代 │ 840年代 | 烏利之父           | 下落不明               | 歷任瑪雷戰士           | 歷任瑪雷戰士           | 歷任瑪雷戰士           | 歷任瑪雷戰士           | 歷任瑪雷戰士           | 歷任瑪雷戰士           | 歷代 戴巴家族 |
| 810年代 │ 840年代 | 烏利               | 下落不明               | 歷任瑪雷戰士           | 歷任瑪雷戰士           | 歷任瑪雷戰士           | 歷任瑪雷戰士           | 歷任瑪雷戰士           | 歷任瑪雷戰士           | 歷代 戴巴家族 |
| 810年代 │ 840年代 | 芙莉妲             | 庫爾迦                 | 歷任瑪雷戰士           | 歷任瑪雷戰士           | 歷任瑪雷戰士           | 庫沙瓦                 | 歷任瑪雷戰士           | 歷任瑪雷戰士           | 歷代 戴巴家族 |
| 845年             | 古利夏             | 古利夏                 | 貝爾托特               | 萊納                   | 亞妮                   | 吉克                   | 馬賽                   | 皮克                   | 菈菈          |
| 845年             | 艾連               | 艾連                   | 貝爾托特               | 萊納                   | 亞妮                   | 吉克                   | 尤米爾                 | 皮克                   | 菈菈          |
| 850年             | 艾連               | 艾連                   | 阿爾敏                 | 萊納                   | 亞妮                   | 吉克                   | 波爾柯                 | 皮克                   | 菈菈          |
| 854年             | 艾連               | 艾連                   | 阿爾敏                 | 萊納                   | 亞妮                   | 吉克                   | 法爾可                 | 皮克                   | 艾連          |
| 854年             | 巨人之力消失       |                        |                        |                        |                        |                        |                        |                        |               |
始祖巨人
擁有掌控除「進擊的巨人」外所有其他巨人的能力，可以改變並操縱艾爾迪亞人的身體結構甚至是記憶。
末日巨人
艾連在掌握始祖巨人之力並發動地鳴後的變身型態，體型巨大，全身幾乎由巨大的肋骨構成，僅能以肋骨與後腿推進移動，可利用戰槌巨人與始祖巨人的力量結合製造出歷代的九大巨人傀儡。
進擊的巨人
能夠有限度看到前代和未來繼任者的記憶，換言之可以預知未來的片段。是會「為了自由不斷進擊」的巨人，也是唯一可以不受「始祖巨人」控制的巨人。
超大型巨人
身型巨大（60米），能消耗肌肉發散高溫蒸汽，變身時可製造威力強大的爆炸。
盔甲巨人
身上有高硬度的硬質化組織，如同盔甲一樣覆蓋身體大部分。
女巨人
機動能力高，動作敏捷，持續力較強。亞妮透過吸收許多巨人藥水而獲得相應的一些能力，可以呼喚周圍的無垢巨人與硬質化。
野獸巨人
會因持有者而變更形態，吉克的野獸巨人類似猿類，擁有攀爬能力和精準的投擲技能，可以開口說話。
顎巨人
身型較一般智慧巨人瘦小，移動十分敏捷，擁有鋒利的爪子和強勁的咬合力，即使對硬質化水晶也可以造成損傷。
車力巨人
身型較一般智慧巨人瘦小，持續力最長的巨人，皮克曾以巨人形態保持兩個月。以四足行動，機動性高，能夠裝備武器，也有承載物資和人員的能力。因其超群的持續力，只要在本體不受損的情況下，能夠連續巨人化數次，缺點是繼承者本體的修復緩慢。
戰槌巨人
利用硬質化能力作戰的巨人，可以製造各種武器例如：戰錘、十字弩、寶劍、長鞭、三叉戟、地刺等。但也因此力量消耗得很快。因能任意塑造巨人的肉體，本體的位置不一定位於後頸，甚至能在不巨人化的情況下製造出硬質化。

### 純潔巨人
純潔巨人
一種捕食人類的巨大人型怪物，身高約在3至15公尺，臉部與身材大多與男性相似，沒有生殖器官。擁有極高的體溫 堅硬的皮膚及強韌的生命力，自癒能力佳。消滅巨人的方法為攻擊他們唯一的弱點「後頸」，當後頸受到嚴重創傷，巨人就無法再生並消滅，而身軀也會蒸發消失。
因巨人無消化器官，因此無法消化，在吞食人類後、體內的黏液會將之包裹住並吐出。必須要照射陽光才能活動。對其他生物毫無興趣。
被牆內人分為一般巨人和奇行種。一般巨人通常會被近處人類集中的地方吸引，奇行種是對所有奇特行為巨人的稱呼，相較於其他單純搜索與捕食人類的巨人來說，會展現出獨特的行為，例如爬樹、跳躍、說話，或是放棄眼前的人類，轉而去追逐人多的地方，因為行為難以預測，所以通常會被謹慎對待。
後揭露巨人皆為尤米爾的子民——艾爾迪亞人所變，將巨人的脊髓液注入艾爾迪亞人體內就會變為只會吃人的純潔巨人，除了九大巨人之外的巨人皆為純潔巨人。若吞食並殺死巨人之力擁有者，且吸收其脊髓液，便可獲得其能力和記憶並變回人型。然而，首次變成巨人，取得巨人之力恢復人形之後，會有一段時間陷入昏迷，並遺忘一段時間之內的記憶。
目前本作中繼承九大巨人之力的人幾乎都是在攝取巨人脊髓液變成純潔巨人後，在短時間內吃掉前任持有者而得到巨人之力，因此大多數人不會有變成巨人前後的記憶。除非是類似艾連那樣，經由古利夏的視角看到自己變成巨人。尤米爾是目前唯一已知長時間處在純潔巨人狀態後，取得九大巨人之力的人，尤米爾形容在純潔巨人狀態下像是一場不會醒的噩夢，因此可推測變身為純潔巨人的尤米爾子民，即使失去了形體，可能仍具有些許知覺。
城牆中的超大型巨人
由145代王造出的50米級巨人，並以其為基礎包覆硬質化蓋出三大城牆，其數量估計有上千萬，用以保護牆內的人民與恫嚇牆外世界使其無法對帕拉迪島動手，達成矛與盾的效果，並放話若敢威脅其在牆內的平靜生活，將會喚醒牆中千萬巨人踏平全世界，也就是「地鳴」。實際上因自身向後代下訂「不戰契約」，實際上無法成功發動地鳴。
首次被發現於史托黑斯區，由於女巨人攀爬城牆而導致城牆剝落，導致內部的超大型巨人露出半邊臉出現在眾人面前。在艾連成功掌握始祖巨人後地鳴被成功發動，數以萬計的超大型巨人從沉睡中甦醒並解除硬質化，將島外的一切踏為平地。